# COVID-19-Pandemie in Niedersachsen

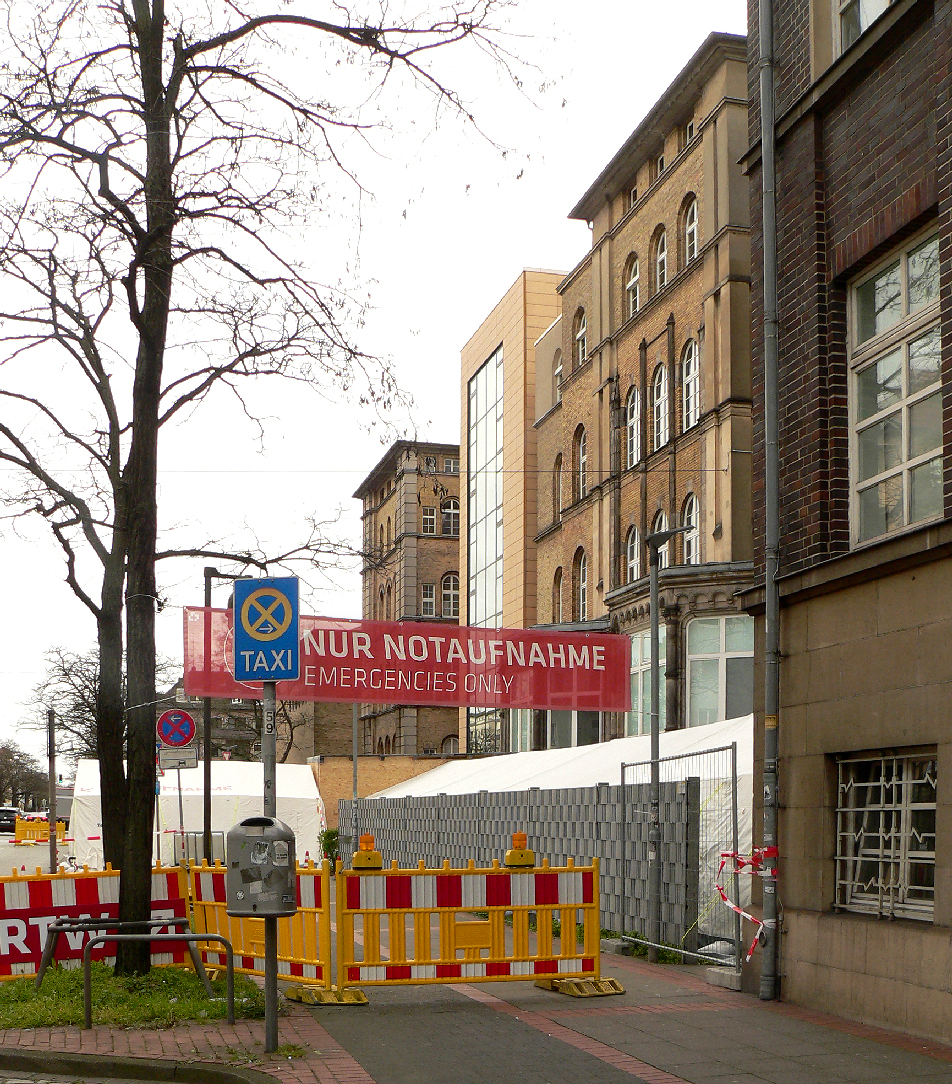
Zelte als Notaufnahme vor dem Krankenhaus Henriettenstift in Hannover, März 2020

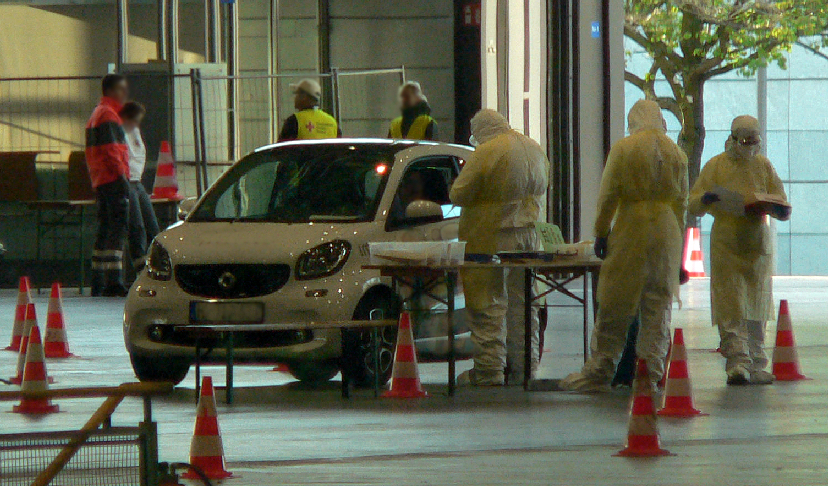
Probenabnahme im Drive-in-Testzentrum auf dem Messegelände Hannover, April 2020

Die COVID-19-Pandemie in Niedersachsen trat von 2020 bis zum Frühjahr 2023 als Teil der weltweiten COVID-19-Pandemie und im Besonderen der COVID-19-Pandemie in Deutschland auf. Die COVID-19-Erkrankung wurde durch das Virus SARS-CoV-2 aus der Gruppe der Coronaviridae verursacht, dass in die Gruppe der Atemwegserkrankungen gehört. In Niedersachsen wurde am 29. Februar 2020 in Uetze in der Region Hannover die landesweit erste Infektion mit dem COVID-19-Virus SARS-CoV-2 bestätigt. Die einschränkenden Schutzmaßnahmen zur Eindämmung der COVID-19-Pandemie, wie die FFP2-Maskenpflicht, fielen ab dem 8. April 2023 weg.

## Hintergrund
Infektionen mit SARS-CoV-2-Viren traten erstmals Ende Dezember 2019 in der Millionenstadt Wuhan der chinesischen Provinz Hubei auf. Die ersten Fälle von Infektionen mit SARS-CoV-2 in Deutschland wurden Ende Januar 2020 in Bayern beim Unternehmen Webasto registriert.
Als weltweite Pandemie stufte die Weltgesundheitsorganisation (WHO) das Ausbruchsgeschehen des neuartigen Coronavirus am 11. März 2020 ein.

## Statistik

### Infektionsfälle von März 2020 bis Mai 2021
Bestätigte Infektionen (kumuliert) in Niedersachsen
(nach Daten des RKI aus COVID-19-Pandemie in Deutschland)
Bestätigte Infektionen (neue Fälle) in Niedersachsen
(nach Daten des RKI aus COVID-19-Pandemie in Deutschland)
Zahl der neu bekannten Infektionen der letzten 7 Tage bezogen auf 100.000 Einwohner. (7-Tage Inzidenz) in Niedersachsen / 100.000 Einwohner
Anmerkungen
1. 1 2  Vor dem 1. März 2020 gab es in Niedersachsen keine dem RKI gemeldeten Infektionen
2. 1 2  Hier sind Fälle aufgelistet, die dem RKI über den Meldeweg oder offizielle Quellen mitgeteilt wurden. Da es sich um eine sehr dynamische Situation handelt, kann es zu Abweichungen bzw. zeitlichen Verzögerungen zwischen den RKI-Fällen und Angaben anderer Stellen, etwa der betroffenen Bundesländer oder der Weltgesundheitsorganisation (WHO), kommen.
3. 1 2  Durch die Umstellung am 17. März auf nur noch elektronisch gemeldete Fälle kam es zu einer Reduzierung der Fallzahlen

### Todesfälle von März 2020 bis Mai 2021
Mit Stand vom 26. September 2020 starben in Niedersachsen nach offiziellen Zahlen des Robert Koch-Instituts (RKI) insgesamt 683 Menschen, davon insgesamt 43 Menschen in einem Pflegeheim in Wolfsburg.
Bestätigte Todesfälle (kumuliert) in Niedersachsen
(nach Daten des RKI aus COVID-19-Pandemie in Deutschland)
Bestätigte Todesfälle (täglich) in Niedersachsen
(nach Daten des RKI aus COVID-19-Pandemie in Deutschland)

### Infektionen nach Altersgruppen und Geschlecht
Nach Daten des RKI verteilen sich die SARS-CoV-2-Infektionen in Niedersachsen wie folgt nach Altersgruppen und Geschlecht (Stand: 21. September 2020 und 15. Januar 2021): In den vergangenen 4 Monaten gab es keine signifikante Verschiebung im Profil der Infizierten. Alle Altersgruppen nahmen ungefähr um den Faktor 7 zu.
Infektionen nach Altersgruppen und Geschlecht vom Sept 2020
nach Daten des RKI
Infektionen nach Altersgruppen und Geschlecht vom Jan 2021
nach Daten des RKI

## Dynamik der Pandemie-Entwicklung

### Chronik des Infektionsverlaufs

#### Februar 2020

Ausbreitung von COVID-19 in den Landkreisen und kreisfreien Städten Niedersachsens im Frühjahr 2020

- 29. Februar 2020 (Samstag): Der erste Fall trat in Niedersachsen auf, als sich in Uetze in der Region Hannover die Infektion eines Mannes bestätigte, der sich zuvor in Norditalien aufgehalten hatte.[8]

#### März und April 2020
- 3. März 2020 (Dienstag): In Niedersachsen wurden drei neue Infektionen bekannt. Es handelte sich um eine Kontaktperson des vorherigen, ersten Falls (vom 29. Februar) aus der Region Hannover sowie Männer aus den Landkreisen Cuxhaven (Rückkehrer aus Norditalien) und Ammerland (Teilnahme an Karneval bei Heinsberg).[9]
- 4. März 2020 (Mittwoch): Die Zahl der bekannten Infizierten war auf 10 angestiegen. Für eine erkrankte Frau aus dem Landkreis Leer, die überörtlich als Krankenpflegerin arbeitete, konnte keine Infektionsquelle identifiziert werden.[10] Hinzu kam ein Familienvater aus der Grafschaft Bentheim, der sich vermutlich bei einem Infektionscluster in den benachbarten Niederlanden angesteckt hatte. Weiterhin wurden zwei Personen aus dem Landkreis Rotenburg (Wümme) positiv getestet, die aus einem Südtirol-Urlaub zurückgekehrt waren. Ein als infiziert erkannter Mann aus Oldenburg hatte ebenfalls bei Heinsberg Karneval gefeiert. Am Mittwochabend bestätigte die Region Hannover, dass sich in Uetze eine zweite Kontaktperson des ersten Erkrankten angesteckt hat.[11]
- 5. März 2020 (Donnerstag): Die Zahl der bekannten infizierten Personen war auf 13 angestiegen. Ein Lehrer aus Stade wurde positiv getestet.[12] Der Landkreis Celle meldete einen infizierten Mann aus Celle, der Kontakt zum ersten niedersächsischen Fall aus Uetze bei Hannover hatte.[13] Eine als infiziert erkannte Braunschweigerin war aus einem Urlaub auf Gran Canaria zurückgekehrt.[14]
- 7. März 2020 (Samstag): Im Landkreis Hildesheim wurde bei einem Paar eine Infektion mit dem Coronavirus bestätigt. Die beiden hatten sich zuvor in Tirol aufgehalten.[15]
- 9. März 2020 (Montag): Im Landkreis Hameln-Pyrmont wurde der erste Fall von COVID-19 bestätigt. Ein 48-jähriger Mann war mit einer neunköpfigen Gruppe zum Skifahren in Österreich, von der ein weiterer Teilnehmer zwei Tage nach seiner Rückkehr Symptome einer Infektion zeigte und ebenfalls positiv auf das neuartige Coronavirus getestet wurde.[16]
- 11. März 2020 (Mittwoch): Der Landkreis Northeim bestätigte drei Neuinfizierte, darunter zwei Männer, die aus dem Skigebiet Ischgl zurückgekehrt sind. Ein Fall wurde der Stadt Uslar zugeschrieben.[17] Der Landkreis Göttingen meldete den ersten Infektionsfall im Raum Osterode am Harz.[18] In Braunschweig gab es erstmals einen Verdachtsfall in einem Gefängnis, der Häftling wurde daraufhin isoliert und für alle Gefangenen in der Justizvollzugsanstalt Braunschweig wurde ein Generaleinschluss angeordnet.[19]
- 12. März 2020 (Donnerstag): Nachdem ein zweiter bestätigter Fall im Profikader von Hannover 96 aufgetreten war, wurde eine zweiwöchige Quarantäne für die komplette Profimannschaft angeordnet.[20]
- 13. März 2020 (Freitag): In einem Pflegeheim der Diakonie in Wolfsburg wurde die erste Bewohnerin positiv getestet.[21] Im weiteren Verlauf wurden zahlreiche weitere Bewohner positiv getestet,[22] 47 verstarben.[6] Wegen der Todesfälle nahm die Staatsanwaltschaft Braunschweig Ermittlungen gegen die Heimbeteiber wegen fahrlässiger Tötung auf.[23] Sie wurden Ende 2020 eingestellt, da kein strafbares Fehlverhalten festgestellt werden konnte.[24]
- 27. März 2020 (Freitag): Das Gesundheitsamt des Landkreises Oldenburg führte in einem Seniorenheim in Wildeshausen einen Massentest durch, nachdem bei einem kurz zuvor verstorbenen Bewohner das Virus nachgewiesen worden war. 23 Bewohner und 18 Pflegekräfte waren mit dem Coronavirus infiziert.[25] In der Folge wurde der Heimleiter freigestellt und die Staatsanwaltschaft Oldenburg sowie die Polizei Delmenhorst ermittelten gegen den Betreiber wegen des Verdachts des Verstoßes gegen das Infektionsschutzgesetz.[26] In dem Heim standen mindestens zwei Todesfälle im Zusammenhang mit dem Coronavirus.[27]
- 29. März 2020 (Sonntag): Es wurde bekannt, dass in einem Pflegeheim in Herzberg am Harz 14 Bewohner positiv sowie acht Beschäftigte positiv getestet wurden.[28]

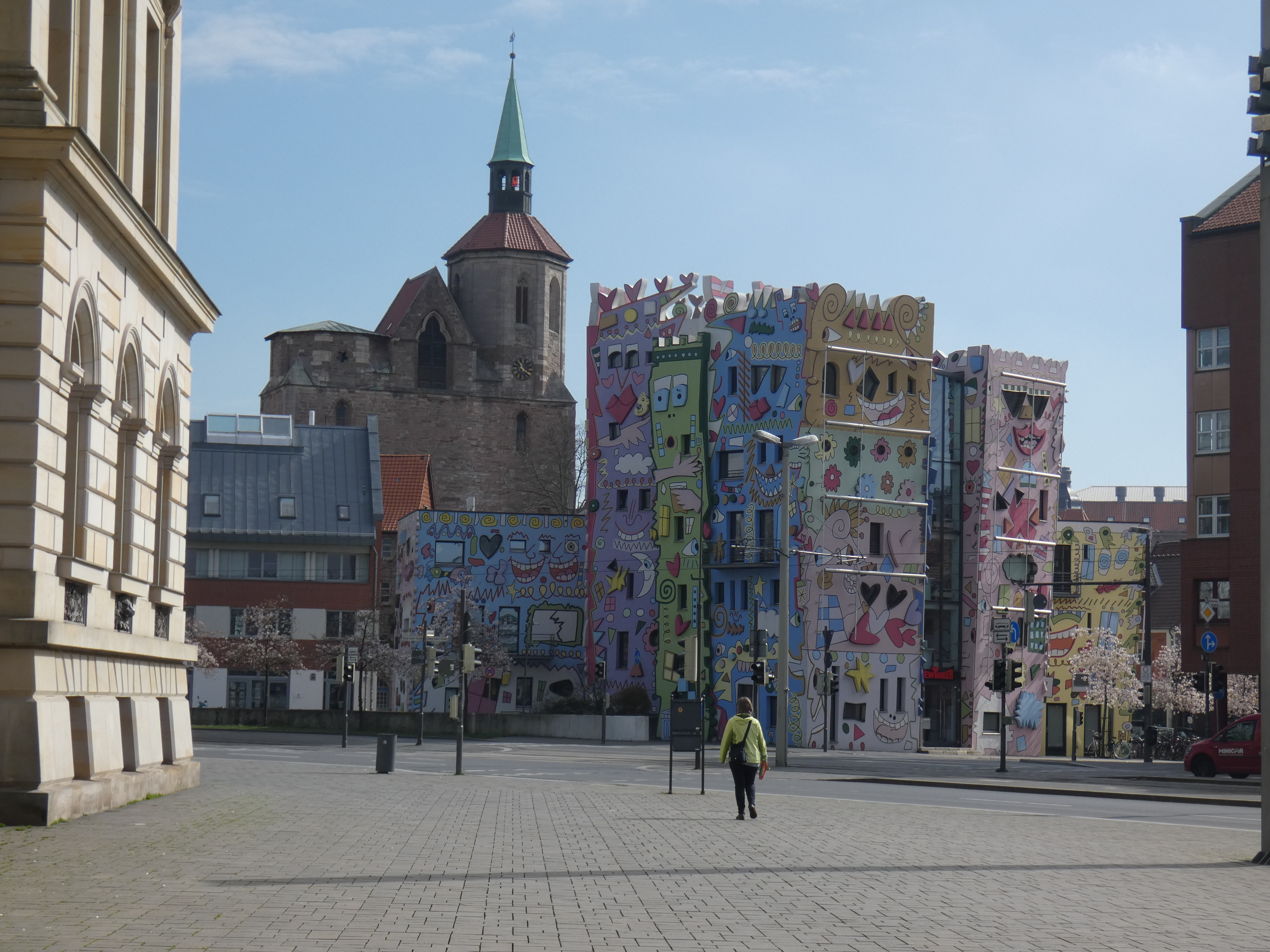
Leere Straßen mittags an einem Wochentag in Braunschweig, Folge der behördlichen Geschäfts- schließungen
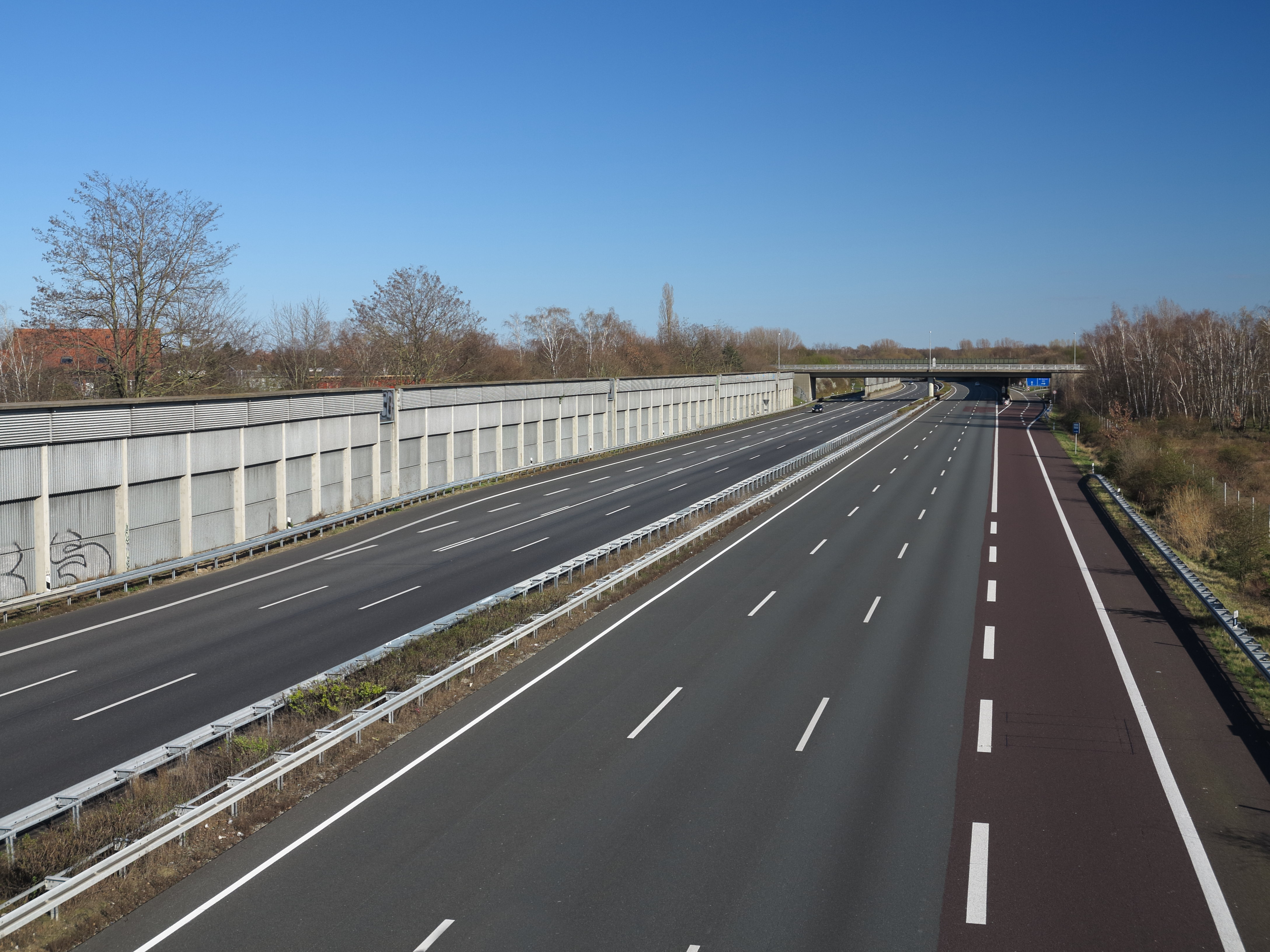
Leere Autobahnen, wie die A 2 an einem Sonntagnachmittag bei Braunschweig, März 2020
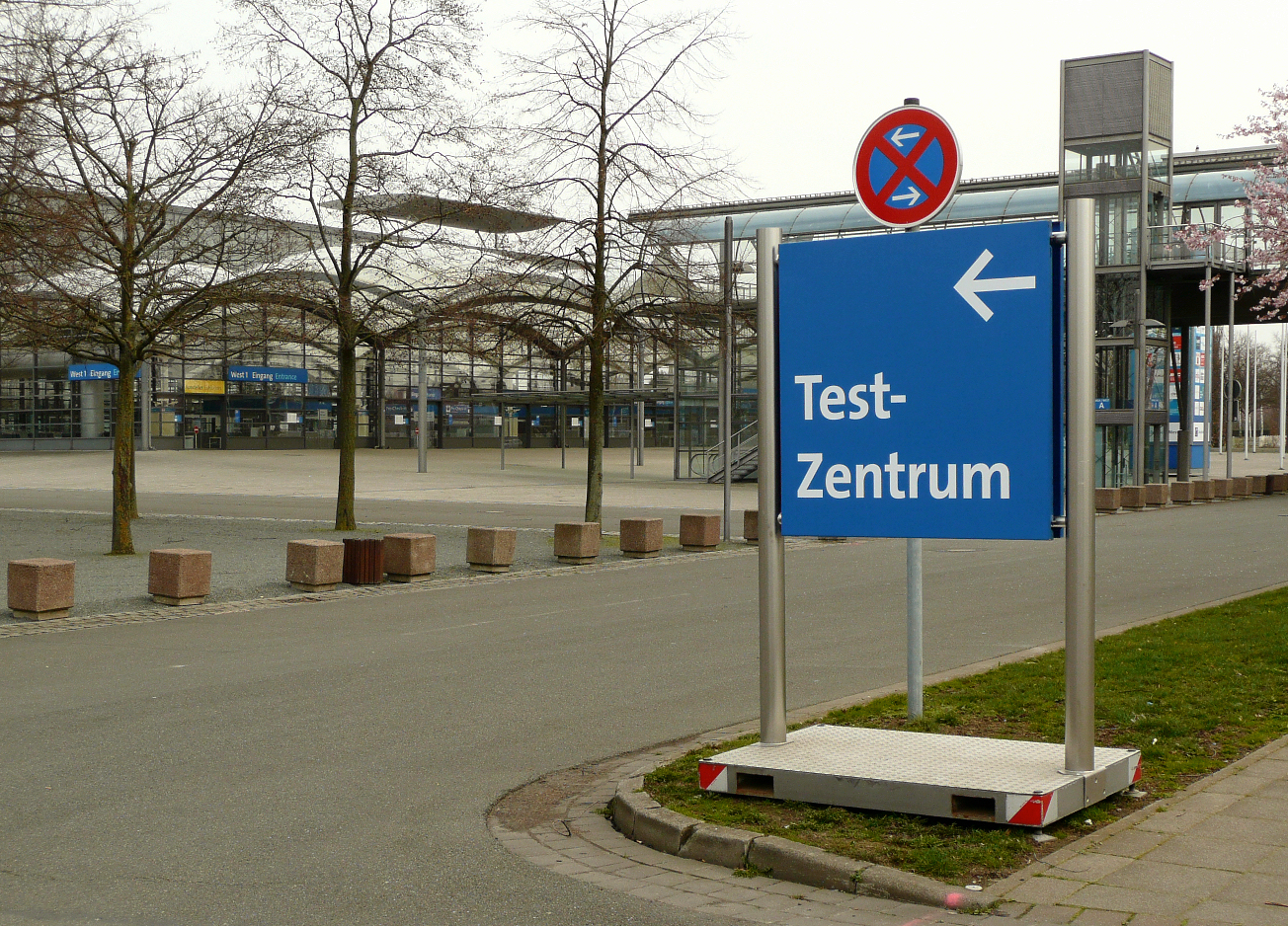
Drive-in-Testzentrum in einer Messehalle auf dem Messegelände Hannover, März 2020
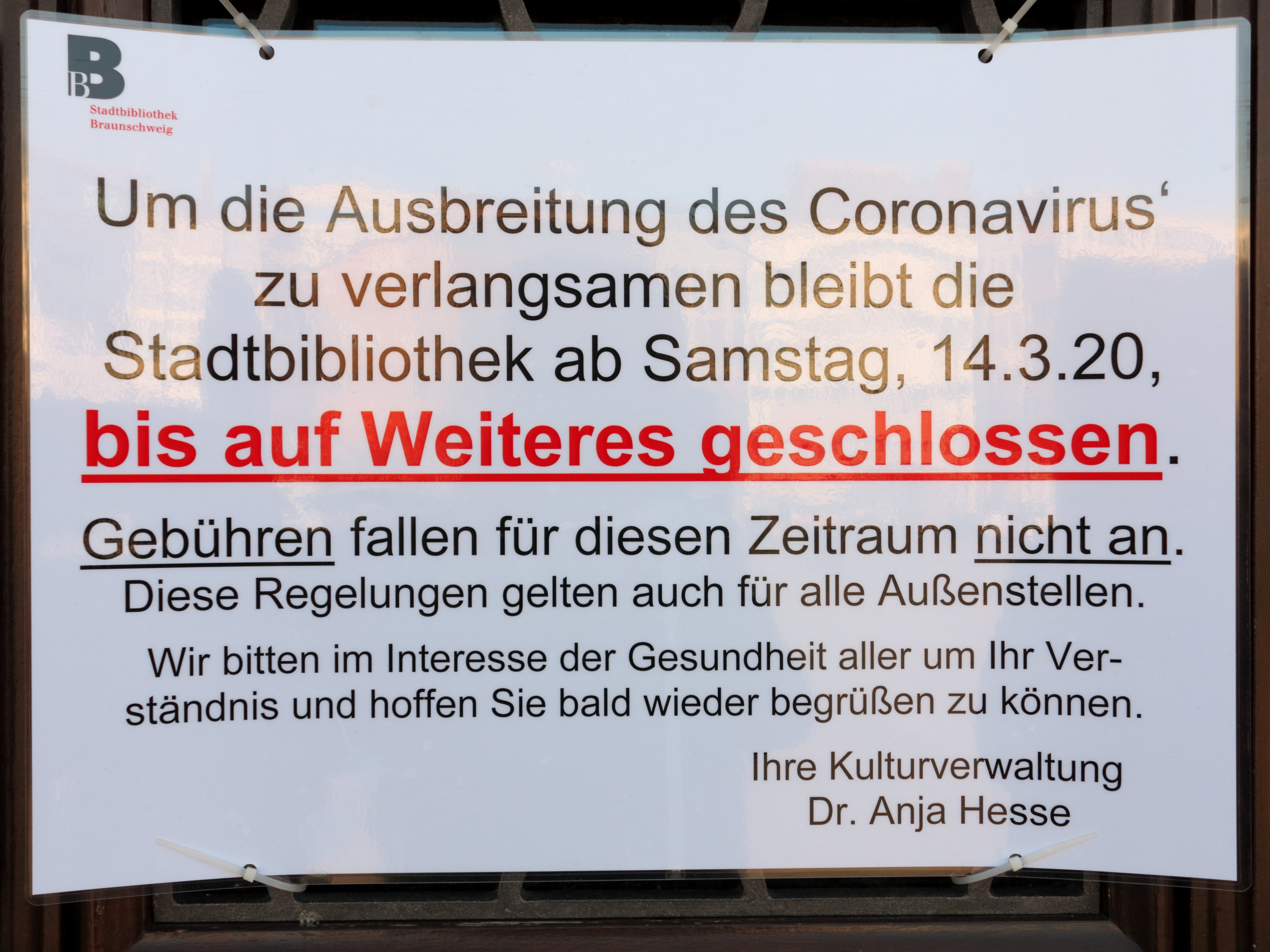
Stadtbibliothek Braunschweig wegen „Ausbreitung des Coronavirus'“ ab 14. März 2020 geschlossen
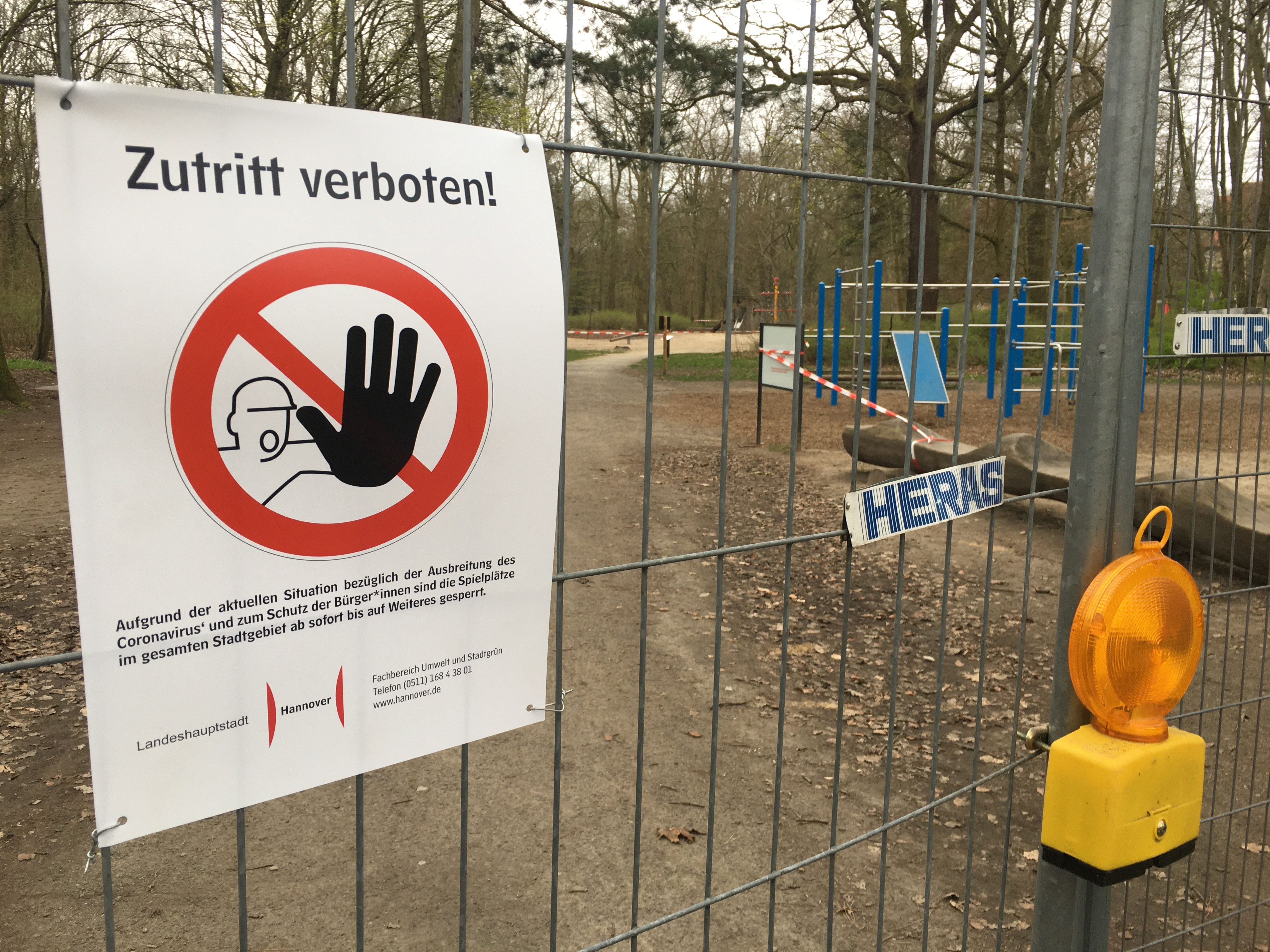
Abgesperrter Spielplatz in der Eilenriede in Hannover, März 2020

- 2. April 2020 (Donnerstag): Eine infizierte Bewohnerin eines Stader Seniorenheims verstarb. Am Wochenende des 28./29. März 2020 war in dem Seniorenheim bereits eine Bewohnerin verstorben während sich sieben Bewohner sowie eine Mitarbeiterin angesteckt hatten.[29]
- 4. April 2020 (Samstag): Nach einem Hinweis kontrollierten Mitarbeiter des Gesundheitsdienstes der Stadt Osnabrück und des Landkreises Osnabrück eine Altenpflegeeinrichtung in Bramsche. Es wurde bekannt, dass 42 Bewohner und sieben Mitarbeiter infiziert sowie Bewohner verstorben waren.[30] Nach dem Tod von sechs positiv getesteten Bewohnern der Altenpflegeeinrichtung, nahmen die Polizei und die Staatsanwaltschaft Osnabrück Ermittlungen wegen des Verdachts der fahrlässigen Tötung auf.[31]
- 6. April 2020 (Montag): Es wurde bekannt, dass zwei Bewohner eines Seniorenheims in Gadenstedt an den Folgen einer Corona-Infektion verstorben sind. Bereits in der Woche zuvor waren zwei Bewohner des Heims daran verstorben.[32]
- 7. April 2020 (Dienstag): Laut dem Corona-Krisenstab des Landes Niedersachsen war an dem Tag die Zahl der Neuinfektionen mit 226 Fällen nur unwesentlich größer als die Zahl der Neu-Genesenen mit 221 Fällen. Dennoch ließe sich laut dem Krisenstab aus diesen Tageswerten noch keine generelle Trendwende ableiten. 900 Erkrankte wurden im Krankenhaus behandelt. Darunter waren 228 Patienten auf der Intensivstation, von denen 164 künstlich beatmet wurden.[33]
- 9. April 2020 (Donnerstag): Das Niedersächsische Landesgesundheitsamt meldete, dass von den bisherigen 7104 laborbestätigten Covid-19-Fällen geschätzt 2576 Personen (36,3 %) genesen sind.
- 20. April 2020 (Montag): Wolfsburg war die erste Stadt in Niedersachsen, die eine Maskenpflicht einführte.[34] Sie galt in öffentlichen Räumen. Dies entschied der Krisenstab der Stadt am 18. April.[35] Kurz darauf wurde am 27. April die Maskenpflicht im Nahverkehr und im Einzelhandel für das gesamte Bundesland eingeführt.[36]

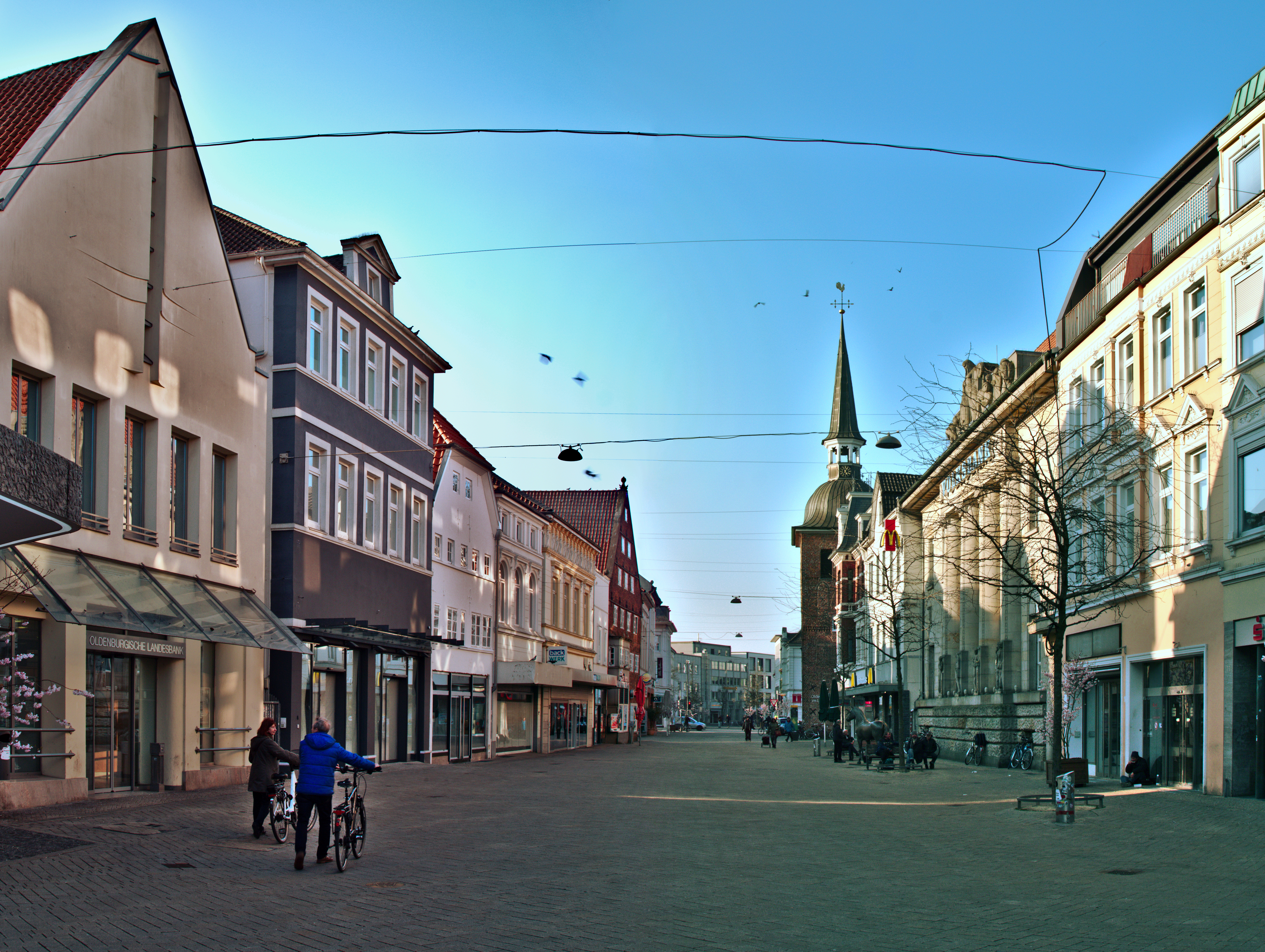
Fast fußgängerlose Lange Straße in Oldenburg, April 2020
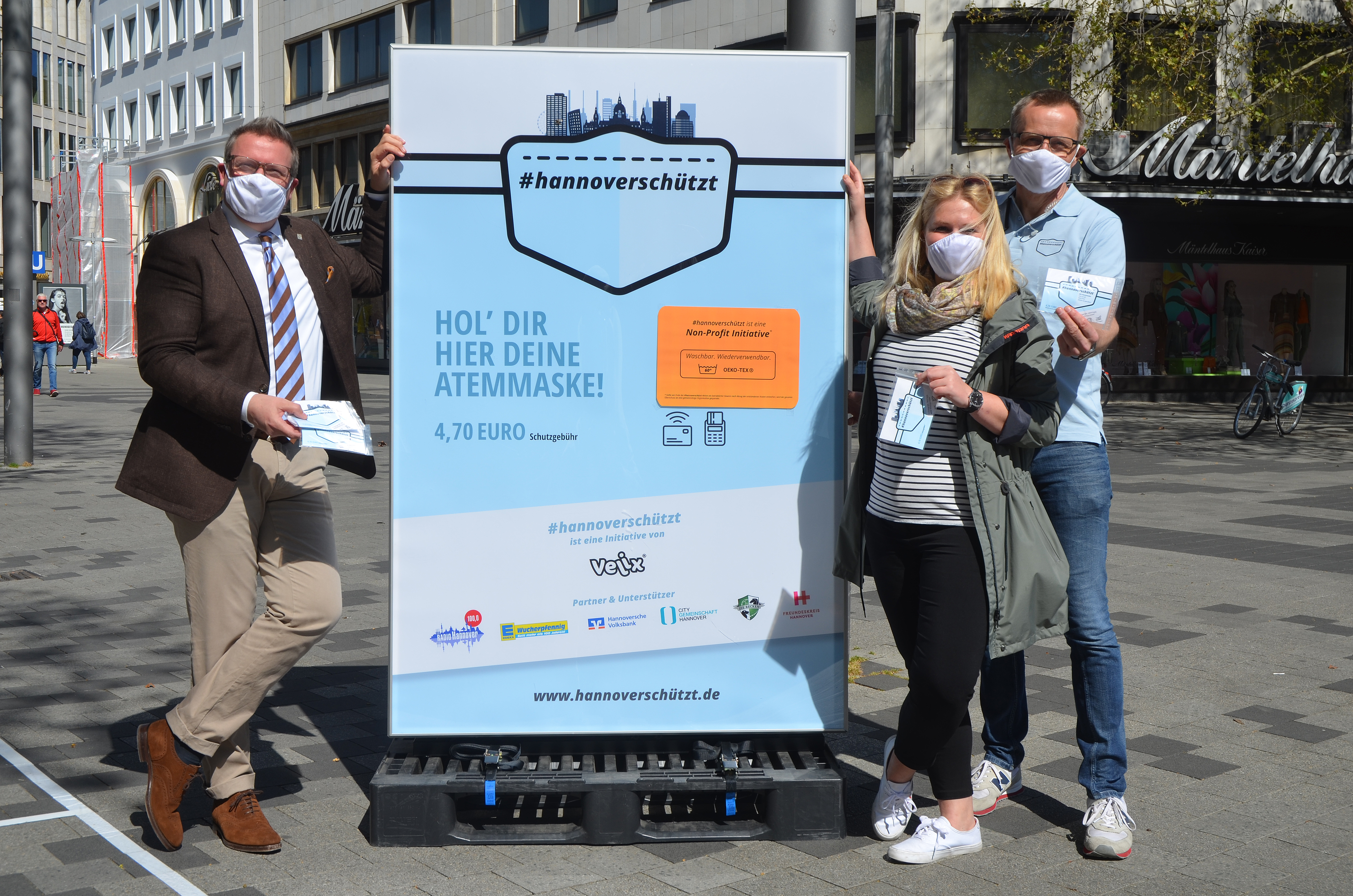
Werbung für Schutzmasken in Hannover, April 2020
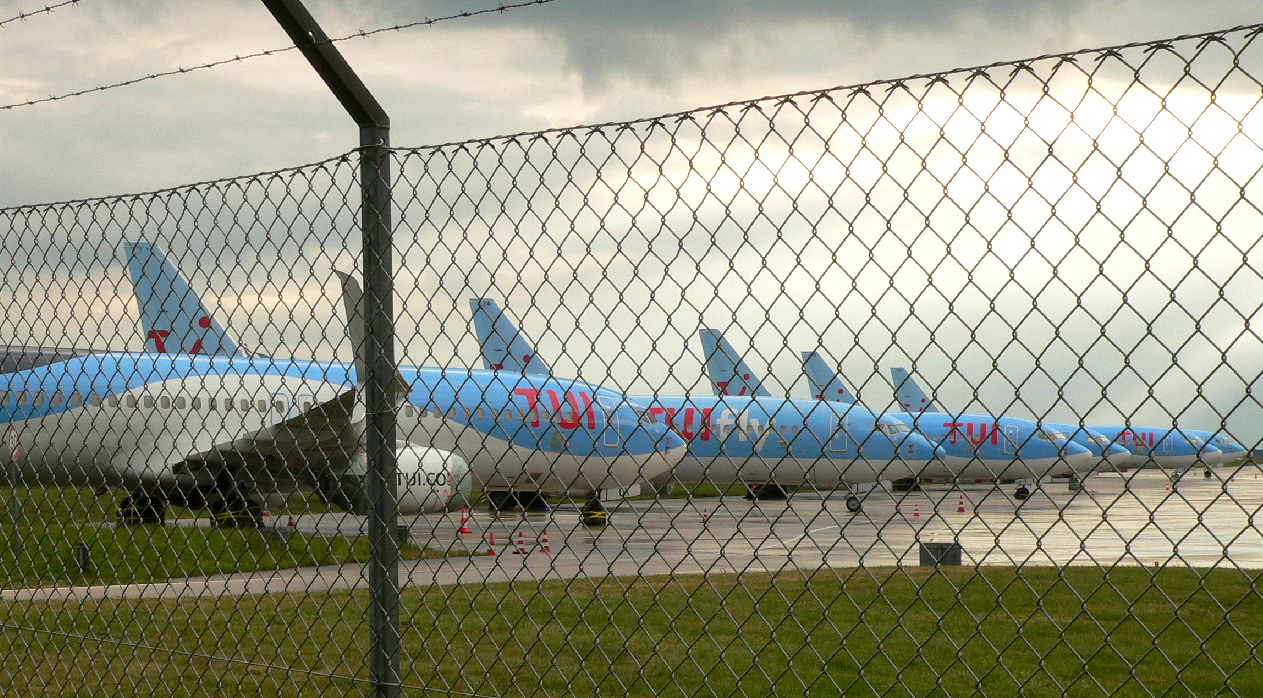
Geparkte Flugzeuge von TUIfly auf dem Flughafen Hannover-Langenhagen, April 2020
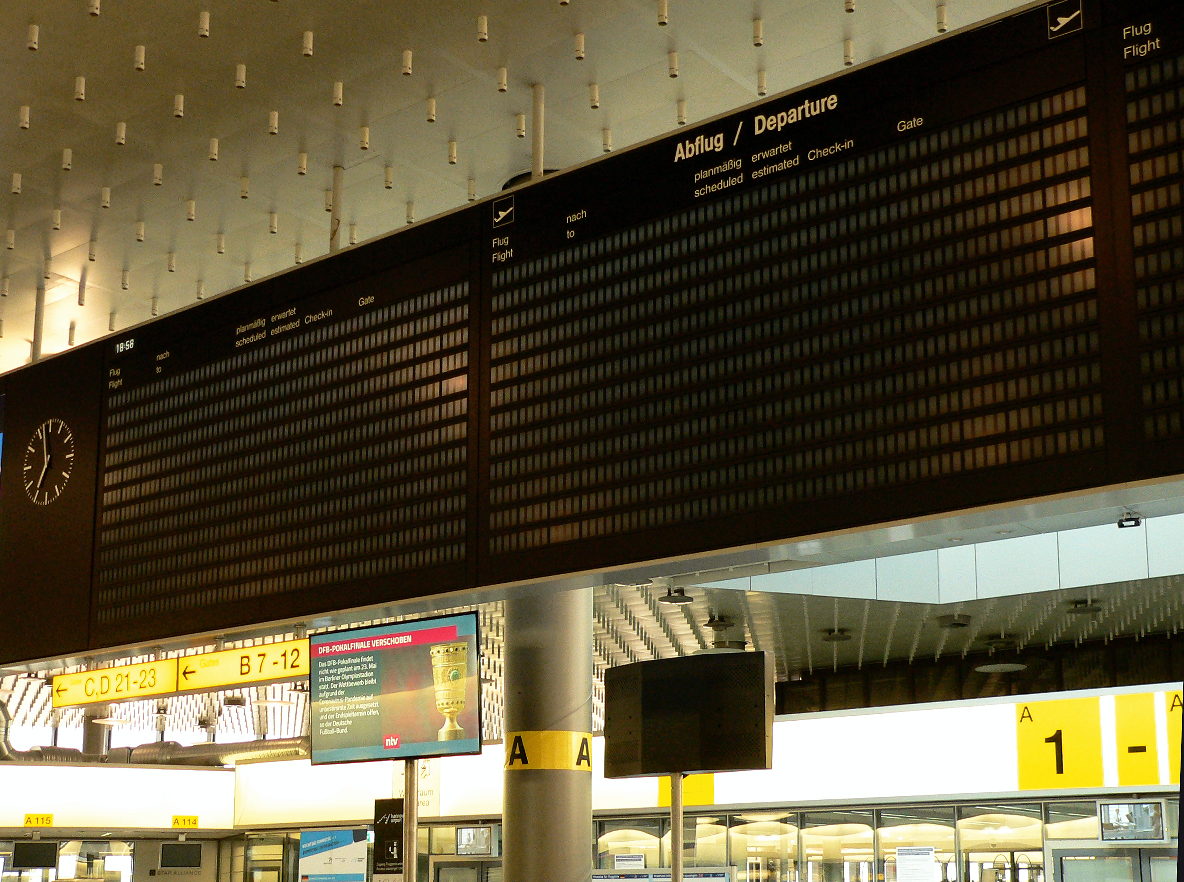
Leere Anzeigetafel auf dem leeren Flughafen Hannover-Langenhagen, April 2020
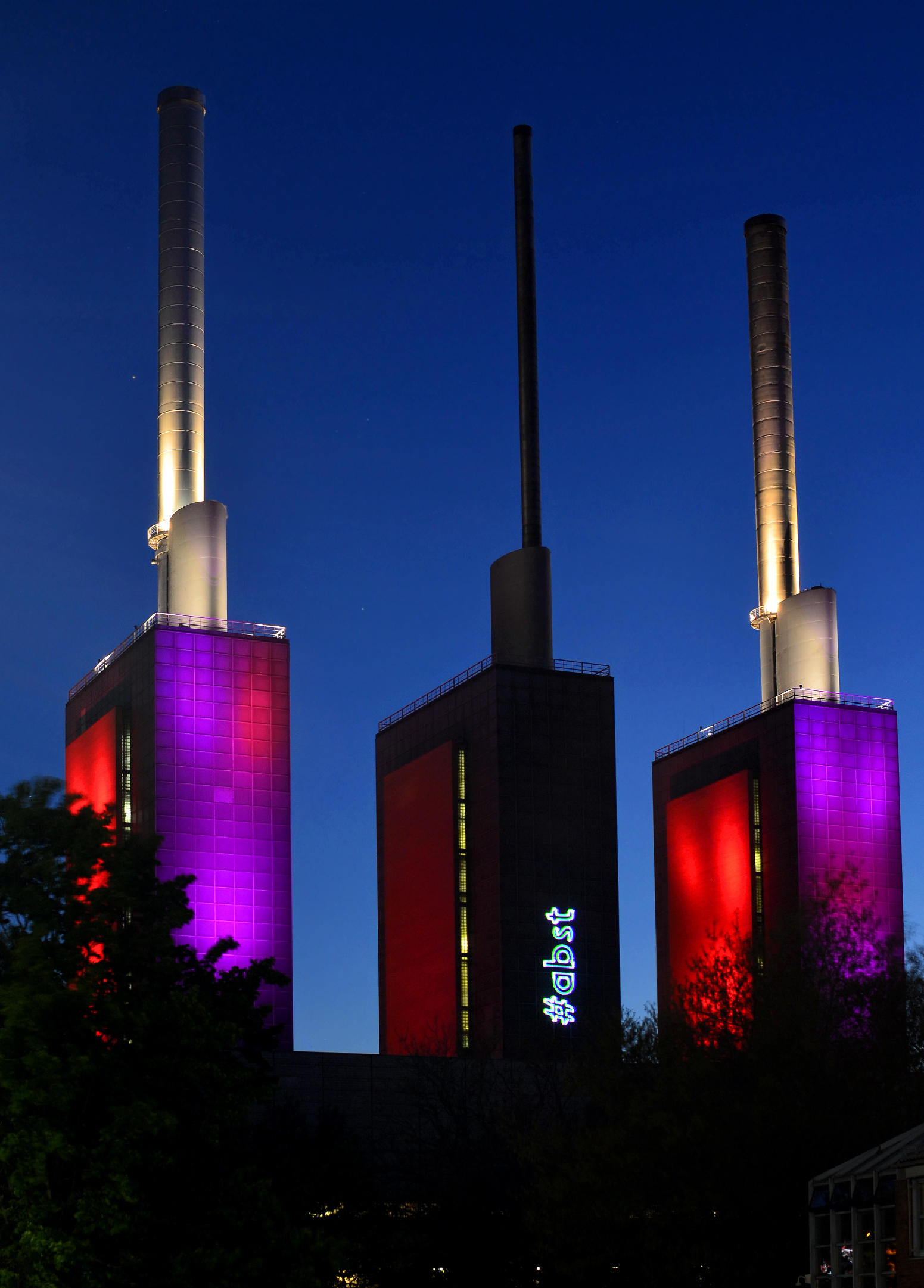
Heizkraftwerk Linden mit den drei „warmen Brüdern“, mittig der nicht beleuchtete „Abstandsbruder“, April 2020

#### Mai und Juni 2020
- 15. Mai 2020 (Freitag): Im Landkreis Leer ereignete sich ein COVID-19-Ausbruch bei der Feier zur Eröffnung eines Lokals in der Gemeinde Moormerland. In diesem Zusammenhang wurden bis zum 29. Mai 34 Personen positiv auf SARS-CoV-2 getestet. Über 200 Personen befanden sich als Kontaktpersonen am 29. Mai 2020 in Quarantäne. Vermutlich ist bei dieser Feier gegen Hygieneregeln verstoßen worden. Außerdem besteht der Verdacht, dass der Betreiber Dokumentationspflichten nicht vollumfänglich erfüllt hat.[37]
- 26. Mai 2020 (Dienstag): Medienmeldungen zufolge ermittelte die Staatsanwaltschaft Osnabrück aufgrund von Corona-Infektionen auf einem Schlachthof in Dissen wegen der Missachtung von Anordnungen im Rahmen des Infektionsschutzgesetz bei Abstandsgeboten und der Unterbringung von Schlachthofmitarbeitern. Zuvor waren innerhalb von zwei Wochen mehr als die Hälfte der rund 280 Beschäftigten positiv auf das Coronavirus getestet worden.[38]
- 29. Mai 2020 (Freitag): Der Corona-Krisenstab der Niedersächsischen Landesregierung teilte mit, dass seit dem 14. Mai im Verteilzentrum von UPS mit rund 1000 Mitarbeitern in Langenhagen 47 Mitarbeiter und 25 Kontaktpersonen positiv auf das Coronavirus getestet wurden. Auch Infektionen in einer Kita und einer Schule in Hannover stünden in dem Zusammenhang, da Beschäftigte offenbar Familienangehörige angesteckt haben.[39] Bis zum 12. Juni wurden insgesamt 156 Mitarbeiter positiv getestet.[40]
- 30. Mai 2020 (Samstag): Nach einigen privaten Feiern in Göttingen wurden 33 neue Corona-Infektionen nachgewiesen, bei denen es sich überwiegend um Mitglieder mehrerer Großfamilien handelte. Ein 67-jähriger-Mann musste künstlich beatmet werden.[41]

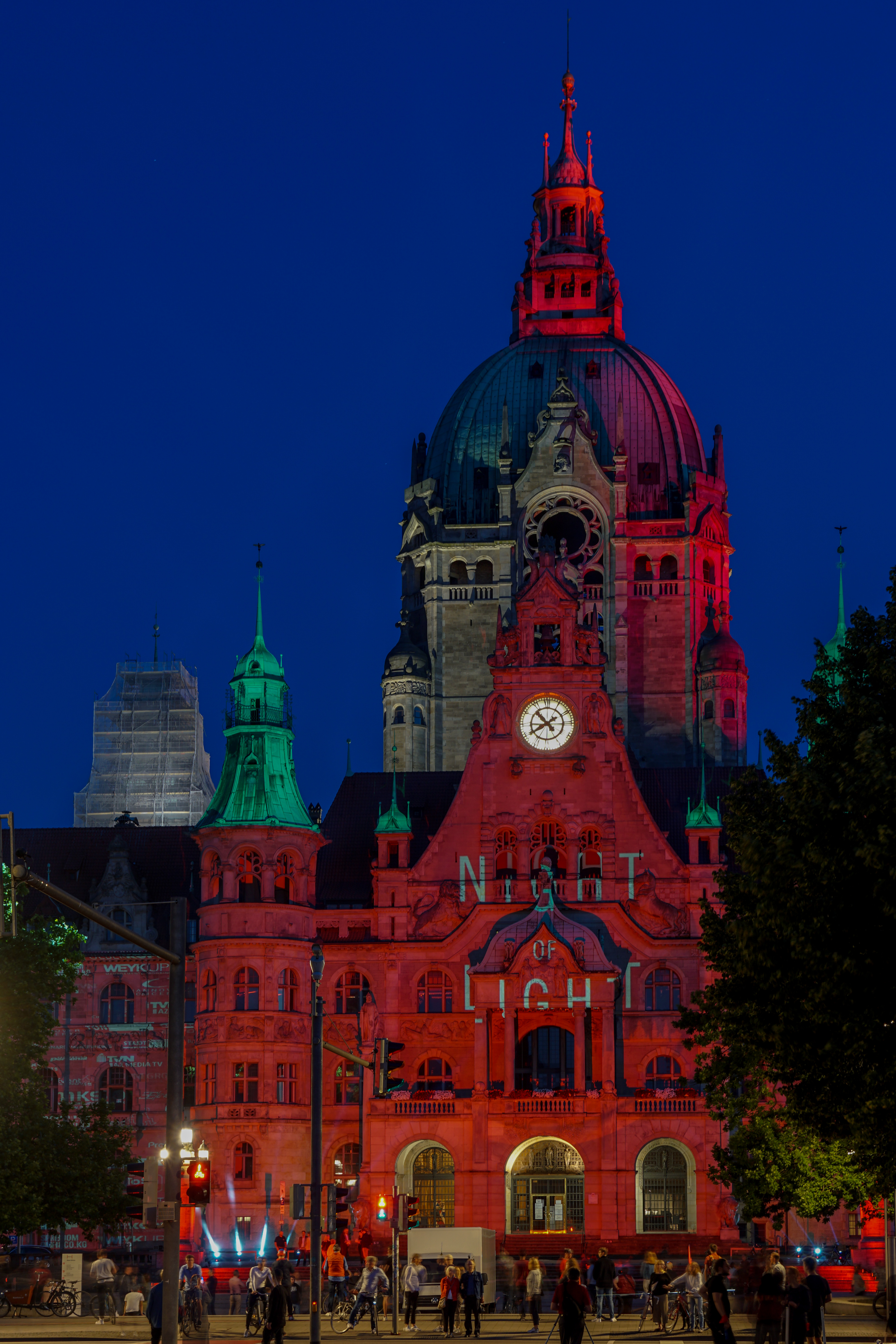
Rot beleuchtetes Neues Rathaus in Hannover bei der deutschlandweiten Night of Light der Veranstaltungsbranche, Juni 2020

- 4. Juni 2020 (Donnerstag): In Göttingen hatten sich am 23. Mai 2020 mehr als 100 Bewohner von Hochhäusern im Iduna-Zentrum, einem sozialen Brennpunkt, mit dem Virus angesteckt. Ihnen wurde vorgeworfen, sich bei unerlaubten, privaten Familienfeiern aus Anlass des muslimischen Zuckerfestes nicht an die Hygiene- und Abstandsregeln gehalten zu haben, dies wurde jedoch bestritten. Sie hatten mit mindestens 200 weiteren Menschen Kontakt.[42] Bei den Betroffenen handelt es sich zum Teil um Roma-Familien aus dem Kosovo, die bei Ausbruch des Kosovokriegs Ende der 1990er-Jahre nach Deutschland kamen.[43]
- 7. Juni 2020 (Sonntag): Der „Stab für außergewöhnliche Ereignisse der Stadt Göttingen“ entschied am 7. Juni 2020, den Präsenzunterricht an sämtlichen Schulen in Trägerschaft der Stadt Göttingen, an freien Schulen im Stadtgebiet sowie an der IGS Bovenden bis einschließlich Freitag, 12. Juni 2020, zu untersagen, da die Zahl der an COVID-19 Erkrankten am 6. Juni in Göttingen um 21 zugenommen hatte.[44]
- 13. Juni 2020 (Samstag): Laut Medienberichten hat in einem Pflegeheim in Oyten eine infizierte Pflegekraft 28 Personen angesteckt, darunter 20 Bewohner und acht Pflegekräfte.[45]
- 19. Juni 2020 (Freitag): In Göttingen stellte die Stadt 700 Menschen in einem Hochhaus-Komplex bis zum 25. Juni 2020 unter Quarantäne und ließ die Eingänge absperren. Das Gebäude liegt wenige hundert Meter vom ebenfalls von Infektionen betroffenen Iduna-Zentrum entfernt. Das Ausgehverbot für die Bewohner des Hochhaus-Komplexes wurde von Polizei und Ordnungsamt überwacht. 120 Bewohner waren in den Tagen zuvor in einem mobilen Testzentrum vor dem Gebäude positiv auf das Virus getestet worden. Ein Sprecher der Jugendhilfe Göttingen beschrieb die Wohnverhältnisse in dem Hochhaus als eng. Es gäbe unzureichende Hygiene sowie Drogen- und Alkoholprobleme.[46]
- 20. Juni 2020 (Samstag): Mehrere hundert negativ getestete Bewohner des abgesperrten Hochhaus-Komplexes in Göttingen wurden erneut getestet. Im Tagesverlauf kam es zu Auseinandersetzungen zwischen Bewohnern und Polizisten. Auf die Beamten wurden metallene Gegenstände und Pyrotechnik geworfen. Mehrere Bewohner versuchten über Gitter zu klettern und rund 100 Menschen versuchten, sich an Polizisten vorbeizudrängen.[47]
- 23. Juni 2020 (Dienstag): Die Landesaufnahmebehörde Niedersachsen teilte mit, dass im Grenzdurchgangslager Friedland 21 Bewohner und eine Mitarbeiterin einer Hilfsorganisation mit dem Coronavirus infiziert sind. Zu dem Zeitpunkt lebten dort 190 Asylbewerber und Spätaussiedler.[48]
- 26. Juni 2020 (Freitag): Nach Anordnung des Landkreises Oldenburg stellte ein Puten-Schlachthof in Wildeshausen den Betrieb für zwei Wochen ein. Grund war ein positiver Coronatest bei 46 Beschäftigten. Die 1.100 Mitarbeiter und ihre engsten Familienangehörigen wurden für zwei Wochen unter Quarantäne gestellt.[49]
- 30. Juni 2020 (Dienstag): Die Zahl der mit dem Coronavirus infizierten Personen im Grenzdurchgangslager Friedland stieg auf 48. Daraufhin wurden alle 400 Bewohner und Mitarbeiter getestet.[50]

#### Juli und August 2020
- 17. Juli 2020 (Freitag): In Verden traten in einem Gebäudekomplex von drei Häusern mit rund 300 Bewohnern neun Corona-Fälle auf. 100 mögliche Kontaktpersonen wurden getestet und unter Quarantäne gestellt, bis die Tests am 18. Juli ergaben, dass nur ein weiterer Bewohner einen positiven Befund aufwies. Die Polizei beobachtete die Hauseingänge. Bei einigen Familien standen die Tests, Ergebnisse und Entlassung aus der Quarantäne noch aus.[51][52]
- 19. Juli 2020 (Sonntag): Das Unternehmen Wiesenhof äußerte sich zu einem Ausbruch des Coronavirus in einem Hähnchenschlachthof in Lohne im Landkreis Vechta. Innerhalb der Belegschaft von rund 1300 Mitarbeitern gab es 66 Infizierte, von denen sich viele in der Kartonage-Abteilung des Betriebs angesteckt hätten. In derselben Woche war eine Häufung von Fällen im Landkreis Vechta mit 16 neuen Corona-Infektionen innerhalb von zwei Tagen zu verzeichnen.[53] Obwohl die Zahl der Neuinfektionen pro 100.000 Einwohner innerhalb der vergangenen 7 Tagen für den Landkreis Vechta am 22. Juli bei 41,26 lag (seinerzeit der bundesweit höchste Wert), beschloss der Landkreis, den Schlachthof nicht zu schließen.[54]
- 21. Juli 2020 (Dienstag): Die Zahl der infizierten Personen in einem Gebäudekomplex in Verden erhöhte sich auf 12. Sie gehörten zu einer Großfamilie, die in dem Gebäudekomplex und in Dörverden lebt.[55]
- 30. Juli 2020 (Donnerstag): Nachdem in einem Studentenwohnheim in Clausthal-Zellerfeld fünf Bewohner positiv auf das Coronavirus getestet wurden, stellte der Landkreis Goslar das Gebäude unter Quarantäne.[56] Nach weiteren Tests stieg die Zahl der infizierten Personen auf zehn, darunter drei außerhalb des Heims lebende Kontaktpersonen.[57]
- 19. August 2020 (Mittwoch): Fünf Lagerarbeiter eines Logistikzentrums des Möbelherstellers Ikea in Elsdorf im Landkreis Rotenburg (Wümme) wurden positiv auf das Coronavirus getestet. Damit erhöhte sich die Zahl der infizierten Mitarbeiter auf 18. Die Beschäftigten hätten sich auch in ihrer Freizeit getroffen und seien in Fahrgemeinschaften zum Logistikzentrum gefahren.[58]

#### September und Oktober 2020
- 19. September 2020 (Samstag): Nachdem aus den niedersächsischen Landkreisen und kreisfreien Städten monatelang ganz überwiegend relativ niedrige Zahlen an Neuinfektionen hatten gemeldet werden können, überstieg die 7-Tages-Inzidenz im Landkreis Cloppenburg den Wert von 50 Neuinfizierten auf 100.000 Einwohner. Der Landkreis hatte zuvor zu den Gebieten mit niedrigen Infektionszahlen gehört, und zwar auch im Vergleich zu anderen niedersächsischen Gebietskörperschaften. Am 20. September 2020 gab es nirgendwo in Deutschland eine höhere 7-Tages-Inzidenz als im Landkreis Cloppenburg. Ein erster Schwerpunkt des Ausbruchs entstand im SV Evenkamp nach der Wiederaufnahme des Spielbetriebs der Fußballamateure. Zehn Spieler der ersten Herrenmannschaft und der Trainer wurden positiv getestet. Amateurspieler nach dem Vorbild von Bundesliga-Profis regelmäßig auf COVID-19 testen zu lassen, erschien den Verantwortlichen als zu teuer.[59] Schwerpunkte mit ähnlich hohen Infektionszahlen wurden in Schulen und einem Unternehmen gefunden.[60][61][62]
- 24. September 2020 (Donnerstag): Das RKI meldete für Niedersachsen mit acht Toten an einem Tag einen Wert, den es zuletzt im Mai gab.[63]
- 29. September (Dienstag): Das RKI meldete 20.000 Infektionen, von denen 17.500 als genesen angesehen werden. Damit gab zu dem Zeitpunkt rund 2.500 bekannte Infektionen in Niedersachsen.
- 2. Oktober (Freitag): Der Landkreis Vechta meldete, dass sich in einem Alten- und Pflegeheim in der Stadt Vechta 31 Bewohner und 19 Mitarbeiter mit SARS-CoV-2 infiziert hätten. In der Folge überschritt der Landkreis Vechta die Quote von 50 Neuinfizierten auf 100.000 Einwohner.[64]
- 4. Oktober (Sonntag): In Sögel waren von 2000 Mitarbeitern eines Schlachthofs 81 Beschäftigte mit Corona infiziert. Um die Ausbreitung einzudämmen, schränkte der Landkreis Emsland das öffentliche Leben in der Samtgemeinde Sögel ein. Unter anderem waren Zusammenkünfte von mehr als sechs Personen unerlaubt, ausgenommen enge Familienangehörige, Treffen von maximal zwei Hausständen, Hochzeits- oder Erstkommunionfeiern, Taufen und Beerdigungen. In Vechta starben 2 Heimbewohner.[65]
- 7. Oktober (Mittwoch): Nachdem sich 112 Beschäftigte des Schlachthofes in Sögel mit dem Coronavirus infiziert hatten, erklärte der Landkreis Emsland seine Schließung, um eine exponentielle Verbreitung des Virus zu verhindern.[66] Die für 22 Tage geplante Schließung wurde nach rund acht Tagen teilweise wieder aufgehoben. Gegen die Schließung hatten Landwirte mit ihren Treckern vor dem Gebäude des Landkreises protestiert, da ihre Ställe voll mit Ferkeln waren, die ihre Schlachttermine überschritten hatten.[67]
- 7. Oktober (Mittwoch): Der Landkreis Cloppenburg teilte mit, dass sich in einem Schlachthof in Emstek innerhalb einer Woche 63 Personen mit SARS-CoV-2 infiziert hätten. Darauf stieg die 7-Tage-Inzidenz im Landkreis Cloppenburg wieder.[68]
- 8. Oktober (Donnerstag): Die Stadt Delmenhorst überschritt den Wert von 50 Neuinfizierten auf 100.000 Einwohner. Eingrenzbare einzelne Infektionsherde waren nicht erkennbar.[69]
- 11. Oktober (Sonntag): Die Allgemeinverfügung des Landkreises Cloppenburg, die für das Gebiet des Alten Amtes Löningen Sonderregelungen wegen des COVID-19-Ausbruchs am 19. September 2020 in Evenkamp vorschrieb, trat außer Kraft.[70]
- 13. Oktober (Dienstag): Das Niedersächsische Landesgesundheitsamt korrigierte nachträglich die Werte für die 7-Tage-Inzidenzen des Landkreises Cloppenburg ab dem 16. September. Am 23. September 2020 hatte das Robert-Koch-Institut gemeldet, dass es im Landkreis Cloppenburg wieder weniger als 50 Neuinfizierte innerhalb der letzten sieben Tage gebe.[71] Das Niedersächsische Landesgesundheitsamt stellte jedoch fest, dass zu keinem Zeitpunkt seit dem 16. September 2020 im Landkreis Cloppenburg die 7-Tage-Inzidenz unter dem Wert von 50 Neuinfizierten pro 100.000 Einwohnern gelegen habe.[72]
- 14. Oktober (Mittwoch): Es wurden 700 Tote erreicht.
- 15. Oktober (Donnerstag): Nach zwei Verdachtsfällen wurden in einer konfessionsübergreifenden Bibelschule in Bad Gandersheim 252 Mitarbeiter, Bewohner und Besucher getestet, wobei sich bei 123 Personen Infektionen nachweisen ließen. Der Landkreis Northeim verschärfte daraufhin die Corona-Regeln in dem Ort.[73] Am 17. Oktober sprang die 7-Tage-Inzidenz des Landkreises Northeim auf den Wert von 104,3 Neuinfektionen in den vergangenen 7 Tagen.[74]
- 15. Oktober (Donnerstag): Das Oberverwaltungsgericht Lüneburg setzte das Beherbergungsverbot in Niedersachsen vorläufig außer Vollzug.[75][76][77]
- 18. Oktober (Sonntag): Die 7-Tage-Inzidenz für Delmenhorst lag bei 197,6 Corona-Neuinfektionen pro 100.000 Einwohner. Insgesamt waren 231 Personen infiziert. Hotspots waren nicht erkennbar. Am 18. Oktober fielen Gottesdienste aus und Sportveranstaltungen wurden abgesagt.[78]
- 26. Oktober (Montag): Die Gesamtzahl der Infektionen mit SARS-CoV-2 überschritt in Niedersachsen den Wert von 30.000 Fällen.
- 27. Oktober (Dienstag): Erstmals meldete das RKI eine 7-Tage-Inzidenz von über 200 Neuinfizierten auf 100.000 Einwohner in einem niedersächsischen Landkreis. Die 7-Tage-Inzidenz im Landkreis Cloppenburg erreichte an diesem Tag den Wert von 202,7.[79]

#### November und Dezember 2020

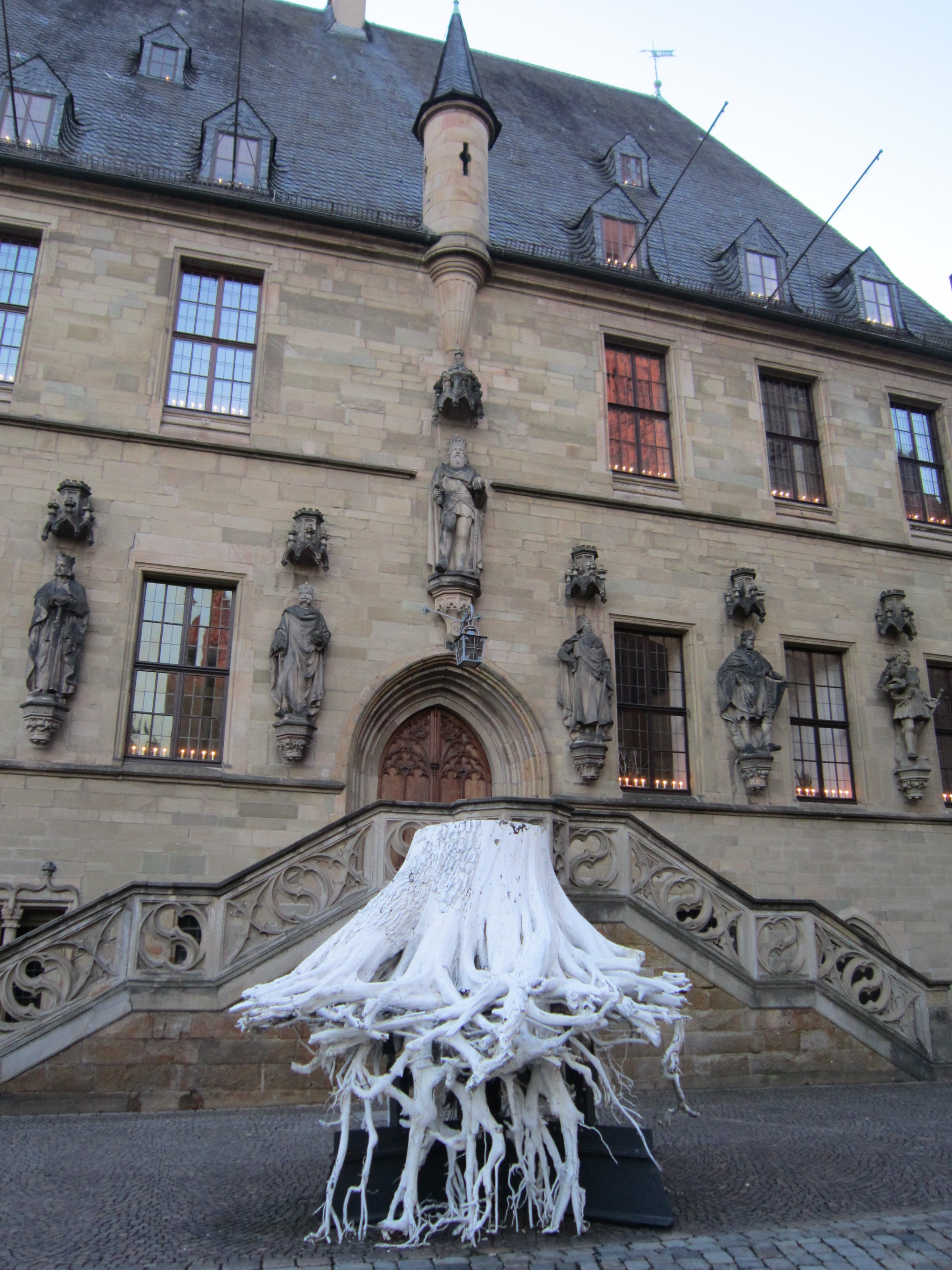
Wegen der Absage des Weihnachtsmarkts vor dem Rathaus Osnabrück konnte die Ausstellung der Kunstinstallation „White Root“ bis in den Dezember 2020 hinein verlängert werden

- 5. November (Donnerstag): Das RKI meldete für den Landkreis Cloppenburg eine Sieben-Tages-Inzidenz von 369,7.[82] Das ist die höchste in Niedersachsen gemessene Inzidenz während der „zweiten COVID-19-Welle“. Ein höherer Wert wurde erstmals am 18. November 2021 gemessen (383,5, ebenfalls im Landkreis Cloppenburg).
- 19. November (Donnerstag): In einem Seniorenheim in Rosche waren nach einem zweiten Corona-Test nahezu alle Bewohner und Pflegekräfte infiziert. Es betraf 35 Bewohner und 18 Pflegekräfte. Ein Bewohner war bereits verstorben. Obwohl der Inzidenzwert im Landkreis Uelzen auf über 100 gestiegen war, bleiben Schulen und Kitas weiter geöffnet, da der Ausbruch klar einzugrenzen war.[83]
- 25. November (Mittwoch): Laut dem Niedersächsischen Landesgesundheitsamt gab es 34 Todesfälle an einem Tag, was bis dahin die höchste Zahl an Todesopfern innerhalb von 24 Stunden darstellte.[84]
- 1. Dezember (Dienstag): Im Kloster der Thuiner Franziskanerinnen wurden laut dem Landkreis Emsland 75 der 170 Ordensschwestern positiv auf das Coronavirus getestet, worauf das Klostergelände behördlich unter Quarantäne gestellt wurde. Die Franziskanerinnen leben nicht abgeschieden, sondern betreiben ein Pflegeheim, ein Internat sowie zwei Schulen.[85] Die Zahl der nachweislich infizierten Ordensschwestern erhöhte sich bis zum 7. Dezember auf 104.[86] Von den infizierten Ordensschwestern waren am 16. Dezember rund 20 an Corona erkrankt. Zwei über 80 Jahre alte Frauen mit Vorerkrankungen waren verstorben.[87]
- 4. Dezember (Freitag): In einem Seniorenpflegeheim in Laatzen wurden 64 Bewohner positiv auf das Coronavirus getestet.[88]
- 4. Dezember (Freitag): In Lüneburg wurde ein „Weihnachtsmarkt light“ eröffnet. 22 Buden wurden aufgestellt, an denen ursprünglich auch Glühwein, Bratwurst und Schmalzkuchen abgegeben werden sollten. Am 4. Dezember wurde der Verkauf von Getränken auf dem Markt untersagt.[89] Am 5. Dezember gab es großen Andrang vor den Buden. Am 8. Dezember verfügte die Stadt Lüneburg den Abbau aller Buden auf dem traditionellen Weihnachtsmarktgelände bis zum 10. Dezember. Zudem durfte vor Cafés und Restaurants in der Innenstadt kein Alkohol mehr ausgeschenkt werden.[90]

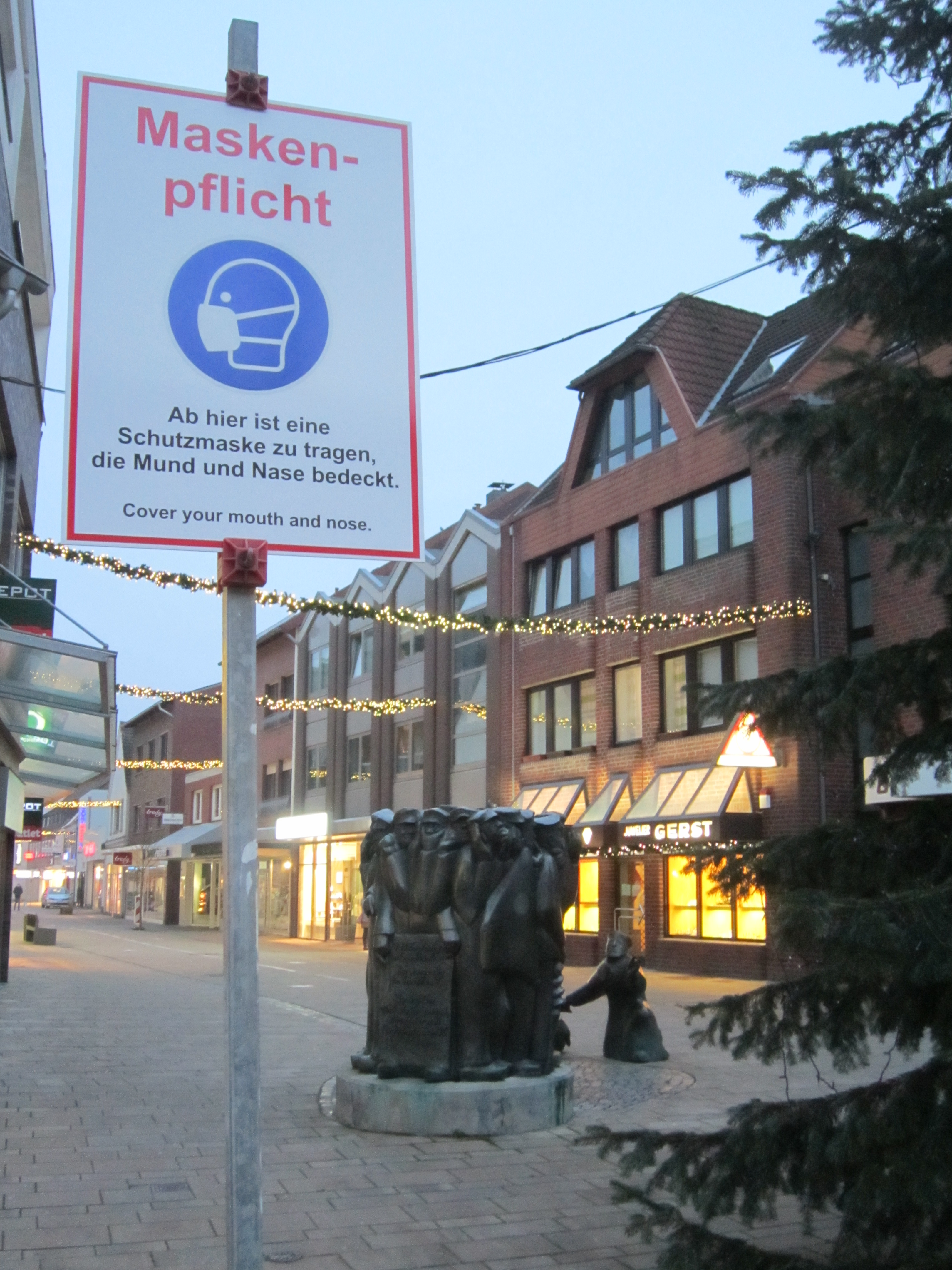
Während des Lockdowns ab dem 16. Dezember 2020 gab es in vielen Innenstädten eine Pflicht zum Tragen einer Schutzmaske im Freien, auch in der Fußgängerzone von Cloppenburg.

- 17. Dezember (Donnerstag): Unter den 700 Beschäftigten eines Amazon-Verteilzentrums in Garbsen wurde ein größerer Corona-Ausbruch mit insgesamt 250 Infizierten festgestellt.[91]
- 20. Dezember (Sonntag): Kurz vor Inkrafttreten eines Einreise-Verbots aus Großbritannien aufgrund der neuartigen Coronavirus-Variante B.1.1.7 (Alpha) landete ein Passagierflugzeug aus London auf dem Flughafen Hannover-Langenhagen. Die 64 Reisenden wurden bei der Einreise gestoppt und auf das Corona-Virus getestet, wobei eine Person positiv war. Für alle Passagiere wurde Quarantäne verordnet.[92]
- 24. Dezember (Donnerstag): Das Gesundheitsamt des Landkreises Vechta meldete, dass 28 von 33 Bewohnern eines Wohnheims für Menschen mit einer kognitiven Behinderung in der Stadt Vechta sowie vier ihrer Betreuungspersonen positiv auf SARS-CoV-2 getestet worden seien. Über das Heim wurde eine Quarantäne, über die Mitarbeiter eine Arbeitsquarantäne verhängt. Physische Kontakte zwischen den Wohnheimbewohnern und ihren Familien waren während der Weihnachtsfeiertage ebenso wenig zulässig wie zwischen den betroffenen Mitarbeitern und nicht zu ihren Haushalten gehörenden Personen.[93]
- 27. Dezember (Sonntag): Zeitgleich mit Impfungen im Landkreis Cloppenburg führte ein mobiles Impfteam in einem Pflegezentrum in Bad Rothenfelde in Anwesenheit von Ministerpräsident Stephan Weil und der damaligen Gesundheitsministerin Carola Reimann die ersten Impfungen gegen COVID-19 in Niedersachsen durch.[94]
- 29. Dezember (Dienstag): Es wurde bekannt, dass die neue Coronavirus-Variante B.1.1.7 (Alpha) aus Großbritannien erstmals im November 2020 in Niedersachsen aufgetaucht ist. Betroffen waren ein inzwischen verstorbener älterer Patienten mit Vorerkrankungen sowie seine Ehefrau und seine Tochter, die sich im November in Großbritannien aufgehalten hatte. Den Virusnachweis führte die Medizinische Hochschule Hannover.[95]

#### Januar und Februar 2021
- 10. Januar (Sonntag): Der Landkreis Gifhorn erreichte eine 7-Tage-Inzidenz von 258,3 Neuinfektionen auf 100.000 Einwohner und verhängte eine nächtliche Ausgangssperre bis zum 31. Januar 2021.[96] Der Landkreis Cloppenburg blieb mit einer 7-Tage-Inzidenz von 191,6 knapp unter dem Grenzwert von 200 Neuinfektionen. Der Pressesprecher des Landkreises Cloppenburg bewertete die Möglichkeit, bei einer weiteren Erhöhung der Inzidenz einen Bewegungsradius von 15 Kilometern zu verfügen, als „nicht praktibel, nicht zu kontrollieren, nicht nachvollziehbar und nicht zielführend.“[97]
- 11. Januar (Montag): Bei einer Frau aus der Region Hannover wurde eine Infektion mit der neuartigen Coronavirus-Variante B.1.1.7 (Alpha) festgestellt. Da die Variante als deutlich ansteckender galt, ergriff das Gesundheitsamt strengere Maßnahmen und ordnete für knapp 90 Kontaktpersonen eine zweiwöchige Quarantäne an.[98]
- 12. Januar (Dienstag): Das RKI meldete, dass die 7-Tage-Inzidenz aller Landkreise und kreisfreien Städte in Niedersachsen mehr als 50 Neuinfektionen auf 100.000 Einwohner betrug. Dieser Zustand hatte einen Tag lang Bestand.
- 29. Januar (Freitag): Die neuartige Coronavirus-Variante B.1.1.7 (Alpha) wurde zu dem Zeitpunkt in den sechs Landkreisen Ammerland, Aurich, Emsland, Göttingen, Stade und Vechta sowie in der Region Hannover nachgewiesen.[99]
- 2. Februar (Dienstag): Bei Laboruntersuchungen auf die Corona-Variante B.1.1.7 (Alpha) enthielten 50 Proben aus der Region Hannover diese Mutation. Dies ließ darauf schließen, dass die Variante bereits weiter verbreitet war als angenommen.[100]
- 7. Februar (Sonntag): Ab der Woche kam es im Osnabrücker Werk von Froneri Ice Cream Deutschland zu einem der größten Corona-Ausbrüche in Niedersachsen. Mit Stand vom 19. Februar 2021 waren 210 der rund 850 Mitarbeiter positiv auf das Corona-Virus getestet worden und dabei wurde überwiegend die britische Mutation B.1.1.7 festgestellt.[101]
- 8. Februar (Montag): Das Screening von positiven Proben ergab, dass die Corona-Mutation B.1.1.7 in der Region Hannover auf dem Vormarsch war. Bei Laboruntersuchungen zwei Wochen zuvor wurde bei 74 untersuchten Proben in 32 Fällen die britische Virusmutation nachgewiesen.[102]
- 20. Februar (Samstag): In der Psychiatrie der Medizinischen Hochschule Hannover kam es zu einem Corona-Ausbruch, bei dem sich 14 Patienten sowie 11 Mitarbeiter infiziert hatten.[103]

#### März und April 2021

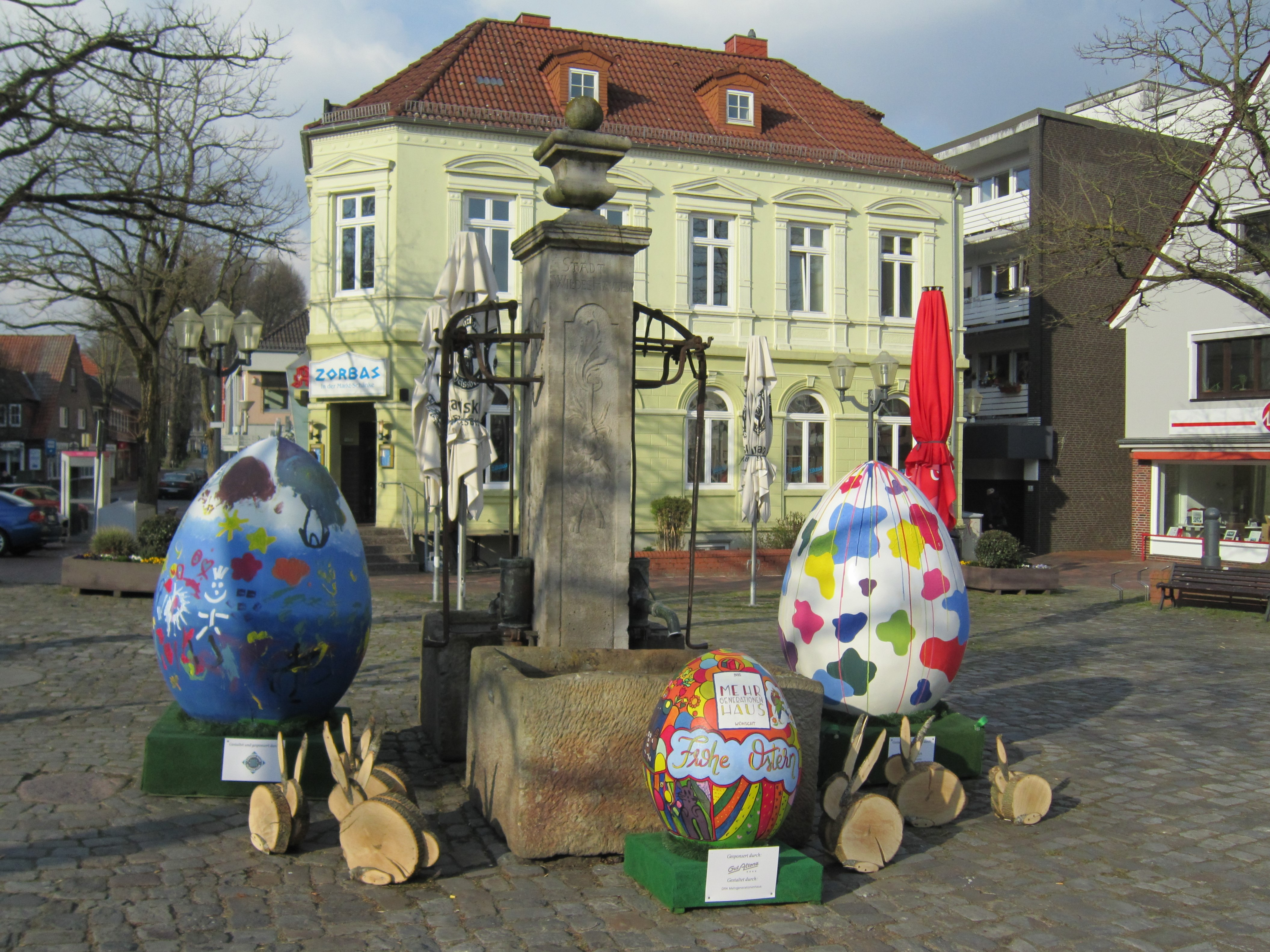
Österlich gestalteter Marktplatz in Wildeshausen fast ohne Publikum, April 2021

- 4. März (Donnerstag): Der niedersächsische Ministerpräsident Stephan Weil begab sich in eine fünftägige Quarantäne, nachdem eine Mitarbeiterin der Niedersächsischen Staatskanzlei Corona-positiv getestet wurde und Krankheitssymptome zeigte. Bei ihm verliefen ein Schnelltest und ein PCR-Test negativ.[104]
- 17. März (Mittwoch): In den vorangegangenen Wochen hatten sich in einem Pflegeheim in Augustfehn im Landkreis Ammerland 49 von 63 Bewohnern und über 20 Pflegekräfte infiziert. Die Zahl der Todesfälle unter den Bewohnern war am 17. März auf 13 gestiegen. Aus Personalnot waren infizierte, aber nicht erkrankte Mitarbeiter für wenige Tage zur Pflege von erkrankten Bewohnern herangezogen worden. Die Staatsanwaltschaft Oldenburg ermittelte wegen fahrlässiger Tötung.[105]
- 17. April (Samstag): Medien berichteten über das Auftauchen der Virusmutation B.1.525 (Eta) im Ammerland als veränderte Form der britischen Variante.[106]
- 22. April (Donnerstag): Die 7-Tage-Inzidenz für das Land Niedersachsen erreichte einen Wert von 131,2. Ein höherer Wert wurde für das Land während der gesamten Pandemie bis zum 13. November 2021 nicht gemessen.[107]
- 22. April (Donnerstag): Das Land Niedersachsen erhielt erstmals Dosen des Vakzins Johnson & Johnson. Die 22.500 Dosen wurden gezielt in den Städten Wolfsburg und Salzgitter sowie in den Landkreisen Peine und Vechta eingesetzt, um die dort hohen 7-Tage-Inzidenzen in den Griff zu bekommen.[108]
- 25. April (Sonntag): Das RKI meldete für den Landkreis Vechta eine Sieben-Tages-Inzidenz von 343,1.[109] Das war die höchste in Niedersachsen gemessene Inzidenz während der „dritten Welle“.

#### Mai und Juni 2021
- 3. Mai (Montag): Nach einem Corona-Ausbruch auf einem Spargel- und Beerenhof in Kirchdorf im Landkreis Diepholz mit rund 1000 Beschäftigten, darunter viele Saisonarbeiter aus Osteuropa, stieg die Zahl der Infizierten bis zum 5. Mai auf 120 Personen. Über negativ getestete Saisonarbeiter wurde eine Arbeitsquarantäne verhängt.[110]
- 14. Mai (Freitag): Unter den rund 300 in der Landesaufnahmebehörde Niedersachsen (LAB) in Braunschweig untergebrachten Geflüchteten stieg die Zahl der positiv auf Corona getesteten Personen auf 60 an, darunter eine Mitarbeiterin.[111]
- 18. Mai (Mittwoch): In Niedersachsen traten in der Stadt Hannover und im Umland die ersten Fälle der Variante B.1.617.2 (Delta) auf, die erstmals in Indien nachgewiesen wurde. Es handelte sich um vier bestätigte Fälle.[112]
- 30. Mai (Sonntag): In zwei Altenheimen in Wilhelmshaven wurden bei 40 Bewohnern und Beschäftigten Infektionen mit dem Corona-Virus nachgewiesen. Die bereits geimpften Bewohner zeigten entweder keine Symptome oder es gab milde Krankheitsverläufe.[113]
- 8. Juni (Dienstag): Erstmals im Jahr 2021 meldeten in Deutschland zwei Landkreise, und zwar die niedersächsischen Landkreise Friesland und Goslar, dem Robert Koch-Institut sieben Tage hintereinander keine Neuinfektionen mit SARS-CoV-2. Seit dem 29. August 2020 hatte kein Landkreis und keine kreisfreie Stadt in Niedersachsen eine 7-Tages-Inzidenz von 0 melden können.
- 10. Juni (Donnerstag): Am Gymnasium Himmelsthür gab es einen Corona-Ausbruch, bei dem bei sechs der betroffenen 14 Schüler die Delta-Variante nachgewiesen wurde.[114]
- 12. Juni (Samstag): Erstmals im Jahr 2021 erreichte das Land Niedersachsen eine 7-Tage-Inzidenz von 10 Neuinfektionen auf 100.000 Einwohner. Danach sank der Wert in den einstelligen Bereich. Eine so niedrige Inzidenz konnte das RKI zuletzt am 25. September 2020 melden.
- 17. Juni (Donnerstag): Das Niedersächsische Landesgesundheitsamt teilte mit, dass sich bis zu diesem Zeitpunkt 65 Menschen in Niedersachsen mit der Delta-Variante des Coronavirus infiziert haben. Dies waren 30 mehr als eine Woche zuvor.[115]
- 23. Juni (Mittwoch): Im Schlachthof von Danish Crown in Essen (Oldenburg) wurden vier Beschäftigte positiv auf SARS-CoV-2 getestet.[116] Bis zum 7. Juli 2021 stieg die Zahl der positiv Getesteten auf 45. Als Verursacher des Ausbruchs wurde bei 6 der Infizierten die zuerst in Brasilien aufgetretene Virusvariante Gamma nachgewiesen.[117]

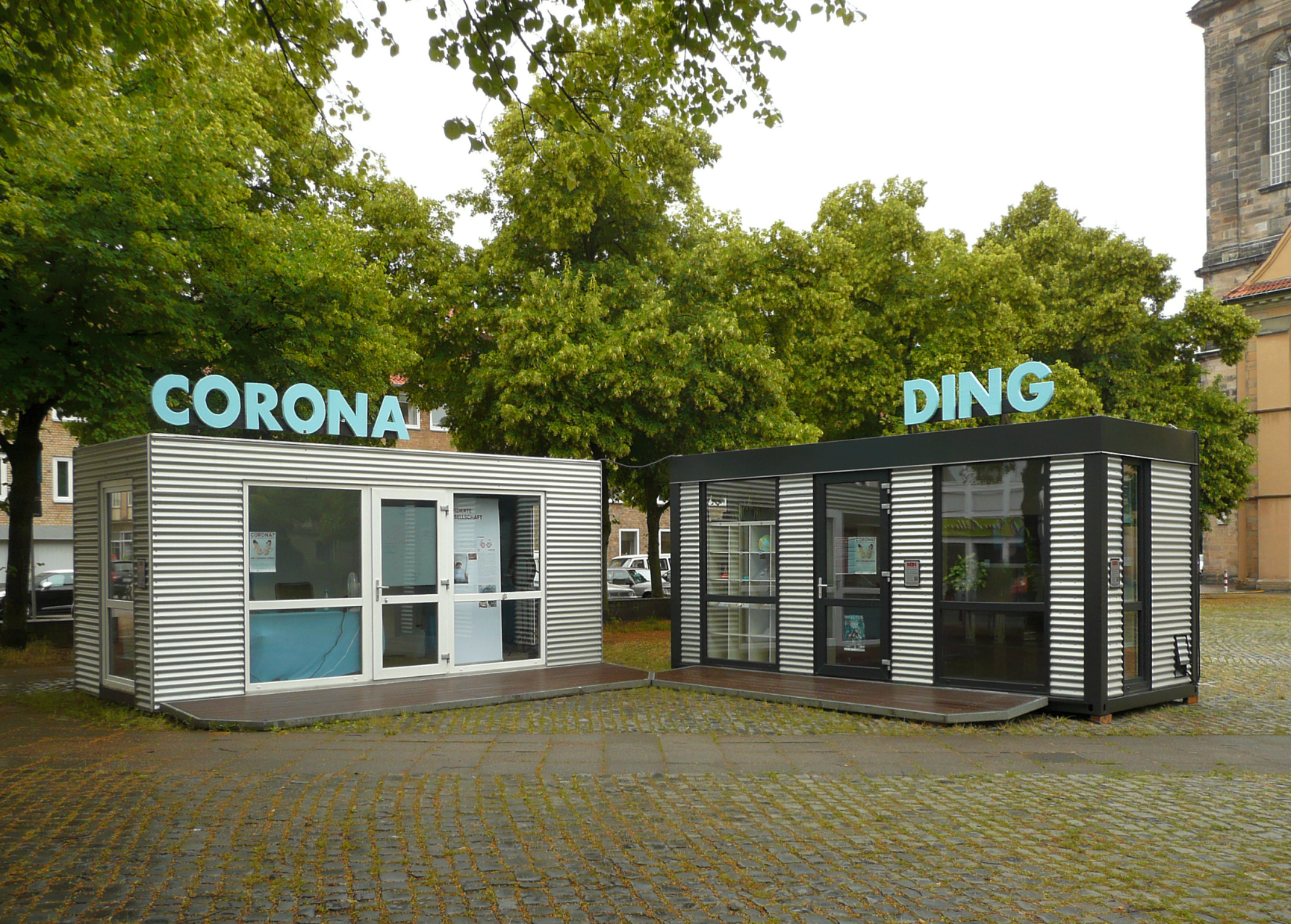
Ausstellung „Das Corona-Ding“ vor der Neustädter Kirche in Hannover, Juni 2021

- 25. Juni (Freitag): 125 Menschen hatten sich in Niedersachsen nachweislich mit der Delta-Variante infiziert. Laut der niedersächsischen Gesundheitsministerin Daniela Behrens (SPD) verbreitete sich die Variante sehr viel schneller als die Vorgängervarianten. Sie bezeichnete den Anstieg „besorgniserregend“.[119]
- 30. Juni (Mittwoch) und 1. Juli (Donnerstag): An den beiden Tagen gab es jeweils 9 niedersächsische Landkreise, die eine 7-Tage-Inzidenz von 0 meldeten.

#### Juli und August 2021
- 21. Juli (Mittwoch): Laut dem Corona-Krisenstab der Niedersächsischen Landesregierung war zu dem Zeitpunkt mehr als jeder zweite Corona-Erkrankte zwischen 15 und 29 Jahre alt. Als Grund dafür wurde die niedrige Impfquote dieser Altersklasse angesehen. Das Gesundheitsamt der Region Hannover teilte mit, dass es über 3000 Menschen in Quarantäne geschickt hat. Dies betraf vor allem junge Menschen, die in Bars, Clubs und Diskotheken in Anwesenheit von mindestens einer mit Corona infizierten Person gefeiert hatten.[120]
- 26. Juli (Montag): Als erste Gebietskörperschaft in Niedersachsen im Sommer 2021 meldete der Landkreis Lüneburg dem RKI eine 7-Tage-Inzidenz von mehr als 50 (63,0).
- 27. Juli (Dienstag): Dem Landesgesundheitsamt wurden innerhalb von sieben Tagen 1.260 Corona-Neuinfektionen gemeldet. Davon traten über 62 Prozent bei Personen zwischen 15 und 34 Jahren auf. Die Niedersächsische Landesregierung machte für diese Entwicklung Diskotheken, Clubs sowie Shisha-Bars verantwortlich und bezeichnete sie als Infektionstreiber. Als Gegenmaßnahme wurde der Betrieb der Einrichtungen auf eine Inzidenz von bis zu 10 reduziert, während es vorher eine Inzidenz von 35 war.[121]

#### September und Oktober 2021
- 15. September (Mittwoch): In einem Geflügelbetrieb in Westerstede hatten sich 40 von rund 150 Beschäftigten mit dem Coronavirus angesteckt. Laut dem Unternehmen hatten es Beschäftigte aus Osteuropa nach einem Heimataufenthalt im Sommer mitgebracht.[122]
- 16. September (Donnerstag): Der Betreiber eines Schlachthofs in Georgsmarienhütte teilte mit, dass bei 112 von 300 Beschäftigten das Coronavirus nachgewiesen worden war. Das Unternehmen vermutete, dass ein Reiserückkehrer das Virus bei privaten Treffen unter den überwiegend aus Osteuropa stammenden Mitarbeitern weitergetragen hatte.[123]
- 11. Oktober (Montag): Der Landkreis Ammerland ordnete die Schließung einer Grundschule in Westerstede an, nachdem aus mehreren Klassen positive Ergebnisse von COVID-19-Schnelltests bekannt geworden waren. Nach der Schulschließung gingen die Klassen vom Präsenz- in den Distanzunterricht über.[124]
- 26. Oktober (Dienstag): Laut dem Niedersächsischen Gesundheitsministerium gab es in acht Landkreisen Corona-Ausbrüche in Senioren- und Pflegeheimen. Davon waren 160 Bewohner betroffen, von denen 19 im Krankenhaus behandelt wurden. In den meisten Fällen handelte es sich um Impfdurchbrüche. In einem Seniorenheim in Winsen (Aller) verstarben neun Personen infolge der Infektion.[125]
- 27. Oktober (Mittwoch): Als erster niedersächsischer Landkreis im Herbst 2021 überschritt der Landkreis Cloppenburg die Grenze von 200 Neuinfizierten pro 100.000 Einwohner in den letzten 7 Tagen (217,8).[126]

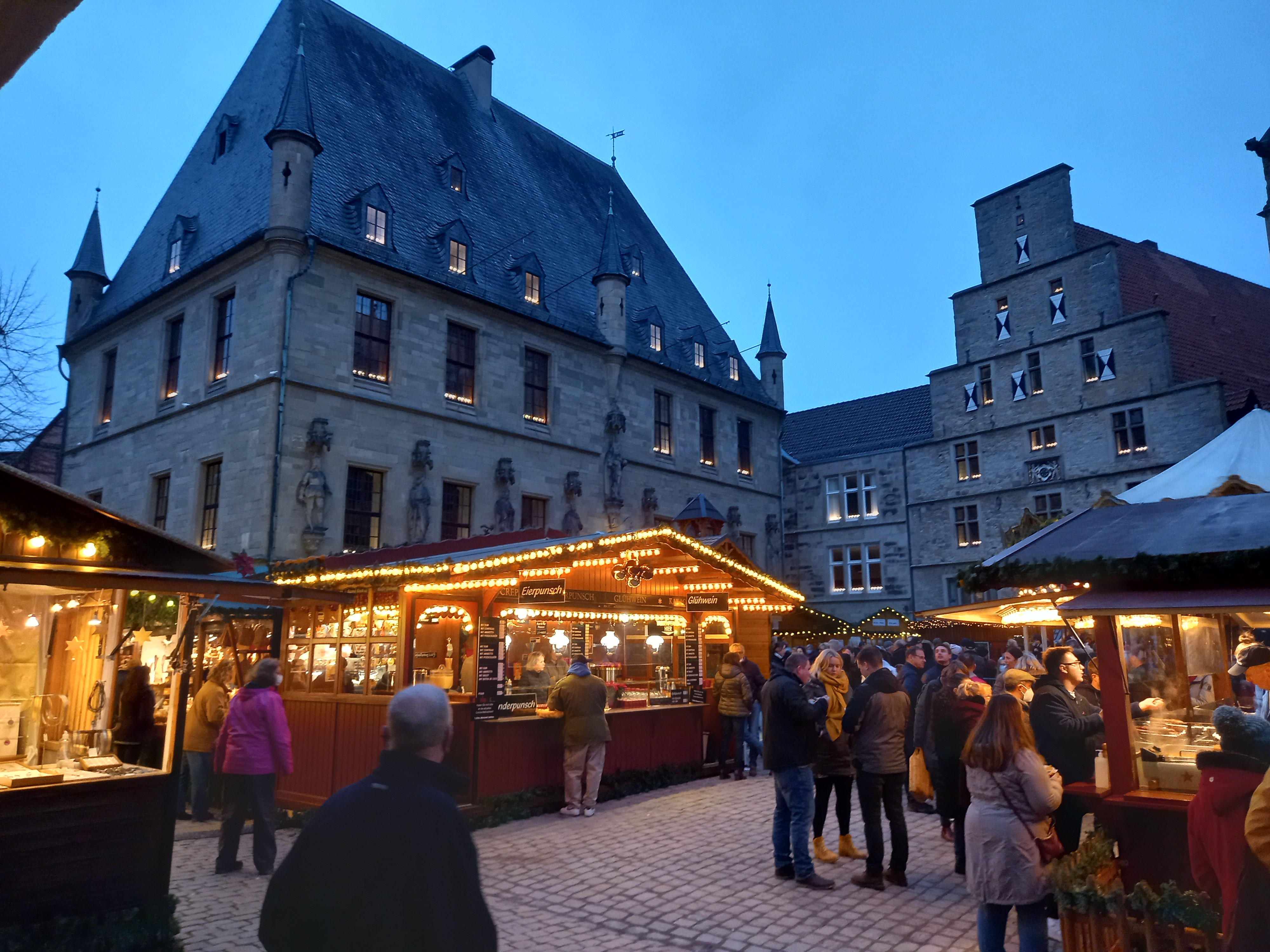
Weihnachtsmarkt Osnabrück am 20. November 2021 unter 3G-Bedingungen. Noch musste die „digitale Ampel“ nicht auf Gelb oder Rot geschaltet werden, und es gab noch keine Pflicht zum Tragen von Atemmasken auf dem Markt.

#### November und Dezember 2021

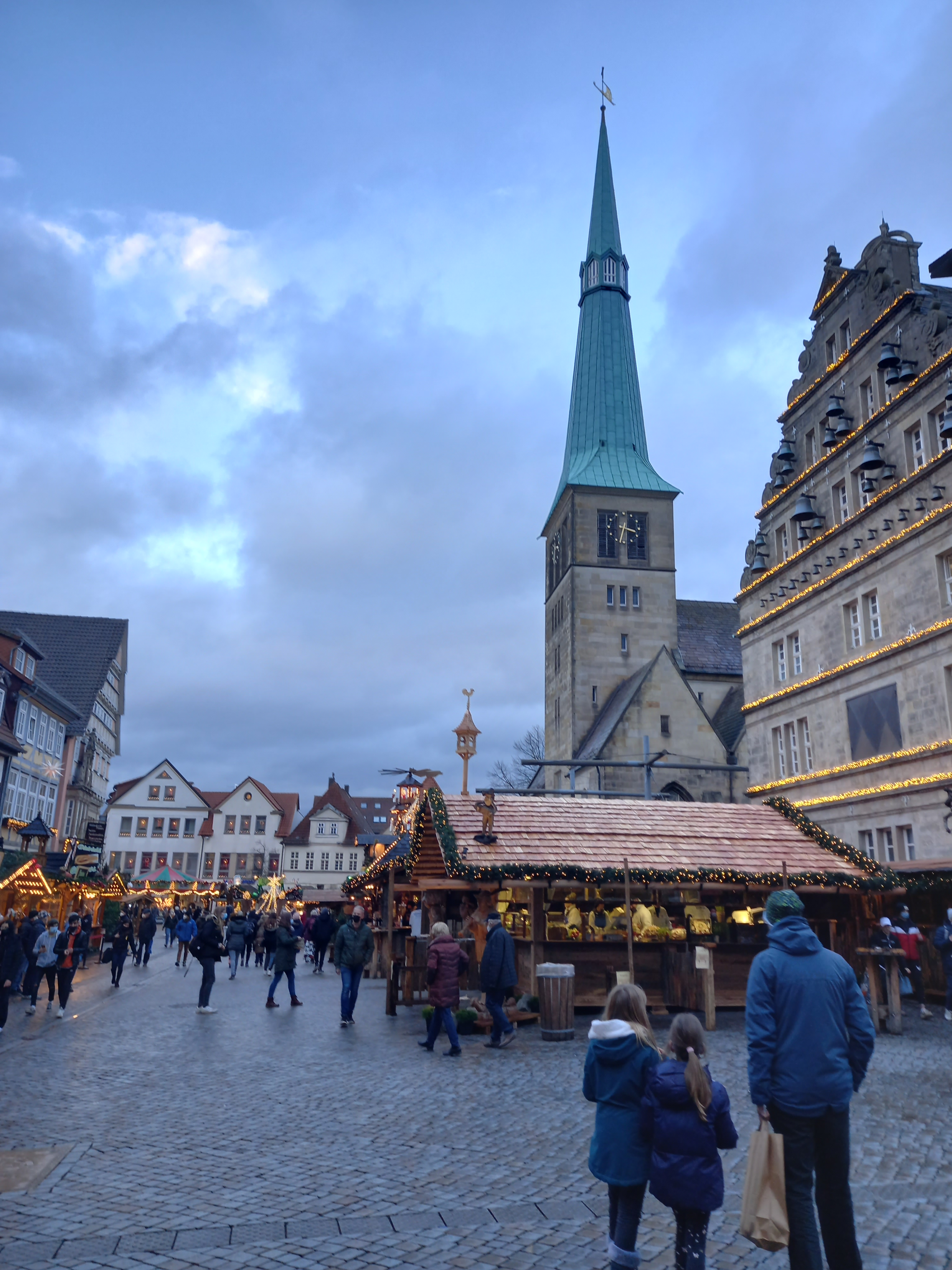
Weihnachtsmarkt Hameln am 1. Dezember 2021, dem ersten Tag, an dem dort eine 2G plus-Regelung in Kraft getreten war, auch für den Weihnachtsmarkt.

- 14. November (Sonntag): In Niedersachsen bewirkte die vierte Pandemiewelle eine höhere 7-Tage-Inzidenz als die Wellen vor ihr. An diesem Tag wurde eine Inzidenz von 136,1 Neuinfizierten auf 100.000 Einwohner gemessen.[129]
- 18. November (Donnerstag): Das RKI meldete für den Landkreis Cloppenburg eine 7-Tage-Inzidenz von 383,5.[130] Damit wurde erstmals in Niedersachsen eine höhere Inzidenz gemessen als in den drei vorangegangenen Pandemiewellen.
- 24. November (Mittwoch): Die Niedersächsische Staatskanzlei stellte fest, dass die „Warnstufe 1“[131] erreicht sei und damit landesweit für einige Bereiche die 2G-Regelung gilt.
- 29. November (Montag): Nach einem Corona-Ausbruch in einem Pflegeheim in Ottersberg im Landkreis Verden verstarben insgesamt vier Menschen und etwa 50 Bewohner sowie Pflegekräfte hatten sich infiziert.[132]
- 29. November (Montag): Das Niedersächsische Gesundheitsministerium teilte mit, dass es in Niedersachsen zwei erste Fälle mit der neuartigen SARS-CoV-2-Variante Omikron des Coronavirus im Landkreis Wolfenbüttel gab. Die betroffene Person sei in der Vorwoche aus Südafrika zurückgekehrt und habe sich ebenso wie ihre Kontaktpersonen in Isolation begeben.[133] Die weitere betroffene Person sei ebenfalls von einer Reise aus Südafrika zurückgekehrt.[134]
- 1. Dezember (Mittwoch): Nach Erreichen der „Warnstufe 2“ galt in nahezu allen Bereichen des öffentlichen Lebens in Landkreisen und kreisfreien Städten mit einer hohen Inzidenz eine „2G plus“-Regelung.[135]
- 7. Dezember (Dienstag): Die Region Hannover teilte mit, dass bei einer zweifach geimpften Person die Omikron-Variante des Coronavirus nachgewiesen wurde. Die Person sei zwei Wochen zuvor von einer Reise zurückgekehrt und habe Symptome bemerkt.[136]
- 10. Dezember (Freitag): Im Landkreis Rotenburg war der erste Omikron-Fall in Niedersachsen ohne Reisebezug zu verzeichnen, bei der sich die betroffene Person nicht wie in drei vorangegangenen Fällen auf einer Auslandsreise angesteckt hatte.[137]
- 16. Dezember (Donnerstag): Laut dem Niedersächsischen Landesgesundheitsamt gab es bereits 25 bekannte Fälle der Omikron-Variante in Niedersachsen.[138] Dies sei nach Einschätzung der Behörde ein erstes Anzeichen für eine beginnende Ausbreitung. Die Behörde hielt eine Verhinderung der weiteren Ausbreitung für praktisch unmöglich.[139]
- 28. Dezember (Dienstag): Bei 466 Fällen wurde nach Angaben des Niedersächsischen Landesgesundheitsamtes bis dahin eine Infektion mit der Omikron-Variante nachgewiesen. Dies waren anteilmäßig 23,5 % der untersuchten Proben während der Anteil eine Woche zuvor 8,2 % betrug. Der Leiter des NLGA ging davon aus, dass die Omikron-Variante in vier bis fünf Wochen die dominierende Variante in Niedersachsen sein würde.[140]

#### Januar und Februar 2022
- 4. Januar 2022 (Dienstag): Der Corona-Krisenstab des Landes teilte mit, das in der vorherigen Woche der Omikron-Anteil bei 70 % gelegen habe und man davon ausgehe, dass in dieser oder der nächsten Woche nur noch diese Variante vorkommen werde. Da die Sieben-Tage-Inzidenz in den Landkreisen Osterholz und Verden über 400 lag, vermutete der Krisenstab, dass es sich um Omikron-Hotspots handele.[141]
- 11. Januar 2022 (Dienstag): Laut den Daten des Niedersächsischen Landesgesundheitsamtes gingen mehr als 85 Prozent der Infektionen auf die Omikron-Variante zurück.[142]
- 14. Januar 2022 (Freitag): Mit einer Inzidenz von 1052 in Delmenhorst wurde erstmals in Niedersachsen der Wert von 1000 neuen Corona-Fällen in einer Woche pro 100.000 Einwohner überschritten. In Verden lag die Inzidenz bei 821.[143]
- 14. Januar 2022 (Freitag): In Hildesheim kam es in einem Seniorenzentrum zu einem größeren Corona-Ausbruch. Von ihm waren 25 der 92 Bewohner und 20 der 100 Beschäftigten betroffen.[144]
- 20. Januar 2022 (Donnerstag): Die Zahl der Corona-Neuinfektionen innerhalb eines Tages überschritt in Niedersachsen mit 10.705 neuen Fällen erstmals die 10.000er-Marke. Die Sieben-Tage-Inzidenz stieg auf rund 512 Fälle pro 100.000 Einwohner.[145]
- 21. Januar 2022 (Freitag): Laut dem RKI gab es seit dem Beginn der Pandemie in Niedersachsen ab Ende Februar 2020 unter den etwa 8 Millionen Bewohnern des Landes rund 543.000 Infektionen, an denen über 7039 Menschen verstorben waren.[146]
- 5. Februar 2022 (Samstag): Das RKI meldete für den Tag mit 18.292 Neuinfektionen den Höchststand an täglichen Infektionen bis dato in Niedersachsen. Die Sieben-Tage-Inzidenz stieg auf rund 1101 Fälle pro 100.000 Einwohner und überstieg bereits den dritten Tag in Folge die Marke von 1000.[147]
- 15. Februar 2022 (Dienstag): Der Corona-Krisenstab des Landes nahm an, dass die Omikron-Welle ihren Gipfel erreicht hat. Darauf deuteten die Zahlen bei der Sieben-Tage-Inzidenz, der Hospitalisierungsinzidenz und der Intensivbettenbelegung, die seit mehreren Tagen nicht mehr angestiegen waren.[148]
- 16. Februar 2022 (Mittwoch): Die Sieben-Tage-Inzidenz war am fünften Tag in Folge gesunken und lag bei fast 1135. Das RKI verzeichnete an dem Tag 16.371 Neuinfektionen und 12 weitere Todesfälle im Zusammenhang mit Corona. Bis dato gab es unter den etwa 8 Millionen Bewohnern des Landes rund 876.000 Infektionen, an denen über 7278 Menschen verstorben waren.[149]
- 21. Februar 2022 (Montag): Das Niedersächsische Landesgesundheitsamt wies den Omikron-Subtyp BA.2 nach. Er habe das Potenzial, die bisherige Omikron-Untervariante BA.1 schnell zu ersetzen, da er leichter übertragbar sei. Dies könnte sich auf die Debatte um Corona-Lockerungen auswirken.[150]
- 25. Februar 2022 (Freitag): Fast genau zwei Jahre nach dem ersten bestätigten Corona-Fall in Niedersachsen am 29. Februar 2020 wies das RKI seither über eine Million Corona-Infektionen in dem Bundesland aus.[151]

#### März und April 2022
- 15. März 2022 (Dienstag): Die Inzidenz in Niedersachsen stieg auf ihren bisherigen Höchststand von 1478, was auf den Omikron-Subtyp BA.2 und Lockerungen zurückgeführt wurde.[152]
- 19. März 2022 (Samstag): Die Corona-Inzidenz stieg weiter an auf einen neuen Höchstwert von 1723.[153]
- 23. März 2022 (Mittwoch): Das RKI meldete 33.800 Neuinfektionen an dem Tag in Niedersachsen, was bis dahin die höchste Zahl war. Die Inzidenz war auf 1878 gestiegen.[154]
- 25. März 2022 (Freitag): Die Zahl der Corona-Neuinfektionen blieb mit 34.500 Fällen weiterhin sehr hoch und die Inzidenz überstieg mit 2010 die 2000er-Marke.[155]
- 25. April 2022 (Montag): Laut dem RKI lag die Sieben-Tage-Inzidenz bei 1066, womit Niedersachsen im bundesweiten Vergleich einen der höchsten Werte hatte.[156] Den bundesweit höchsten Wert hatte der Landkreis Wittmund mit einer Inzidenz von 2042.[157]
- 28. April 2022 (Donnerstag): Niedersachsen hatte im bundesweiten Vergleich mit 1228 die höchste Sieben-Tage-Inzidenz.[158] Das niedersächsische Gesundheitsministerium erklärte die Entwicklung zum Teil mit einer Wellenbewegung des Infektionsgeschehens. In Niedersachsen würden die Infektionen nachgeholt, die in anderen Teilen Deutschlands bereits stattgefunden haben. Auch habe die tägliche Testpflicht an Schulen für hohe Zahlen gesorgt, die in den anderen Bundesländern nicht mehr bestand.[159]

#### Mai und Juni 2022
- 5. Mai 2022 (Donnerstag): Laut dem Niedersächsischen Kultusministerium war das Corona-Virus an Schulen stark verbreitet. In der Woche zuvor gab es mehr als 15.000 positive Tests bei fast 12.500 Schülern und mehr als 1900 Lehrkräften.[160]
- 3. Juni 2022 (Freitag): Die niedersächsische Gesundheitsministerin Daniela Behrens (SPD) teilte mit, dass die ersten Fälle von Infektionen mit der Omikron-Variante BA.5 in Niedersachsen nachgewiesen wurden. Laut dem Robert Koch-Institut hatte die Variante bundesweit bereits mehr als fünf Prozent Anteil am Infektionsgeschehen.[161]
- 4. Juni 2022 (Samstag): Laut dem Robert Koch-Institut stieg die Sieben-Tage-Inzidenz von 341 auf 359 an und war im Ländervergleich die dritthöchste in Deutschland.[162]
- 11. Juni 2022 (Samstag): Die Inzidenz stieg auf 503 an und war im Ländervergleich die zweithöchste in Deutschland.[163]
- 16. Juni 2022 (Donnerstag): Die Corona-Inzidenz war mit 732 die höchste bundesweit und hatte sich innerhalb einer Woche mehr als verdoppelt. Laut der niedersächsischen Gesundheitsministerin Daniela Behrens (SPD) verdichteten sich die Anzeichen auf eine Sommerwelle in Niedersachsen, getrieben von der hochansteckenden Omikron-Variante BA.5.[164][165]
- 24. Juni 2022 (Freitag): Die Sieben-Tage-Inzidenz stieg am Freitag in Niedersachsen sprunghaft auf 861 an. Das RKI verzeichnete an dem Tag 16.159 Neuinfektionen und acht weitere Todesfälle im Zusammenhang mit Corona. Seit Beginn der Pandemie lag die Zahl der Todesfälle bei 9610.[166]

#### Juli und August 2022
- 1. Juli 2022 (Freitag): Die Sieben-Tage-Inzidenz lag bei 980 und es gab 14.617 Neuinfektionen. Am Vortag waren es 18.450 Neuinfektionen.[167]
- 20. Juli 2022 (Mittwoch): Im Landkreis Wittmund stiegen Corona-Infektionen rasant an und ergaben eine Inzidenz von mehr als 2700. Als Ursache wurden mehrere Schützenfeste angenommen, darunter eine Veranstaltung in Esens mit über 100.000 Besuchern.[168]
- 11. August 2022 (Donnerstag): Die Sieben-Tage-Inzidenz lag bei 371 und es gab 6346 Neuinfektionen.[169]
- 24. August 2022 (Mittwoch): Gesundheitsministerin Daniela Behrens (SPD) erklärte die Corona-Sommerwelle für gebrochen. Die Ansteckungen wie auch die Krankenhauseinweisungen und die Belegung der Intensivbetten waren deutlich rückläufig.[170]

#### September und Oktober 2022
- 12. September 2022 (Montag): Die Sieben-Tage-Inzidenz lag bei rund 284. Am 9. September 2022 gab es 3848 Neuinfektionen.[171]
- 7. Oktober 2022 (Freitag): Die Zahl der Corona-Infektionen in Schulen stieg in der dritten aufeinanderfolgenden Woche weiter an. Sie lag bei 4884 Infektionen unter Schülern und 1339 Infektionen bei Lehrkräften.[172]
- 11. Oktober 2022 (Dienstag): An dem Tag gab es laut dem RKI 18.466 Neuinfektionen in Niedersachsen und die Sieben-Tage-Inzidenz lag bei 863.[173] Da sich die Inzidenz innerhalb einer Woche mehr als verdoppelt hatte, sprach die niedersächsische Gesundheitsministerin Daniela Behrens (SPD) davon, dass die Herbstwelle in vollem Gang sei.[174]
- 13. Oktober 2022 (Donnerstag): Das RKI meldete für den Tag sowie den Vortag 23.785 Neuinfektionen. Die Sieben-Tage-Inzidenz lag bei 871.[175]

#### November und Dezember 2022
- 11. Dezember 2022 (Sonntag): Laut dem RKI lag die Sieben-Tage-Inzidenz lag bei 418.[176]

#### Januar und Februar 2023
- 12. Januar 2023 (Donnerstag): Laut dem RKI lag die Sieben-Tage-Inzidenz lag bei 197.[177]
- 13. Januar 2023 (Freitag): Das Niedersächsische Landesgesundheitsamt gab bekannt, dass die neue Omikron-Variante XBB.1.5. erstmals in Niedersachsen nachgewiesen worden ist.[178] Die Landesregierung erwartete eine schnelle Ausbreitung, da die Variante laut Gesundheitsministerin Daniela Behrens (SPD) deutlich ansteckender sei.[179]
- 19. Januar 2023 (Donnerstag): Wie bereits in den Tagen zuvor sank die Sieben-Tage-Inzidenz weiter und lag 116. Damit lag sie über dem Bundesdurchschnitt von fast 75.[180]
- 12. Februar 2023 (Sonntag): Laut dem RKI lag die Sieben-Tage-Inzidenz lag bei 91 und sank damit leicht gegenüber dem Vortag mit rund 95.[181]

### Lockerungen von Maßnahmen ab Mitte April 2020
Ab Mitte April kam es zu einzelnen Lockerungen; am 4. Mai 2020 stellte die Niedersächsische Landesregierung einen Fünf-Stufen-Fahrplan für Lockerungen in verschiedenen Bereichen vor, der am 22. Mai und am 5. Juni 2020 aktualisiert wurde. Stufe 1 begann am 6. Mai, Stufe 2 am 11. Mai, Stufe 3 am 25. Mai, Stufe 4 am 8. Juni und Stufe 5 am 22. Juni 2020. Öffnungen von Bars und Diskotheken waren in dem Stufenplan nicht vorgesehen. Ebenso fehlten in ihm Perspektiven für die Genehmigung von Großveranstaltungen.
Dass jederzeit Lockerungsschritte kurzfristig zurückgenommen werden können, belegt der in der „Chronik“ angeführte Fall der Stadt Göttingen. Die Stadt verbot am 7. Juni 2020 den Präsenzunterricht an Allgemeinbildenden Schulen in der Stadt bis zum 12. Juni 2020, nachdem dieser zuvor bereits eingeschränkt wieder erlaubt worden war.
Ab dem 22. Juni 2020 werden Kindertagesstätten wieder für alle Kinder mit Betreuungsplatz geöffnet und die „Notbetreuung“ beendet.

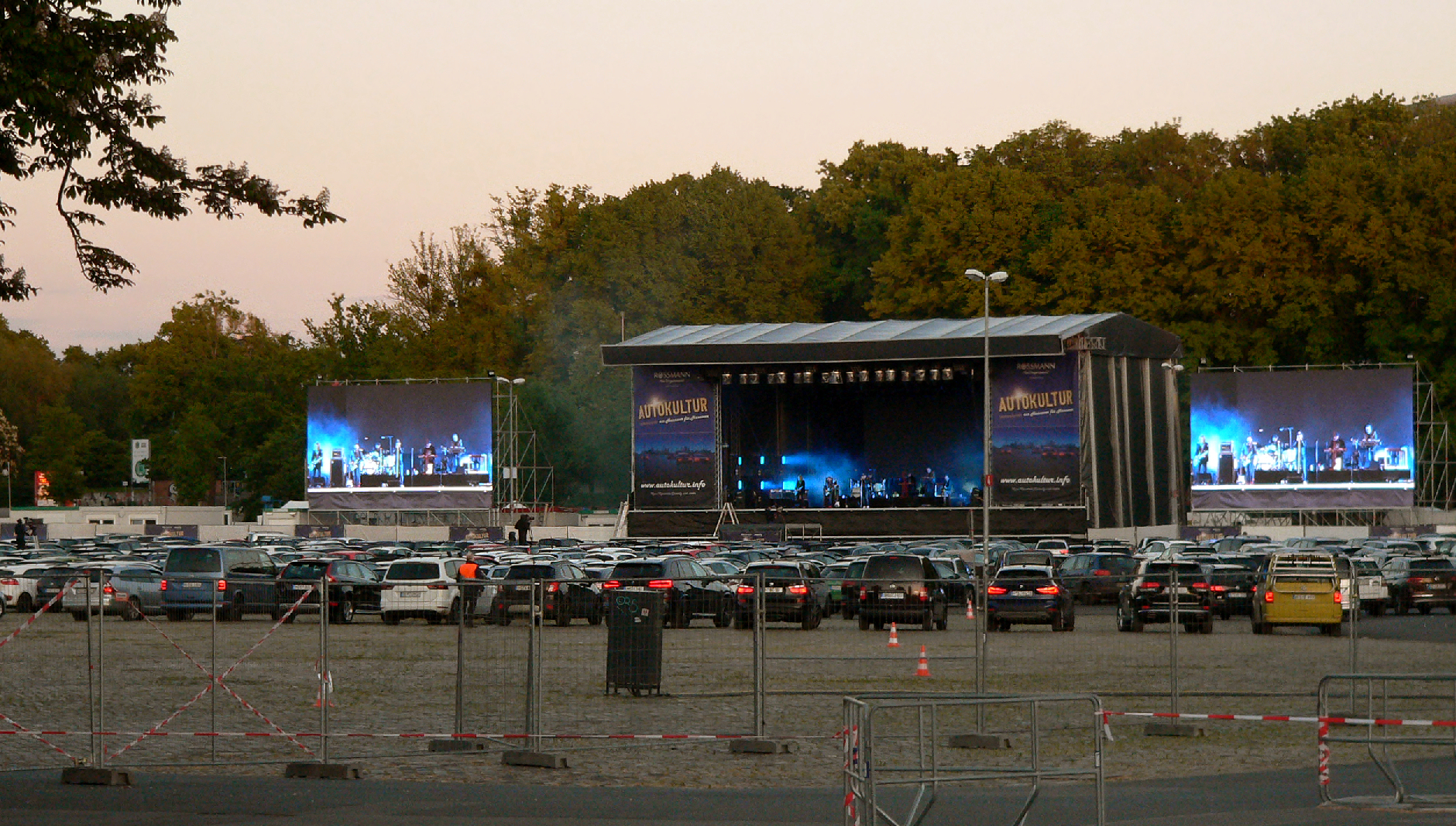
Musikkonzert in der Art eines Autokinos auf dem Schützenplatz Hannover, Mai 2020
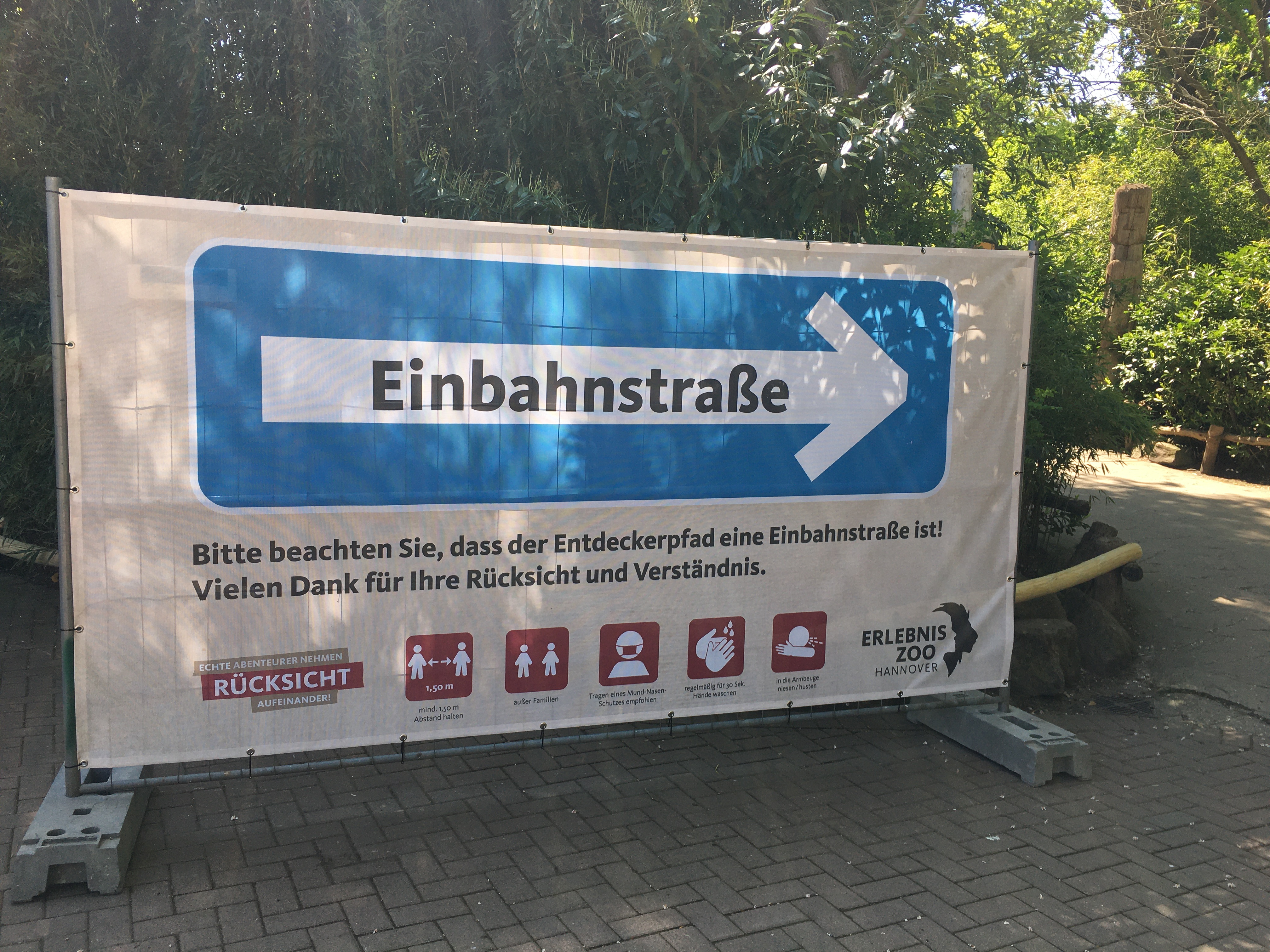
Regeln im Zoo Hannover, Mai 2020
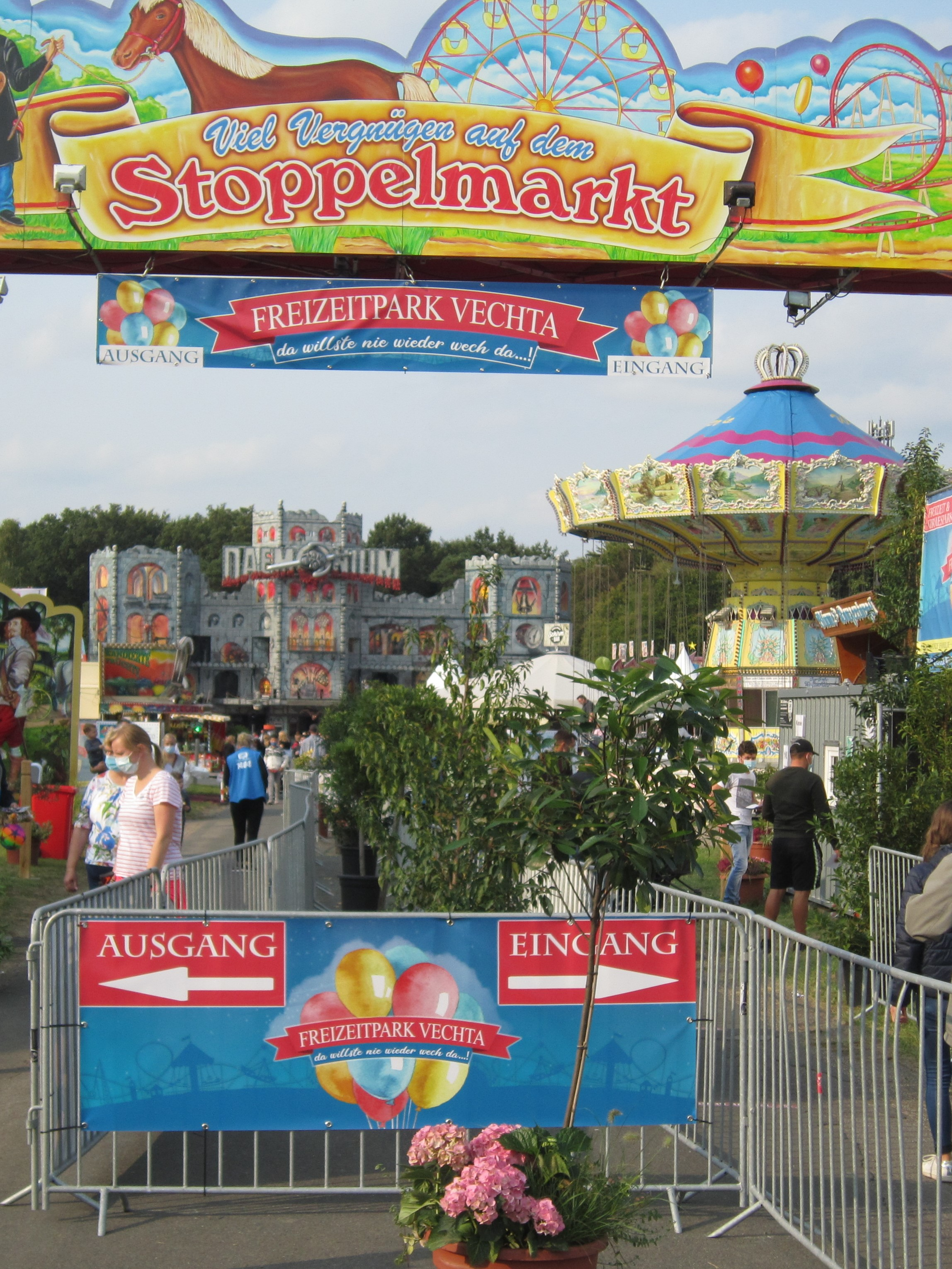
„Pop-up Freizeitpark“ auf dem Gelände des Stoppelmarkts in Vechta mit Ein- und Ausgangskontrolle, September 2020

#### Bildungswesen
Am 16. April 2020 teilte der niedersächsische Kultusminister Grant Hendrik Tonne den Zeitplan seines Ministeriums für die Wiederaufnahme des Schulunterrichts in Niedersachsen mit. Der Plan sah vor, dass ab dem 22. April 2020 der Online-Unterricht wieder aufgenommen werden sollte. Unterricht im Schulgebäude sollte für Schüler
- der Abschlussklassen der Jahrgänge 10 und 13 am 27. April,
- der 4. Klassen am 4. Mai,
- des Jahrgangs 12 am 11. Mai,
- der 9., 10. und 3. Klassen am 18. Mai sowie
- der 5. – 8., der 11. und der 1. und 2. Klassen zwischen Ende Mai und Mitte Juni

beginnen. Abgesehen von dem oben genannten „Rückschlag“ in Göttingen wurde der Plan, im Frühjahr 2020 stetig mehr Klassen wieder Präsenzunterricht zu ermöglichen, in die Praxis umgesetzt.
Während der Anwesenheit in der Schule wurden die Klassen im Regelfall in je zwei Gruppen aufgeteilt, um den nötigen Abstand zwischen den Schülern zu schaffen.
Die Abiturprüfungen wurden um drei Wochen verschoben. Der erste Haupttermin für die schriftliche Prüfung war der 11. Mai 2020, die letzte Klausur wurde am 30. Mai 2020 geschrieben. Der letzte mündliche Nachprüfungstermin war der 8. Juli 2020. Die Abiturzeugnisse wurden vom 9. bis 10. Juli 2020 ausgehändigt. Eine Besonderheit der Lage im Land Niedersachsen bestand darin, dass die große Mehrheit der Gymnasiasten der Jahrgangsstufe 12 im Jahr 2020 (anders als der vorhergehende letzte G 8-Jahrgang) nicht von der Schule abging. Dies wird erst 2021 geschehen, nach Absolvierung der Jahrgangsstufe 13. Es fanden 2020 deutlich weniger Abiturprüfungen als in anderen Jahren statt.
Die schriftlichen Abschlussprüfungen zum Erwerb des Förderschulabschlusses Lernen, des Hauptschulabschlusses, des Realschulabschlusses und des Erweiterten Sekundarabschlusses I fanden vom 20. bis zum 28. Mai statt.

#### Einzelhandel
Am 20. April 2020 durften Einzelhandelsgeschäfte den Geschäftsbetrieb wieder aufnehmen, deren Verkaufsfläche nicht mehr als 800 m² betrug und die in der Lage waren, die Einhaltung der hygienischen Auflagen der Behörden, insbesondere des Abstandsgebots, zu garantieren. Größeren Geschäften in Niedersachsen wurde erlaubt, ihre Verkaufsfläche durch Absperrungen und Herausnahme der auf den abgesperrten Flächen gelagerten Sortimente aus dem Verkaufsangebot auf 800 m² zu verkleinern.

#### Bereitstellung von Speisen und Getränken „to go“
Ab dem 16. April 2020 durften Eisdielen und Eiscafés in Niedersachsen auch für Kunden geöffnet sein, die kein Eis vorbestellt haben. Sie mussten die vorgeschriebene Mindestdistanz zueinander einhalten und durften vor dem 11. Mai 2020 mit dem Verzehr des Produkts erst in 50 Metern Entfernung von der Verkaufsstelle beginnen.

#### Gaststättenbesuch unter Auflagen
Gemäß dem oben genannten „Fünf-Stufen-Plan“ durften seit dem 11. Mai 2020 niedersächsische Gaststätten und Biergärten unter Auflagen wieder Gäste empfangen. Die Gäste mussten zuvor reservieren und zur Ermöglichung der Kontaktnachverfolgung ihren Namen und Telefonnummer im Lokal hinterlassen. Zudem durften bis zum 24. Mai maximal 50 % der Sitzplätze gleichzeitig besetzt sein, Tische mussten mindestens zwei Meter auseinander stehen, Gegenstände wie Salz- und Pfefferstreuer oder Speisekarten durften nicht zur gemeinsamen Nutzung bereitgestellt werden und die Bedienung musste einen Mund-Nase-Schutz tragen.

#### Kultur- und Freizeiteinrichtungen
Ab dem 11. Mai traten weitere Lockerungen in Kraft, unter anderem konnten Museen und andere Kultureinrichtungen sowie zoologische Gärten wieder öffnen.

#### Großveranstaltungen

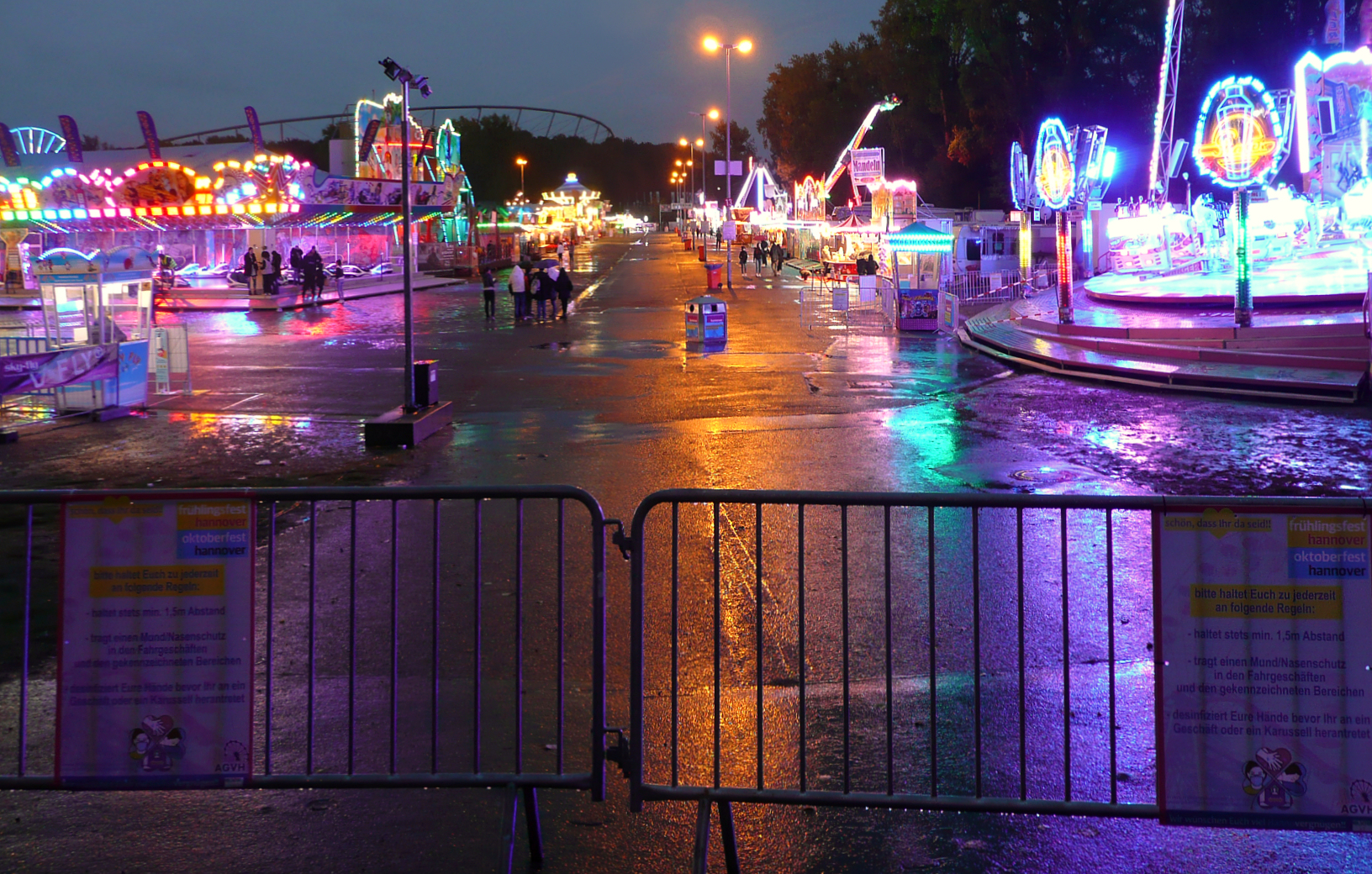
Gegen unkontrollierten Zugang gesicherter Festplatz beim „Herbstvergnügen Hannover“ statt des Oktoberfestes Hannover, 2020

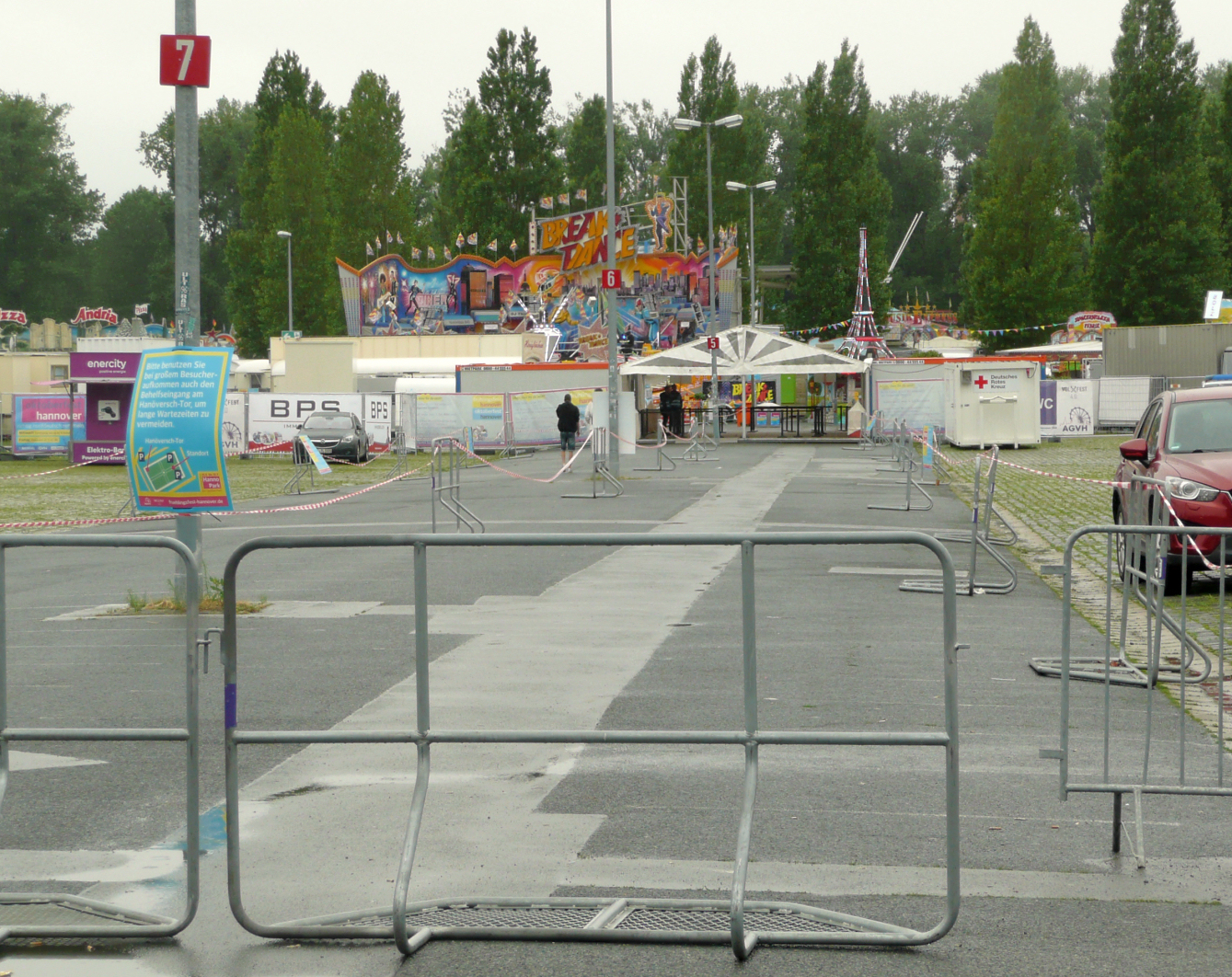
Zugang zum abgesperrten „Hanno Park“ statt des Schützenfestes Hannover, 2021

Auch im Bereich der Großveranstaltungen gab es ab dem 1. September 2020 Lockerungen. Zwar wurde in Niedersachsen das zunächst bis zum 31. August 2020 geltende generelle bundesweite Verbot von Großveranstaltungen mit Publikum im Prinzip bis zum 31. Oktober 2020 verlängert. Neue Konzepte wie Pop-up Freizeitparks wurden jedoch für die Zeit ab September 2020 genehmigt, wenn im Einzelfall das zuständige Gesundheitsamt dem jeweiligen Konzept bescheinigte, dass unverzichtbare Hygiene-Standards garantiert werden können (vor allem betraf dies die Gebote der Abstandswahrung, der Vermeidung von Infektionen durch Berührung und der Benutzung von Schutzmasken). Zu den Standards gehörte es auch, dass alle Besucher der Veranstaltung namentlich bekannt waren, dass ihre Aufenthaltszeit und -dauer registriert wurde und dass die Überschreitung einer Höchstzahl von Anwesenden zu einem bestimmten Zeitpunkt verhindert werden konnte. Schausteller in Niedersachsen konnten auf Erfahrungen zurückgreifen, die ihre Kollegen ab Juli 2020 in Nordrhein-Westfalen mit „Pop-up Freizeitparks“ gemacht hatten.
Das Oktoberfest Hannover fand 2020 in verkleinerter Form unter der Bezeichnung „Herbstvergnügen Hannover“ statt. Dabei durften sich 3800 Besucher zur gleichen Zeit auf dem umzäunten Gelände des Schützenplatzes Hannover aufhalten. Die Veranstaltung dauerte ausnahmsweise 31 statt 17 Tage an und erhielt aufgrund der zeitlichen Dauer rechtlich eine Zulassung als mobiler Freizeitpark.
Statt des hannoverschen Schützenfestes fand 2021 über vier Wochen der „Hanno Park“ mit über 80 Fahrgeschäften, Losbuden und Imbiss-Ständen statt. Da sich bis zu 9000 Menschen auf dem Schützenplatz gleichzeitig aufhalten durften, war es zu dem Zeitpunkt das größte Volksfest in Niedersachsen.

#### Ausnahmeregelungen für Besucher aus den „Hotspots“ Gütersloh und Warendorf
Die genannten Lockerungen wurden für Bewohner der zu „Regionen mit erhöhten Infektionszahlen“ erklärten westfälischen Kreise Gütersloh und Warendorf ab dem 23. Juni 2020 zeitweilig außer Kraft gesetzt. Besonders von möglichen Grenzüberschreitungen und der möglichen Inanspruchnahme seiner Infrastruktur betroffen war der unmittelbar an die beiden westfälischen Kreise angrenzende Landkreis Osnabrück.

### Situation während des Teil-Lockdowns (2. November bis 15. Dezember 2020)
Auch in Niedersachsen führte ein exponentielles Wachstum der Zahl der Neuinfektionen an SARS-CoV-2 ab Oktober 2020 dazu, dass die Notwendigkeit von Gegenmaßnahmen erkannt wurde. Laut dem Niedersächsischen Ministerium für Soziales, Gesundheit und Gleichstellung betrugen die 7-Tage-Inzidenzen im Westen Niedersachsens am 19. Oktober 2020: Stadt Delmenhorst: 223,1; Landkreis Cloppenburg: 159,9; Landkreis Vechta: 109,9; Landkreis Grafschaft Bentheim: 71,4; Landkreis Emsland: 63,0 und Landkreis Osnabrück: 57,5.

Dass im September und Oktober 2020 nach und nach mehrere benachbarte Landkreise im Südwesten Niedersachsens die Quote von 50 Neuinfizierten in den vergangenen 7 Tagen überschritten, erklärte der Nachrichtensender n-tv seinerzeit folgendermaßen:
1. Das benachbarte Bremen wies bis Oktober 2020 ständig überdurchschnittlich hohe 7-Tage-Inzidenzen auf.
2. Riskant ist auch die Nähe zu den Niederlanden mit ihren relativ hohen 7-Tage-Inzidenzen.
3. Immer wieder gab es Ausbrüche in Schlachthöfen in dem Gebiet, das durch eine hohe Tierdichte gekennzeichnet ist.
4. Überall sind Großbetriebe sowie Alten- und Pflegeheime potenzielle Ausbruchsquellen. Um den 1. Oktober 2020 herum kam es tatsächlich in den Landkreisen Vechta und Grafschaft Bentheim zu Ausbrüchen.[195]

Das Land Niedersachsen stimmte dem Beschluss der Bundeskanzlerin und der Regierungschefs der Länder vom 28. Oktober 2020 zu, wonach ab dem 2. November 2020, zunächst befristet bis zum 30. November 2020, ein sogenannter „Teil-Lockdown“ in Kraft treten sollte. Da zwar das exponentielle Wachstum der Zahl der Neuinfektionen im Laufe des Novembers 2020 gestoppt werden, diese Zahl aber bundesweit nicht gesenkt werden konnte, wurde der Teil-Lockdown bis zum 20. Dezember 2020 verlängert. Zu der ursprünglich geplanten Verlängerung des Teil-Lockdowns bis zum 10. Januar 2021 kam es jedoch nicht mehr, da er zum verschärften Lockdown wurde (siehe unten: Lockdown ab dem 16. Dezember 2020).
Anders als in Deutschland als Ganzem, war eine erste Trendwende in Niedersachsen bereits am 6. November 2020 erkennbar. Nach dem Spitzenwert vom 5. November (336,9 Neuinfektionen auf 100.000 Einwohner in den vergangenen 7 Tagen im Landkreis Cloppenburg) gingen die in Niedersachsen gemessenen Spitzenwerte bei den 7-Tage-Inzidenzen langsam, aber kontinuierlich zurück. Am 4. Dezember 2020 lag die 7-Tage-Inzidenz auch im Landkreis Cloppenburg unter 200 Neuinfektionen auf 100.000 Einwohner. Anders als in den meisten Ländern Deutschlands gab es in Niedersachsen auch während der „zweiten Welle“ der COVID-19-Pandemie stets auch Landkreise und Städte mit einer 7-Tage-Inzidenz unter 50 Neuinfektionen.

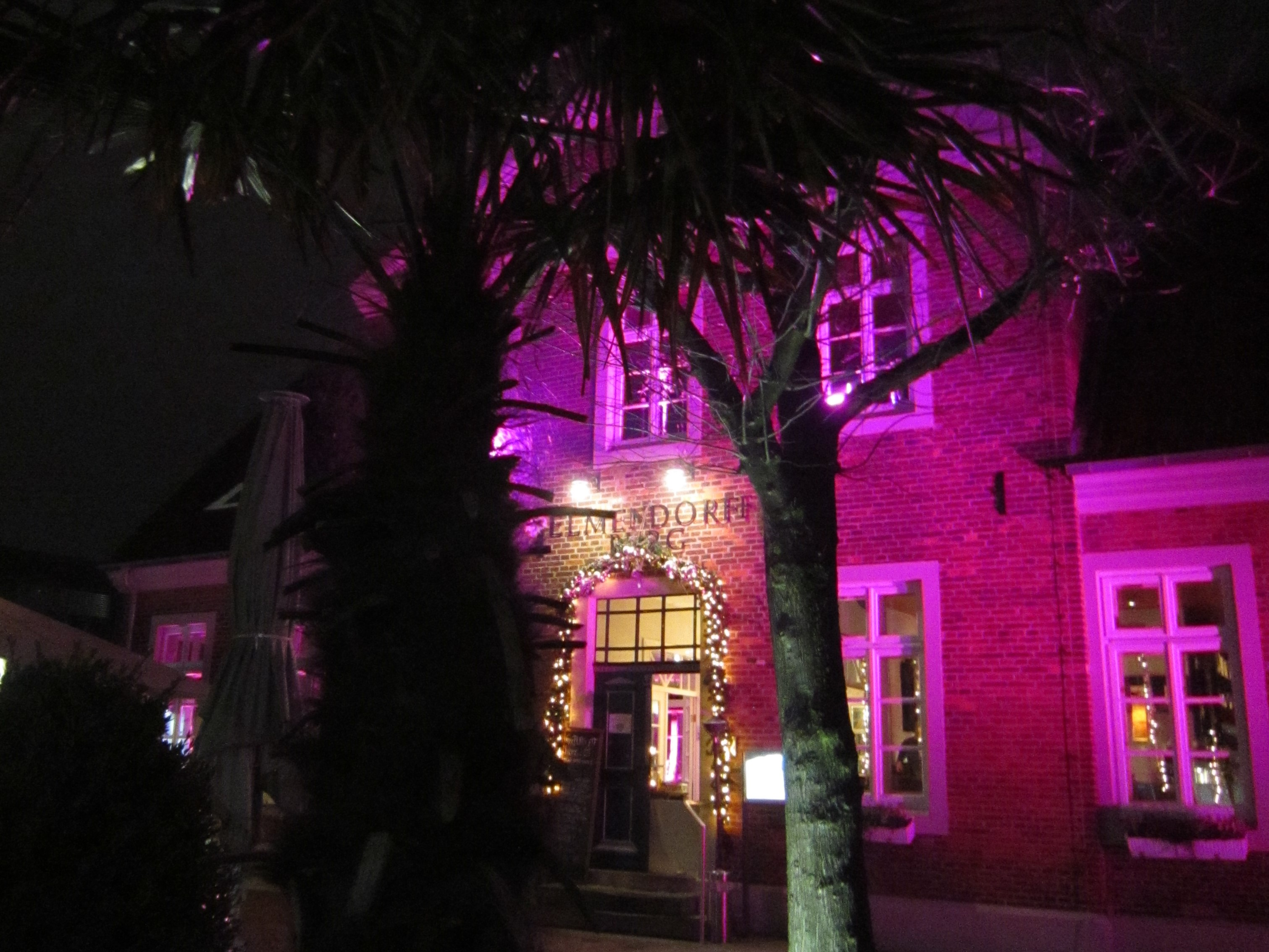
Vorweihnachtszeit 2020 in Vechta: Obwohl Restaurants nur für den Außerhaus-Verkauf von Speisen und Getränken geöffnet haben durften, bemühte sich ein Gastronom um ein attraktives Ambiente.

Am 6. Dezember teilte Bernd Althusmann (CDU), Vizeregierungschef und Wirtschaftsminister in Niedersachsen, mit, er halte es für vertretbar, wenn Niedersachsen einen neuen „Stufenplan“ nach dem Vorbild des Planes im Frühjahr und Frühsommer 2020 auflege. Bis zum März 2021 sollte die niedersächsische Landespolitik Schritt für Schritt Lockerungen ermöglichen, wenn im Landesdurchschnitt die Infektionszahlen unter eine Sieben-Tages-Inzidenz von 35 sinken. Ziel war es, unter eine Inzidenz von 50 Neuinfektionen auf 100.000 Einwohner in sieben Tagen landesweit zu kommen, am besten deutlich unter 35. Beim Erreichen dieses Ziels sollte zügig mit Lockerungen beispielsweise für den Gastronomie- und Beherbergungsbereich begonnen werden. Ministerpräsident Weil hielt es am 6. Dezember 2020 hingegen nicht für klug, angesichts aktuell immer noch hoher Fallzahlen über Lockerungspläne öffentlich zu sprechen. Er wehrte Forderungen als verfrüht ab, auf eine Fortsetzung des Lockdowns light zu Weihnachten 2020 und zur Jahreswende 2020/2021 zu verzichten.

### Situation seit dem Beginn des Lockdowns ab dem 16. Dezember 2020
Im Zusammenhang mit dem bundesweit gültigen Beschluss über das Inkrafttreten eines verschärften Lockdowns ab dem 16. Dezember wurde die letzte Fassung der niedersachsenspezifischen Regelung für die Weihnachtsfeiertage beschlossen. Demnach durfte ein Haushalt maximal vier Personen aus dem engsten Familien- und Verwandtenkreis empfangen, wobei Kinder bis einschließlich 14 Jahre nicht mitgezählt wurden. Ebenfalls nicht mitgezählt wurden die Angehörigen des gastgebenden Haushalts.
In den Weihnachtsferien kam es ab dem Jahreswechsel 2020/2021 aufgrund des Schneefalls zu kilometerlangen Verkehrsstaus im Oberharz und zu Gedränge auf den Parkplätzen. Der Harzer Tourismusverband wies potenzielle Tagestouristen darauf hin, dass „das gegenwärtige Besucheraufkommen“ Sorgen bereite „– Sorgen um die Sicherheit der Gäste und der einheimischen Bevölkerung, als auch um eine Verschlimmerung der Gesamtsituation im Hinblick auf die Corona-Pandemie.“ Bereits am frühen Vormittag seien Parkplätze im Oberharz überfüllt gewesen.
Am 5. Januar 2021 beschlossen die Bundeskanzlerin Angela Merkel und die Regierungschefs der Länder einen maximal zulässigen Bewegungsradius für Bewohner von Gebieten mit einer Inzidenz von mehr als 200 Neuinfektionen pro 100.000 Einwohner. Sie sollten sich nicht weiter als 15 km von ihrem Wohnort entfernen dürfen. Zum Zeitpunkt des Beschlusses gab es in keinem Landkreis und in keiner kreisfreien Stadt in Niedersachsen eine 7-Tage-Inzidenz über 200. Am 9. Januar 2021 wurde bekanntgegeben, welche Sonderregeln in Niedersachsen gelten sollten:
- Ein 15-Kilometer-Radius kann, muss aber nicht von den örtlichen Behörden verfügt werden.
- Mittelpunkt des Radius ist der Wohnsitz (also die Wohnung) der betroffenen Person. Die erlaubte Zahl der Kilometer beginnt also nicht erst am Ortsrand der Wohngemeinde. Mit dieser Regelung sollen Stadt- und Landbewohner gleich behandelt werden.[208]

Niedersachsen und Bremen waren die ersten Länder, die bereits am 10. Januar 2021 Grundschülern ermöglichten, am Präsenzunterricht ihrer Schule teilzunehmen. Unter erhöhten Hygienestandards wurde Wechselunterricht in geteilten Klassen erteilt. Eltern wurde die Möglichkeit eingeräumt, ihr Kind nicht am Präsenzunterricht teilnehmen zu lassen. Alle nicht am Präsenzunterricht beteiligten Schüler waren verpflichtet, am Distanzunterricht („Homeschooling“) teilzunehmen.
Ab dem 13. Februar 2021 wurde Blumenläden und Gartencentern, ab dem 1. März Friseursalons in Niedersachsen erlaubt, ihre Geschäfte zu öffnen. Die Corona-Verordnung vom 6. März 2021 erlaubte unter anderem dem Buchhandel, für den Publikumsverkehr zu öffnen. Zugleich wurde das sogenannte Terminshopping im Einzelhandel geregelt. Zulässig waren ab dem 8. März 2021 in Landkreisen und kreisfreien Städten mit einer 7-Tages-Inzidenz bis 100 pro 100.000 Einwohner auch die Beratung und der Verkauf von Ware in den Geschäftsräumen einer geschlossenen Verkaufsstelle nach Terminvereinbarung unter Wahrung des Abstandsgebots.

### Zeit nach dem Inkrafttreten des „Stufenplans 2.0“ (ab 15. Mai 2021)
In Anlehnung an den Stufenplan des Jahres 2020 beschloss das niedersächsische Kabinett am 15. Mai 2021 einen „Corona Stufenplan 2.0“. Der entscheidende Unterschied zum Stufenplan 1.0 bestand darin, dass ein Wechsel von einer Stufe zur benachbarten in beide Richtungen möglich war. Die Niedersächsische Landesregierung konnte ihn sowohl zur Lockerung als auch zur Verschärfung von Regeln nutzten, je nach Entwicklung der SARS-CoV-2-Infektionslage.
Der Plan sah am 15. Mai drei Stufen vor:
- Stufe 1 (erhöhtes Infektionsgeschehen mit einer 7-Tage-Inzidenz von 10 bis 35)
- Stufe 2 (hohes Infektionsgeschehen mit einer 7-Tage-Inzidenz von 35 bis 50)
- Stufe 3 (starkes Infektionsgeschehen mit einer 7-Tage-Inzidenz von über 50).[214]

Mit Wirkung vom 21. Juni 2021 wurde eine „Stufe 0“ hinzugefügt (geringes Infektionsgeschehen mit einer 7-Tage-Inzidenz bis 10).
Abweichend von der Urfassung des Stufenplans 2.0, die am 2. Februar 2021 veröffentlicht worden war, fehlten dem Stufenplan Regelungen über Lagen mit Inzidenzen über 100 bzw. 200 Neuinfektionen auf 100.000 Einwohner. Solche Lagen wurden (mindestens bis zum 30. Juni 2021) durch § 28b des Infektionsschutzgesetzes, also durch Bundesrecht, geregelt. Außerdem wurde im Mai 2021 der Schwellenwert für Stufe 2 von 25 auf 35 Neuinfektionen auf 100.000 Einwohner erhöht.
Ab dem 15. Mai 2021 diente der Corona Stufenplan 2.0 dazu, am Ende der „3. Welle“ den Landkreisen und kreisfreien Städten in Niedersachsen die Genehmigung zu Lockerungen zu erteilen.

## Behördliche Reaktionen und Maßnahmen

### Allgemeines
Am 10. März 2020 wies der niedersächsische Kultusminister Grant Hendrik Tonne (SPD) die rund 3000 Schulen in Niedersachsen an, keine Schulfahrten in Corona-Risikogebiete, wie Italien und Iran sowie betroffene Gebiete in China und Südkorea, durchzuführen. Am 11. März 2020 untersagte Niedersachsen Veranstaltungen mit mehr als 1.000 Teilnehmern, womit es anderen Bundesländern und den Empfehlungen von Bundesgesundheitsminister Jens Spahn (CDU) folgte. Zu dem Zeitpunkt sprach sich die damalige niedersächsische Gesundheitsministerin Carola Reimann (SPD) noch gegen eine generelle Schließung von Schulen und Kindergärten aus.
Am 16. März 2020 schloss Niedersachsen Schulen, Hochschulen Kindertagesstätten sowie staatliche Museen und Theater. Außerdem wurde an dem Tag die Schließung des Einzelhandels, von Kultur-, Sport-, Freizeit- und Vergnügungsstätten verkündet. Ausgenommen waren die Lebensmittelversorgung, Apotheken, Banken, Wochenmärkte und ähnliches. Ebenfalls am 16. März 2020 schränkte Niedersachsen Besucher in Kliniken, Alten- und Pflegeheimen ein, Ab dem 17. März 2020 wurden Menschen ohne Wohnsitz auf den Nordseeinseln vom Fährbetrieb ausgeschlossen. Ebenfalls am 17. März 2020 wurde ein allgemeines Tourismusverbot erlassen, das eine Heimreise bis spätestens 25. März vorsah. Gaststätten durften bis 20. März 2020 unter Auflagen öffnen. Am 23. März 2020 setzte Niedersachsen das Kontaktverbot in einer Allgemeinverfügung um. Am 23. März 2020 trat ein Verkaufsverbot für Gartenmärkte in Kraft. Zeitgleich wurde Baumärkten verboten, Waren an nicht-gewerbliche Kunden zu verkaufen. Dieses Verbot führte zu einem grenzüberschreitenden Einkaufsverkehr, insbesondere nach Bremen und Nordrhein-Westfalen, wo es derartige Verbote nicht gab. Deshalb wurde die Regelung mit Wirkung vom 4. April 2020 rückgängig gemacht. Ohne die Wiederöffnung der Gartenmärkte hätte in der Hauptsaison der Branche ein Großteil der Ernte vernichtet werden müssen, mit Auswirkungen auch auf die benachbarten Niederlande. Nach gehäuften Todesfällen in Alten- und Pflegeheimen erließ die damalige niedersächsische Gesundheitsministerin Carola Reimann am 30. März 2020 ein Aufnahmestopp für alle Pflegeheime in Niedersachsen.
Am 9. Oktober 2020 erließ das Land Niedersachsen ein Beherbergungsverbot für Urlaubsreisende aus Gebieten mit besonders hohen Corona-Infektionszahlen. Als solche Gebiete galten auch Landkreise und kreisfreie Städte in Niedersachsen. Die Verordnung trat am 10. Oktober in Kraft.
Der Landkreis Grafschaft Bentheim verfügte am 23. Dezember 2020 für etwa 140.000 Einwohner eine nächtliche Ausgangsbeschränkung, die bis zum 12. Januar 2021 befristet war. Während der Sperrstunden durften Menschen nur aus gesundheitlichen oder beruflichen Gründen unterwegs sein oder Einzelpersonen Hunde ausführen. In den ersten Tagen wurden zahlreiche Verstöße festgestellt, die jeweils mit 150 Euro Bußgeld geahndet wurden. Auf dem Höhepunkt der „dritten Welle“ im April 2021 trat in Niedersachsen automatisch eine nächtliche Ausgangssperre in allen Landkreisen und kreisfreien Städten in Kraft, die einen Sieben-Tage-Inzidenz-Wert über 100 meldeten. Grundlage hierfür war die sogenannte „Bundesnotbremse“ (Viertes Gesetz zum Schutz der Bevölkerung bei einer epidemischen Lage von nationaler Tragweite), die am 22. April 2021 rechtswirksam wurde.

### Testzentren und Testungen

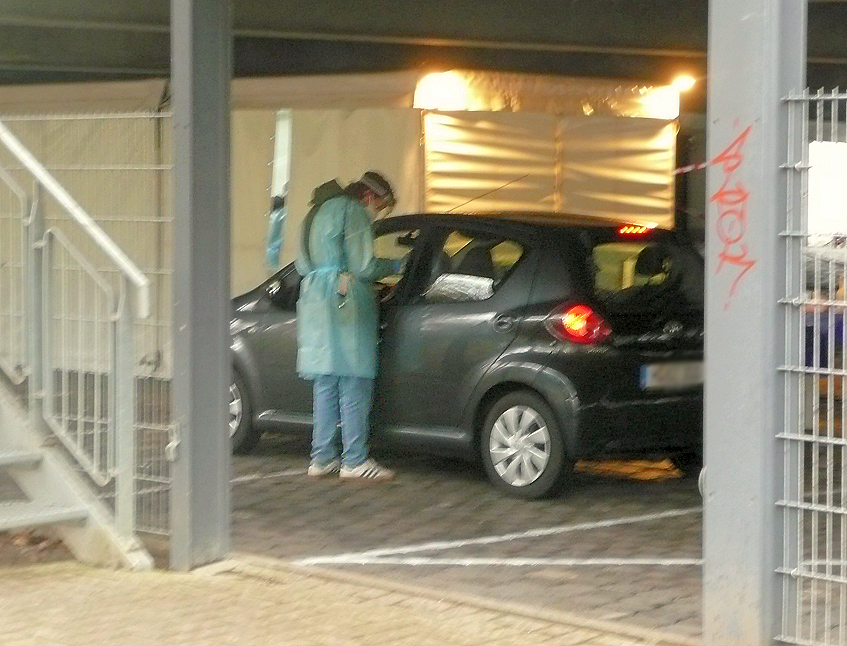
Probenabnahme an einer Teststation im Parkhaus des Zoo Hannover, 2021

Die Kassenärztliche Vereinigung Niedersachsen eröffnete zwischen dem 9. und 24. März 2020 in 40 Orten in Niedersachsen Corona-Testzentren, in denen Patienten nach Zuweisung durch den Hausarzt getestet werden. Damit sollten die Arztpraxen entlastet werden, die bei der zuzunehmenden Zahl der Verdachtsfälle mit den Tests kaum noch nachkamen. Zum Teil funktionieren die Testzentren als Drive-in. In Hannover wurde Mitte März 2020 nach steigenden Testzahlen das Drive-in-Testzentrum von einem Standort beim Roten Kreuz in eine Messehalle auf dem Messegelände Hannover verlegt. Aufgrund der rückläufigen Zahlen an Infizierten schlossen ab Juli 2020 die 45 regionalen Testzentren. Im August 2020 nahmen rund 10 Corona-Testzentren, nachdem sie wenige Tage zuvor in den Ruhemodus versetzt wurden, ihren Betrieb wieder auf. Grund war eine Vorgabe des Bundesgesundheitsministeriums, wonach sich alle Reiserückkehrer kostenlos testen lassen konnten. Ab August 2020 mussten sich auf dem Flughafen Hannover-Langenhagen Reisende auf das Coronavirus testen lassen, wenn sie aus einem Risikogebiet nach Deutschland zurückgekehrt waren.
Im Zuge der nationalen Teststrategie wuchs Anfang 2021 die Zahl der Teststellen auch in Niedersachsen an. Kostenlose Tests boten im März 2021 laut dem niedersächsischen Gesundheitsministerium fast 2000 Arztpraxen, etwa 500 Apotheken und zahlreiche kommunale sowie private Testzentren an.
Im Herbst 2021 stellte sich auch in Niedersachsen heraus, dass es immer schwieriger wurde, nicht geimpfte Personen zu einer Impfung gegen SARS-CoV-2 zu motivieren. Bereits im Juli 2021 hatte der Deutsche Städte- und Gemeindebund (DStGB) gefordert, dass das Impftempo durch Anreize, sich freiwillig impfen zu lassen, erhöht werden müsse. Bundesweit wurden daraufhin Konzepte entwickelt, die das Impftempo wieder erhöhen sollten, allerdings auch durch Verstärkung des Drucks auf nicht geimpfte Personen. Bereits im August 2021 erkannte die Bundesregierung: „Um die Ausbreitung des Virus zu verhindern, müssen sich Ungeimpfte absehbar mehr testen lassen.“ Damit wurde die Einführung der 3G-Regel begründet, bei der ungeimpfte Personen regelmäßig Bescheinigungen über das negative Ergebnis eines COVID-19-Tests vorlegen mussten. Diese Möglichkeit entfiel bei der strengeren 2G-Regelung, die wie ein gezielt gegen ungeimpfte Personen gerichteter Lockdown wirken sollten, indem ihnen der Zutritt zu geschlossenen Räumen und Veranstaltungen verwehrt wurde. Bei der verschärften 2G plus-Regelung, die in Niedersachsen vor allem im November 2021 beschlossen wurde, mussten sich auch Geimpfte und Genesene einem COVID-19-Test unterziehen, wenn sie Dienstleistungsangebote in geschlossenen Räumen wahrnehmen oder Veranstaltungen im Freien besuchen wollten. Eine solche Regelung trat für viele Bereiche in Niedersachsen am 1. Dezember 2021 in Kraft. Sie führte nicht zu der staatlicherseits gewünschten drastischen Reduktion von Kontakten, sondern dazu, dass viele die Chance nutzten, sich für geplante Vorhaben „freitesten“ zu lassen. Dies wiederum führte zu einem Engpass bei der Versorgung von Testzentren mit dem benötigten Testmaterial. Um die Nachfrage nach Tests zu drosseln, beschloss die Landesregierung mit Wirkung vom 6. Dezember 2021, „geboosterte“ Personen von der Testpflicht im Rahmen der 2G plus-Regelung auszunehmen. Für Personen, die mit dem Impfstoff des Pharmaunternehmens von Johnson & Johnson geimpft wurden, galt die zweite Impfung als Auffrischungsimpfung im Sinne der neuen Regelung. Das Land Niedersachsen nahm diese Regelung am 18. Januar 2022 zurück, so dass zweimal Geimpfte mit Johnson & Johnson nicht mehr als geboostert galten.

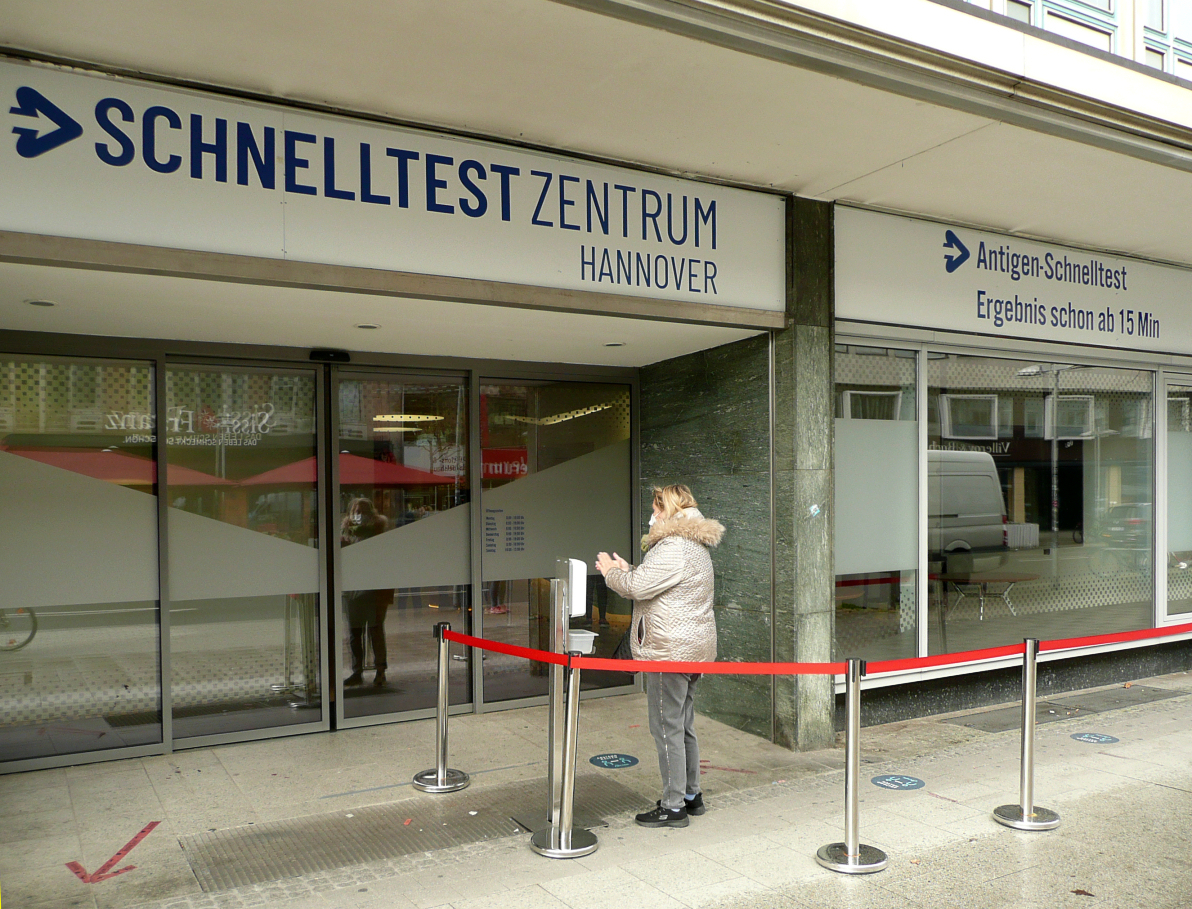
Schnelltestzentrum in Hannover, 2021
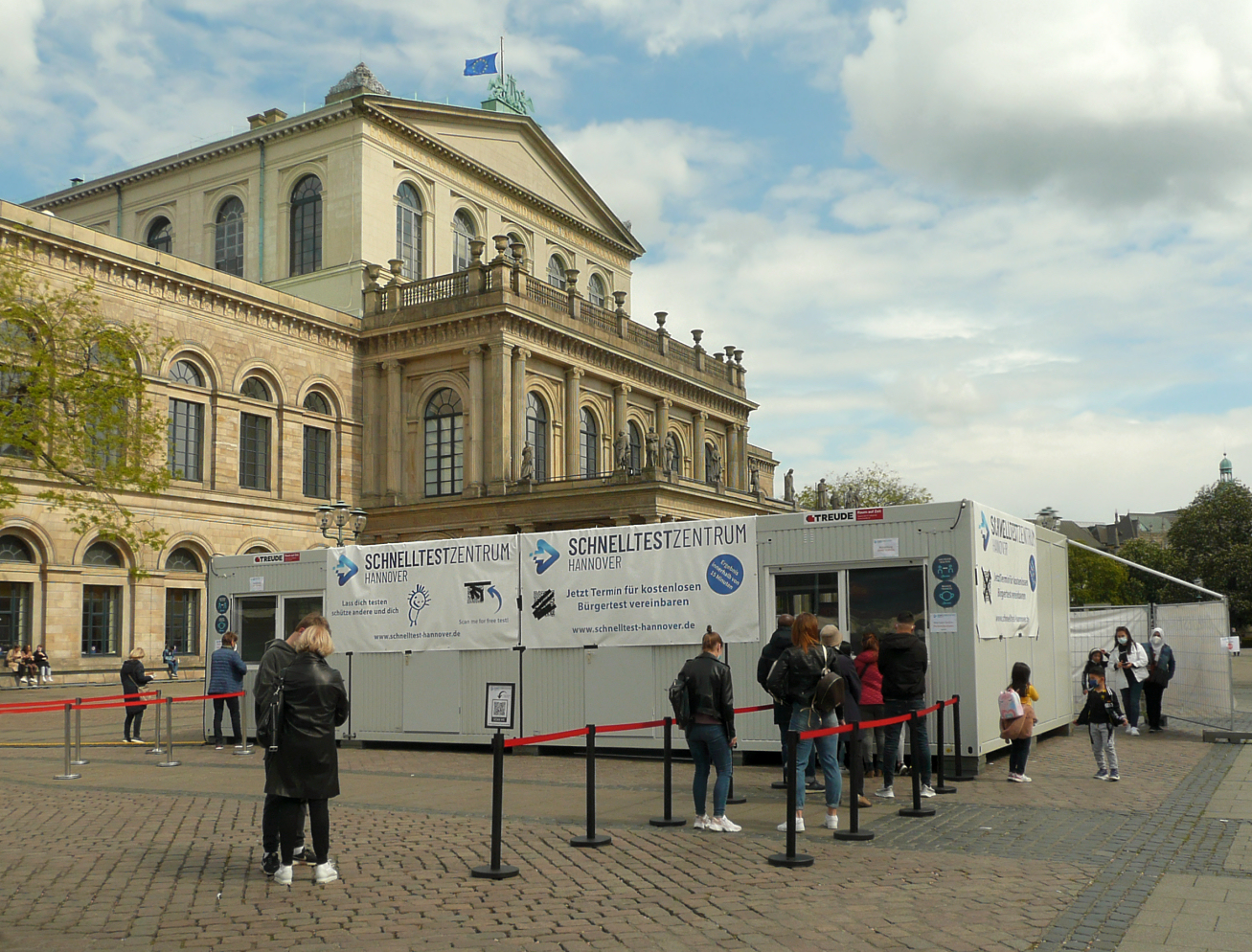
Teststation vor dem Opernhaus Hannover, 2021
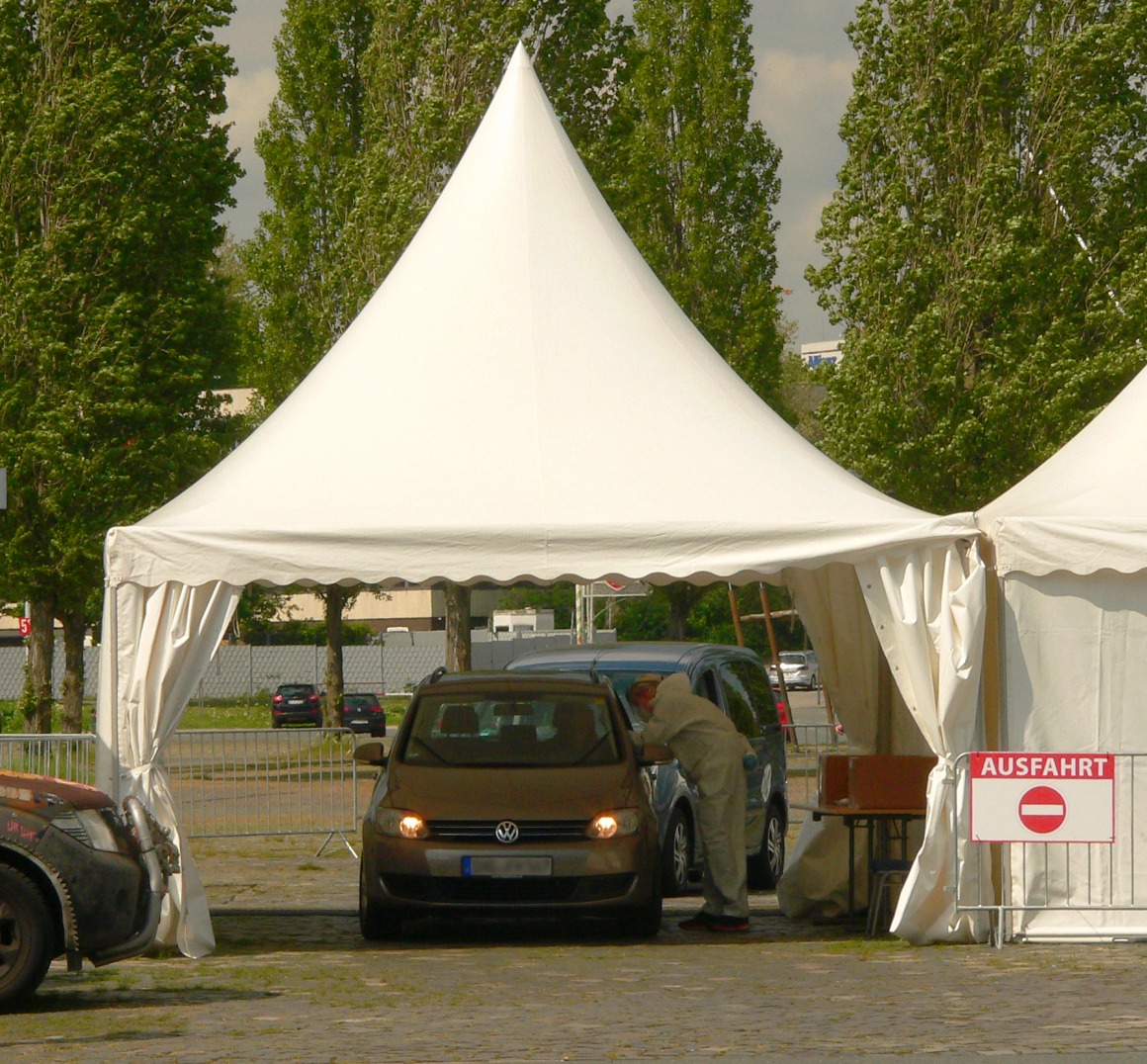
Teststation auf dem Schützenplatz Hannover, 2021
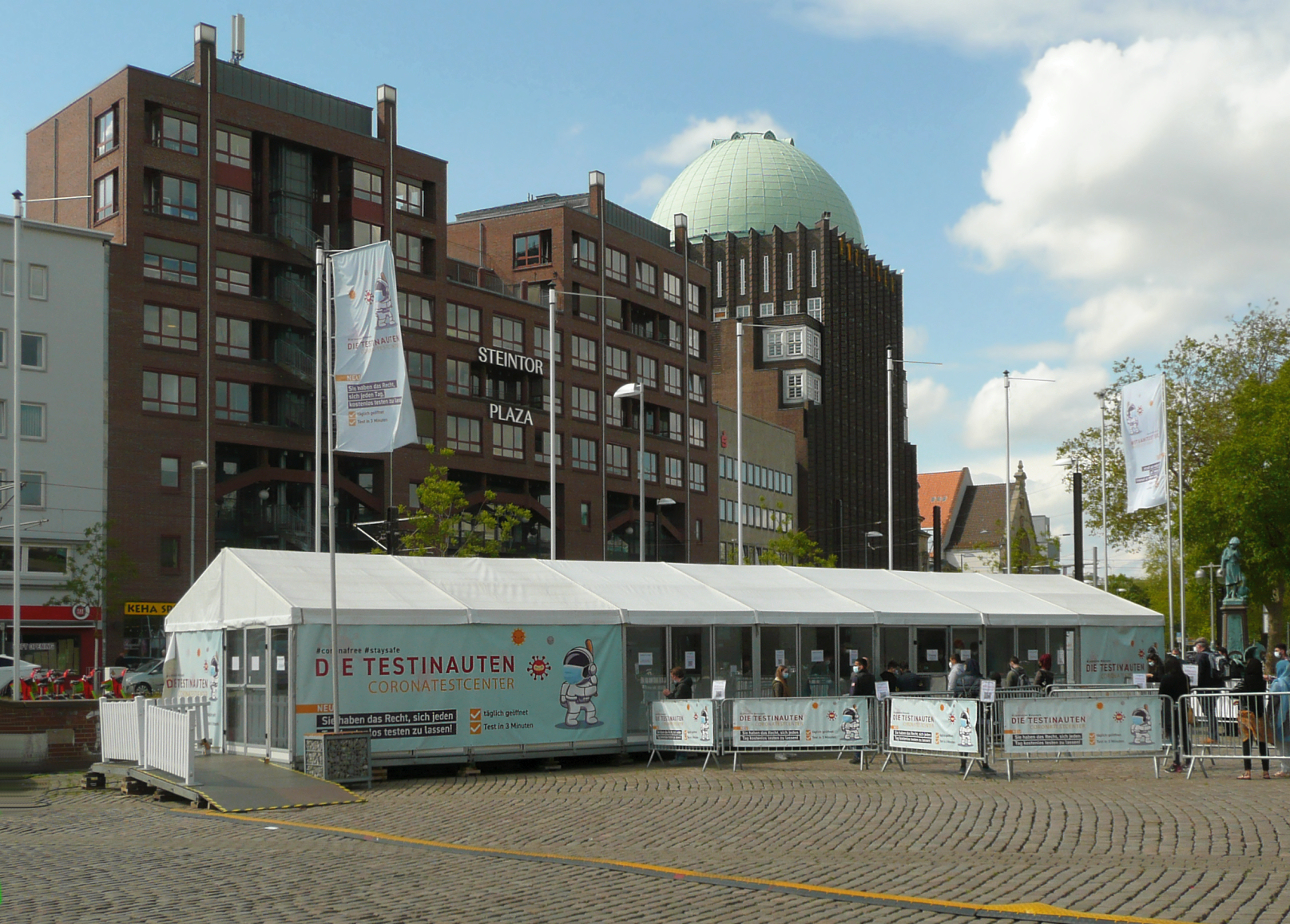
Teststation auf dem hannoverschen Steintorplatz, 2021
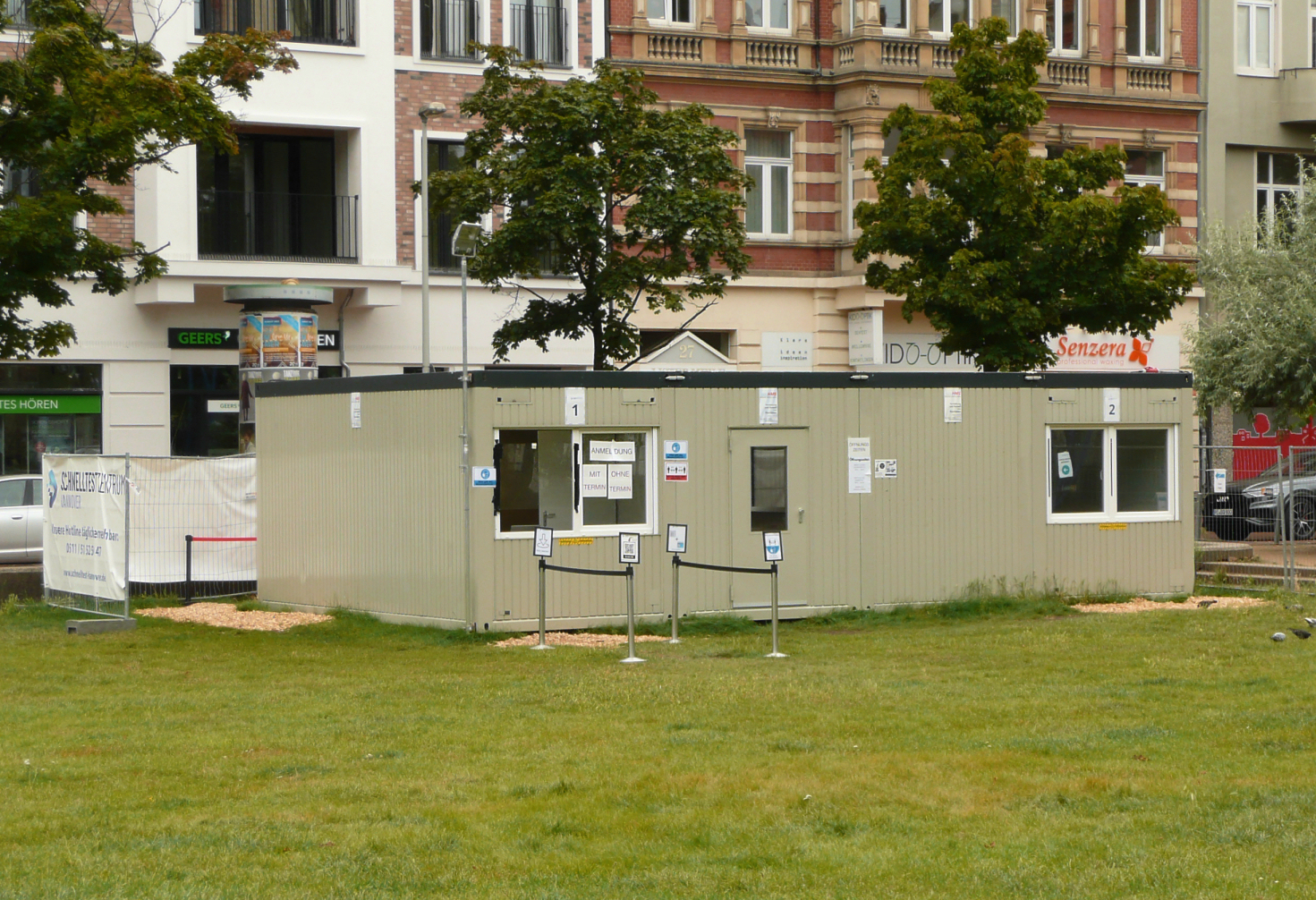
Teststation auf dem Weißekreuzplatz in Hannover, 2021
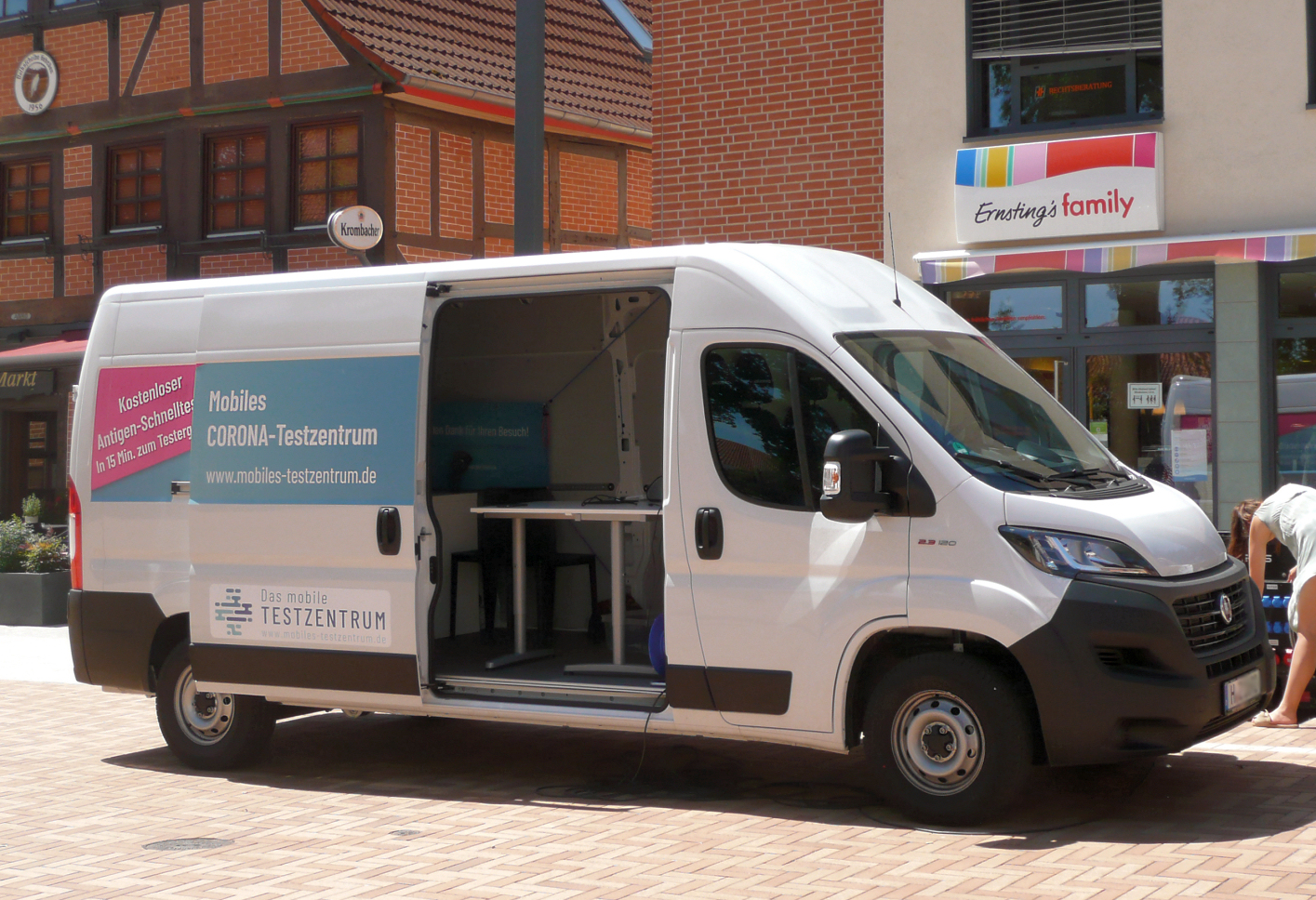
Mobiles Testzentrum in Gehrden, 2021

### Behelfskrankenhaus
Im März 2020 richtete die Region Hannover zusammen mit der Medizinischen Hochschule Hannover auf dem Messegelände Hannover ein „Corona-Behelfskrankenhaus“ mit fast 500 Betten für weniger schwer erkrankte Patienten ein. Dabei half auch der frühere Bundesgesundheitsminister und ausgebildete Arzt Philipp Rösler mit. Das Behelfskrankenhaus in zwei Messehallen war als Reserve für den Fall einer Überlastung der Krankenhäuser durch zu viele Covid-19-Patienten gedacht. Wegen der rückläufigen Zahlen an Infizierten wurde das Behelfskrankenhaus im Sommer 2021 wieder abgebaut ohne das es jemals in Betrieb war. Die angeschafften Geräte wurden weiterverwertet. Die Kosten für die Einrichtung und den Unterhalt der Klinik beliefen sich auf etwa 40 Millionen Euro. Die monatlichen Mietzahlungen an die Deutsche Messe AG betrugen rund 900.000 Euro.

### Reihentests in der Fleischindustrie
Am 19. Mai 2020 ordnete das Niedersächsische Sozialministerium per Erlass an, dass in allen Schlachtbetrieben, in denen Subunternehmen beschäftigt werden, Reihentests durchgeführt werden. In Niedersachsen sind etwa 20.000 Menschen in rund 180 fleischverarbeitenden Betrieben beschäftigt. Anlass der Anordnung waren Corona-Fälle in einem Fleischunternehmen in Dissen mit 92 Coronavirus-Infizierten unter den Beschäftigten. Zu dem Zeitpunkt waren auch viele Coronainfektionen unter Schlachthofmitarbeitern in Nordrhein-Westfalen, wie bei Westfleisch, und anderen Bundesländern bekannt geworden. In einem weiteren Erlass ordnete das Niedersächsische Sozialministerium an, dass vom 20. Juli bis 31. Dezember 2020 Mitarbeitende in der niedersächsischen Fleischindustrie mindestens alle zehn Tage auf das Coronavirus getestet werden müssen.

### Corona-Verordnungen
Am 2. April 2020 erließ das Niedersächsische Sozialministerium die Niedersächsische Verordnung über die Beschränkung sozialer Kontakte zur Eindämmung der Corona-Pandemie, die am 4. April 2020 in Kraft trat. Sie wurde durch eine am 8. April 2020 in Kraft getretene und am 19. April 2020 außer Kraft tretende Verordnung modifiziert. Dazu erschien am 8. April 2020 ein landeseinheitlicher Bußgeldkatalog, der bei besonderer Schwere oder Wiederholung bis zu 25.000 Euro Strafe vorsieht. Bis dato ahndeten die Kommunen Verstöße gegen das Kontaktverbot uneinheitlich.
In Umsetzung von Verabredungen der Bundeskanzlerin mit den Regierungschefs der Länder vom 15. April 2020 erließ das Niedersächsische Sozialministerium eine neue Verordnung zum Schutz vor Neuinfektionen mit dem Corona-Virus, die überwiegend vom 20. April 2020 an bis zum 6. Mai 2020 gilt. Einige Regelungen traten bereits am 19. April 2020 in Kraft. Durch § 1 Absatz 6 wird deutlich, dass mit dem Begriff „Großveranstaltung“, der in dem Beschluss der Bundeskanzlerin und der Regierungschefs benutzt wird, eine Veranstaltung mit mehr als 1000 Teilnehmern gemeint ist. Zwar galt das in den Verabredungen vereinbarte Verbot solcher Veranstaltungen „bis zum 31. August“. Durch den rechtssprachlich ungewöhnlichen Einschub „mindestens“ in der niedersächsischen Verordnung wurde aber der Fehlinterpretation vorgebeugt, dass ab 1. September 2020 Großveranstaltungen auf jeden Fall wieder erlaubt würden.
Die Bußgelder für Verstöße gegen die am 8. April 2020 in Kraft getretene Verordnung wurden wie folgt festgelegt (auszugsweise):

| Regelverstoß                                                                            | Regelsatz      |
| --------------------------------------------------------------------------------------- | -------------- |
| Nichteinhalten des vorgeschriebenen Mindestabstands in der Öffentlichkeit von 1,5 Meter | 150 Euro       |
| Zusammenkünfte und Ansammlungen von mehr als zwei Personen                              | 200 – 400 Euro |
| Besuch öffentlicher Veranstaltungen                                                     | 150 – 400 Euro |
| Besuch von Restaurationsbetrieben (außer Außer-Haus-Verkauf)                            | 150 Euro       |

| Regelverstoß                                                               | Regelsatz            |
| -------------------------------------------------------------------------- | -------------------- |
| Betrieb von Restaurationsbetrieben (außer Außer-Haus-Verkauf)              | 4000 bis 10.000 Euro |
| Betrieb der genannten Freizeit-, Vergnügungsstätten sowie Verkaufsstellen  | 3000 bis 10.000 Euro |
| Betrieb der genannten Beherbergungsstätten zu touristischen Zwecken        | 3000 bis 10.000 Euro |
| Erbringen von nicht dringend notwendigen Dienstleistungen (z. B. Kosmetik) | 2000 bis 5000 Euro   |

Am 29. April 2020 setzte das Bundesverfassungsgericht die Corona-Verordnung des Landes Niedersachsen teilweise vorläufig außer Vollzug. Es ermöglichte damit Ausnahmen von dem strikten Verbot von Gottesdiensten in Niedersachsen.
Nach Absprache mit dem Bund und den anderen Ländern trat am 2. November 2020 die „Niedersächsische Verordnung über Maßnahmen zur Eindämmung des Corona-Virus SARS-CoV-2“ vom 30. Oktober 2020 in Kraft. Geplant war, die Verordnung am 30. November 2020 außer Kraft zu setzen. Umgangssprachlich wurden die dort verordneten Maßnahmen unter dem Oberbegriff „Teil-Lockdown“ zusammengefasst.
Am 12. Dezember 2020 nahm Niedersachsen in seine Corona-Verordnung das Verbot des Verkaufs alkoholischer Getränke, wie Glühwein oder Punsch, auf. Als Grund wurde die Gefahr genannt, dass die Darreichung von Alkohol zum direkten Verzehr eine erhöhte Gefahr größerer Personenansammlungen mit sich bringe.

### Verstöße gegen das Infektionsschutzgesetz
Die niedersächsische Polizei registrierte in den ersten zwei Wochen seit Beginn der bundesweiten Beschränkungen 236 Straftaten nach dem Infektionsschutzgesetz und 2.230 Ordnungswidrigkeiten. Von Karfreitag bis Ostermontag wurden mehr als 50 weitere Strafverfahren sowie über 600 Ordnungswidrigkeitsverfahren nach dem Infektionsschutzgesetz eingeleitet. Des Weiteren wurden im gleichen Zeitraum über 4.000 Gefährderansprachen durchgeführt und mehr als 1.800 Platzverweise ausgesprochen.
Im Zeitraum vom 1. März bis zu 24. Mai 2020 wurden 2.850 Verstöße gegen das Infektionsschutzgesetz registriert, darunter etwa 630 Straftaten.
Bei einer landesweiten Kontrollaktion im öffentlichen Nahverkehr durch Polizei und Verkehrsbetriebe am 2. September 2020 wurden mehr als 10.000 Verstöße festgestellt und Ordnungswidrigkeitsverfahren eingeleitet. Die seit dem 29. August 2020 gültige neue Corona-Verordnung verpflichtete die Betreiber des öffentlichen Nahverkehrs dazu, die Einhaltung der Maskenpflicht stärker zu kontrollieren.
Als Reaktion auf den COVID-19-Ausbruch in der Stadt Löningen verhängte der Landkreis Cloppenburg über das Gebiet des Alten Amts Löningen am 18. September 2020 besondere Kontaktverbote. Bei der Kontrolle der Einhaltung der Verbote entdeckte die Polizei in der Nacht zum 20. September viele Verstöße. So habe die Überprüfung einer Kneipe einen „discoähnlichen Betrieb“ ergeben, ungefähr 80 Gäste hätten von den Beamten hinausgebracht werden müssen. Die Polizei habe die Kneipe sofort geschlossen. Die Besucher seien „teilweise sehr betrunken“ gewesen, hätten ohne Mundschutz getanzt und weitestgehend auch die sonstigen Corona-Vorschriften nicht eingehalten. Mindestens drei weitere Kneipen hätten ein Bußgeld zahlen müssen. Auch private Feiern mit vielen Teilnehmern, die ab Mitternacht nicht mehr erlaubt waren, flogen auf. Offensichtlich hätten, so die Polizei, die Gäste genau gewusst, dass sie die verschärften Regeln brachen.

### Impfungen

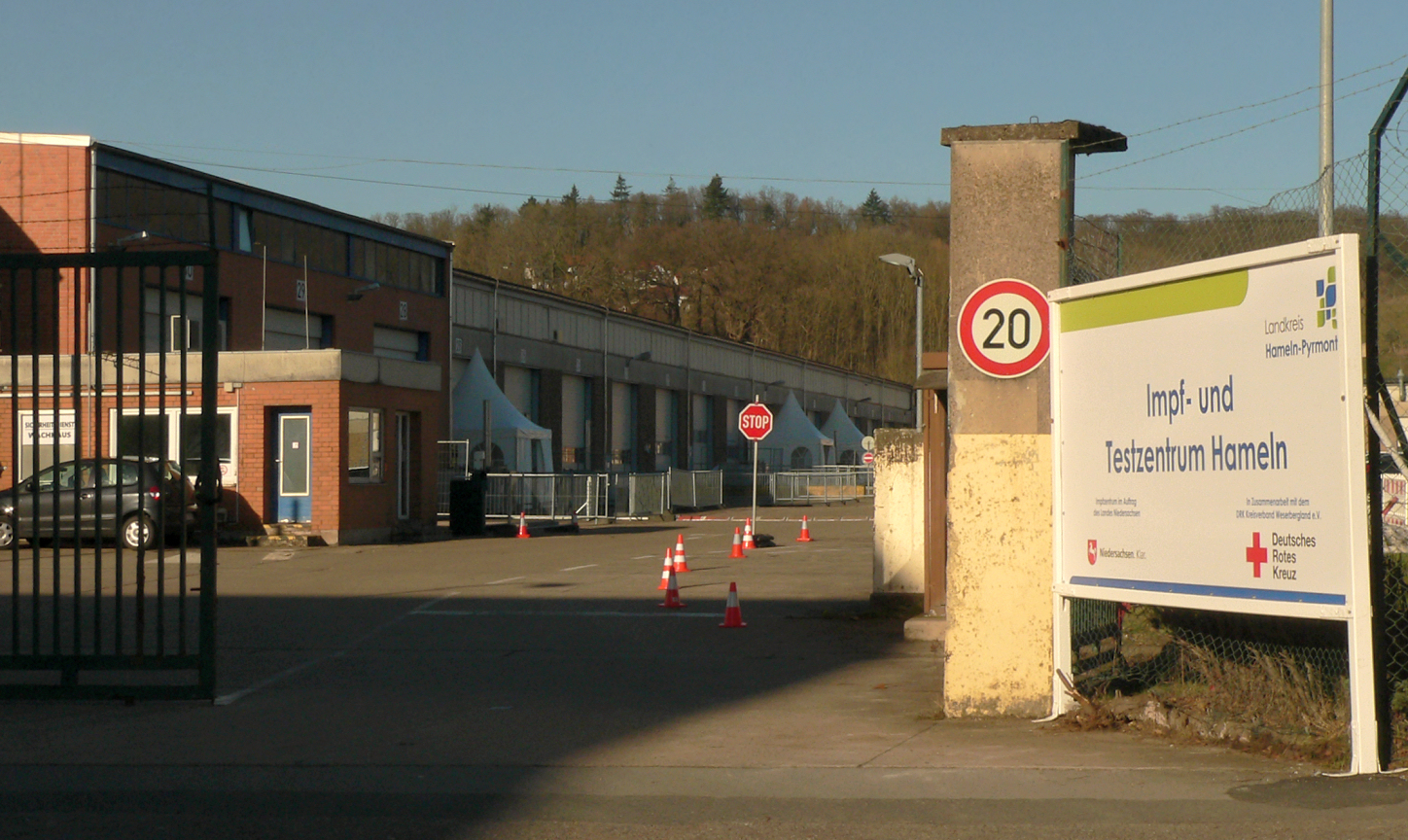
Impf- und Testzentrum in Hameln, Februar 2021

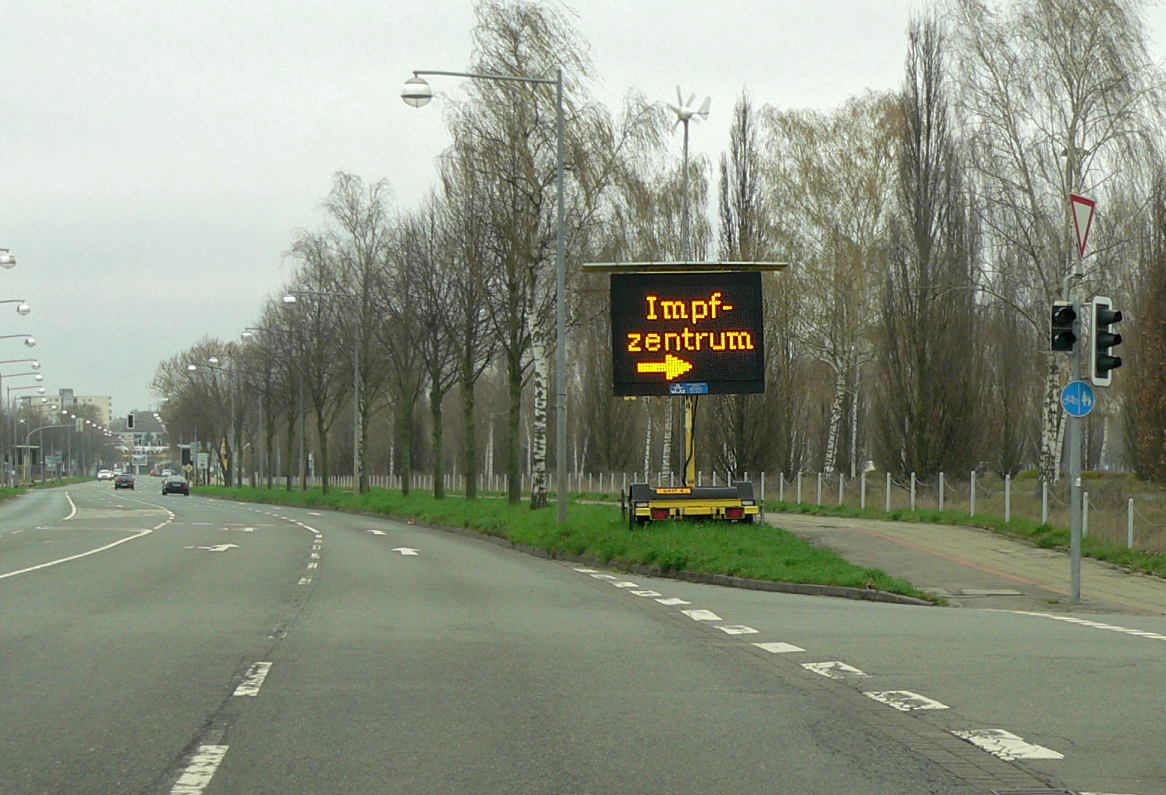
Hinweisschild zum Impfzentrum auf dem Messegelände Hannover, April 2021

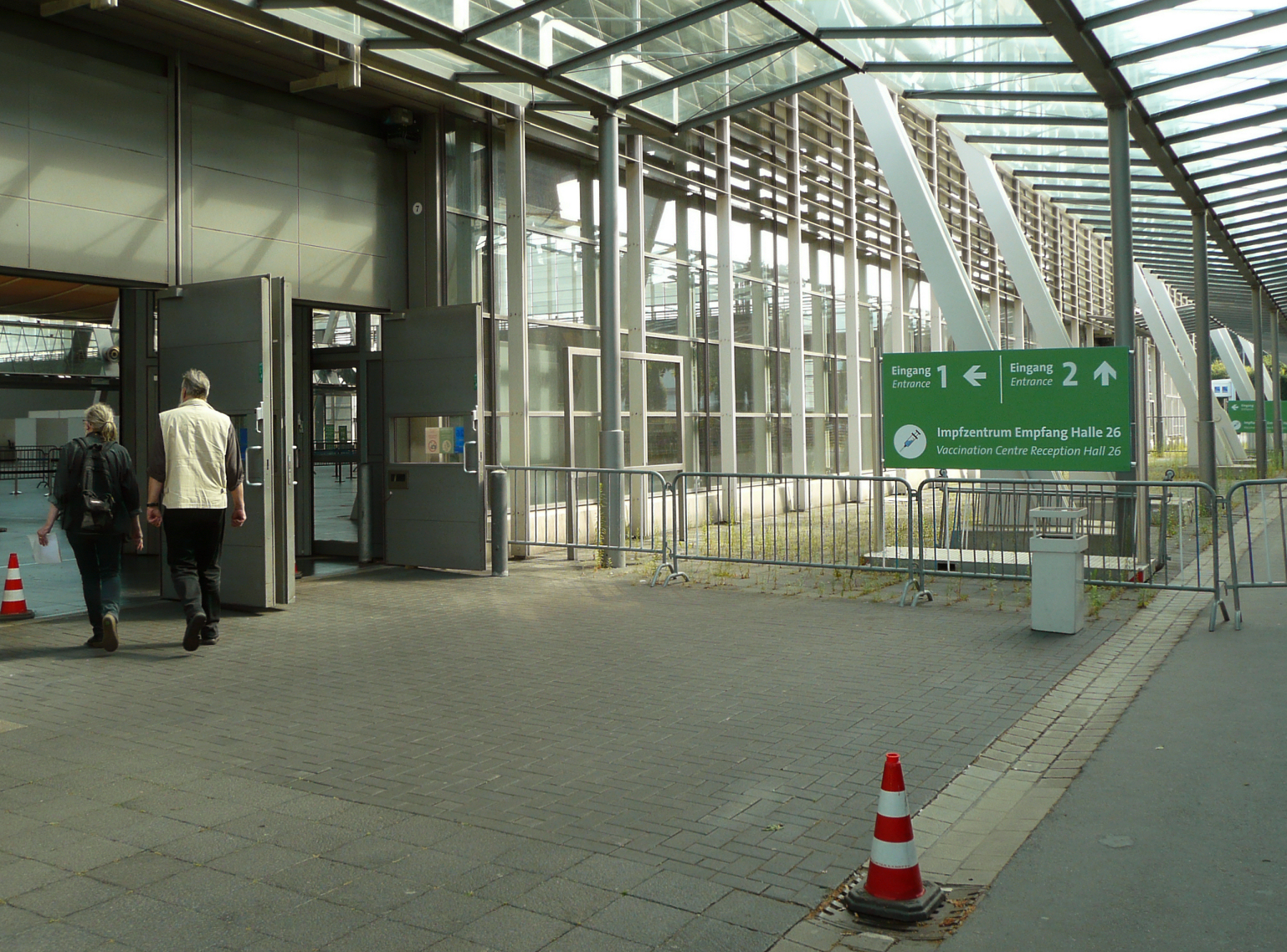
Eingang des Impfzentrums auf dem Messegelände Hannover, Juli 2021

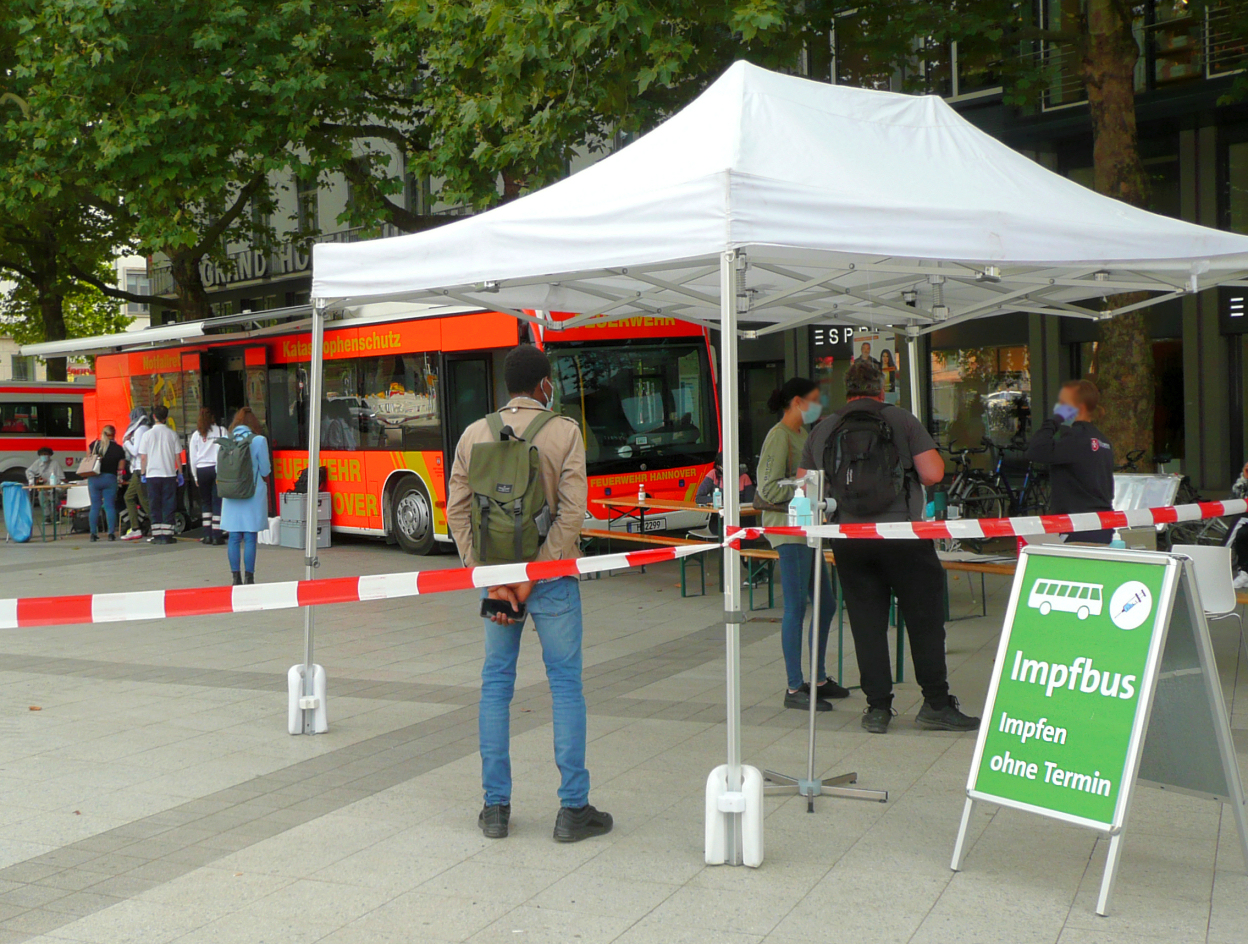
Impfen ohne Termin im Impfbus der Feuerwehr Hannover auf dem Ernst-August-Platz, September 2021

Im November 2020 gab die Niedersächsische Landesregierung ihre Planungen zu Massenimpfungen in Niedersachsen bekannt. Laut dem Konzept war pro etwa 150.000 Einwohner ein Impfzentrum vorgesehen mit einer Einrichtung in jedem Landkreis (außer Lüchow-Dannenberg) und in jeder kreisfreien Stadt. Insgesamt wurden rund 50 Corona-Impfzentren in Niedersachsen eingerichtet.
Die Kosten für die Impfungen übernahmen Krankenkassen. Wegen der begrenzten Zahl von Impfdosen zu Beginn der Impfphase erfolgte gemäß den Vorgaben der Ständigen Impfkommission eine Priorisierung der COVID-19-Impfmaßnahmen, wonach Impfungen zuerst bei Risikogruppen und bei Beschäftigten im Gesundheitswesen erfolgten. Die zunächst 200.000 vom Land georderten Impfdosen sollten in zwei Teilimpfungen 100.000 Menschen verabreicht werden.
Im Dezember 2020 wurde bekannt, dass in der Artland-Kaserne der Bundeswehr in Quakenbrück ein deutschlandweit zentrales Depot für Impfstoffe gegen Covid-19 eingerichtet wird. Von dort wurden die Medikamente bundesweit an Zwischenlager verteilt. Die erste Impfstofflieferung des Unternehmens Moderna traf dort Anfang Januar 2021 ein. Von den etwa 63.000 gelieferten Impfdosen waren 6000 für Niedersachsen bestimmt.
10.000 Impfdosen des ersten in der EU zugelassenen SARS-CoV-2-Impfstoffes kamen am 26. Dezember 2020 in Niedersachsen an. Einen Tag später am 27. Dezember 2020 wurden die ersten Impfungen von mobilen Impfteams in Pflegeheimen in den besonders stark von Infektionen betroffenen Landkreisen Osnabrück und Cloppenburg mit dem Impfstoff Tozinameran des deutschen Pharmaunternehmens Biontech vorgenommen. Drei Monate nach Impfbeginn hatten am 26. März 2021 fast 10 % der Bewohner in Niedersachsen eine Erstimpfung erhalten. Rund 4,5 Monate nach Impfbeginn hatten am 10. Mai 2021 über ein Drittel (34 %) der Bewohner in Niedersachsen eine erste Impfdosis erhalten. Dies waren rund 2,7 Millionen Menschen. Bei der Zweitimpfung waren es zu dem Zeitpunkt 8 % der Bewohner. Am 18. Juni 2021 hatte Niedersachsen etwa 6,5 Monate nach Impfbeginn bei den Erstimpfungen die 50-Prozent-Marke überschritten. Bis dahin waren rund 4 Millionen Menschen mindestens einmal immunisiert. Bei den Zweitimpfungen lag die Quote bei 28 Prozent.
Ende September 2021 schlossen die 50 Impfzentren in Niedersachsen, die etwa 5,8 Millionen Impfungen gegen Corona vorgenommen haben. Mit über 800.000 Dosen hatte das Impfzentrum in Hannover die meisten Immunisierungen vorgenommen. Der Aufbau und Betrieb dieser Einrichtung verursachte Kosten von rund 60 Millionen Euro. Bei acht Impfzentren wurde die Ausstattung eingelagert, sodass sie im Bedarfsfall ihre Arbeit wieder aufnehmen konnten.
Im September 2021 begannen über 130 mobile Impfteams mit Impfungauffrischungen (Booster) in Alten- und Pflegeheimen. Auch niedergelassene Ärzte nahmen Auffrischungen vor. Im Oktober 2021 waren fast 100.000 Menschen hohen Alters nachgeimpft. Die Ständige Impfkommission (Stiko) empfahl zu diesem Zeitpunkt eine Booster-Impfung frühestens sechs Monate nach der Grundimmunisierung für Menschen ab 70 Jahren sowie für Pflegepersonal und medizinisches Personal. Als die Stiko im November 2021 die Auffrischung für alle Menschen ab 18 Jahren empfahl, waren Hausärzte vom Ansturm überfordert. Daraufhin wurden im November und Dezember 2021 die Impfmöglichkeiten erhöht und bis zu 100.000 Menschen pro Tag nachgeimpft, um die Ausbreitung der neuen Omikron-Variante zu verzögern. Ende 2021 waren ein Jahr nach Impfbeginn rund 75 % der Bevölkerung erstgeimpft und über 72 % vollständig geimpft. Etwa ein Drittel der Bevölkerung hatte eine Auffrischungsimpfung erhalten.
Im Januar 2022 waren laut dem niedersächsischen Gesundheitsministerium 50 % der Bevölkerung in Niedersachsen ein drittes Mal (Booster) gegen das Coronavirus geimpft. Mitte Februar 2022 waren laut dem RKI in Niedersachsen 78 % der Bevölkerung einmal geimpft, 76,5 % zweimal geimpft und 60,2 % geboostert.
Nachdem Mitte März 2022 für Beschäftigte im Gesundheits- und Pflegebereich deutschlandweit eine einrichtungsbezogene Corona-Impfpflicht in Kraft getreten war, lag zwei Monate später Mitte Mai 2022 die Impfquote im Gesundheitswesen in Niedersachsen über 95 Prozent. Rund 11.000 Beschäftigte (4,6 %) waren nicht oder nicht ausreichend geimpft.
Im Herbst 2022 ließ Niedersachsen von mobilen Impfteams weitere Impfungen vornehmen. Es konnten sich über 60-Jährige mit einem Corona-Impfstoff boostern lassen, der auf die Omikron-Variante BA.1 zugeschnitten war. Auch traf in Niedersachsen ein Impfstoff gegen die vorherrschenden Corona-Varianten BA.4 und BA.5 ein, den Arztpraxen und mobile Impfteams verimpften. Ende 2022 stellten die 157 mobilen Impfteams in Niedersachsen ihre Tätigkeit ein. Corona-Schutzimpfungen übernahmen ab Anfang 2023 Hausärzte.
Zwischen Dezember 2020 und Dezember 2022 gab es in Niedersachsen 19,3 Millionen Corona-Impfungen. Dabei wurden 6,4 Millionen Menschen einmal geimpft, 6,2 Millionen zweimal und fast 5,4 Millionen dreimal sowie 1,5 Millionen Menschen viermal. Im Zusammenhang mit den Impfungen gingen bei den niedersächsischen Behörden 386 Anträge auf Anerkennung eines Impfschadens ein, von denen 15 anerkannt wurden. Bis Ende 2022 wurden mindestens 50.000 Corona-Impfdosen vernichtet, weil das Haltbarkeitsdatum überschritten oder Kühlketten unterbrochen waren.

### Impfungen von jüngeren Personen
Im Mai 2021 kündigte die Niedersächsische Landesregierung eine Impfkampagne für rund 450.000 Schüler ab zwölf Jahren an, bei der sie vor den Sommerferien immunisiert werden sollten. Beim sogenannten Impfgipfel am 27. Mai 2021 zog der Bund seine Zusage zurück, dafür Extra-Dosen an die Bundesländer zu liefern.
Am 2. Juli 2021 organisierte der Landkreis Osnabrück in Bramsche anmeldungsfrei die Verimpfung von 600 Dosen des Vakazins des Pharmaunternehmens Biontech auf dem Marktplatz. Berücksichtigt wurden Interessenten ab dem 12. Lebensjahr. Kurz vor diesem Zeitpunkt hatte sich die Warteliste des lokalen Impfzentrums geleert.
Im September 2021 führte die Landesregierung für Kinder und Jugendliche ab 12 Jahren landesweit eine Impfwoche durch, nachdem die Ständige Impfkommission (Stiko) die Corona-Impfung ab zwölf Jahren ohne Einschränkung empfohlen hatte. Zu dem Zeitpunkt waren in Niedersachsen über ein Drittel der 12- bis 17-Jährigen einmal und ein Fünftel zweimal geimpft.
Im Dezember 2021 liefen landesweit Impfungen von Kindern im Alter von fünf bis elf Jahren an, wofür zunächst 220.000 Impfdosen zur Verfügung standen. Verimpft wurde der für Erwachsene vorgesehene Wirkstoff des Pharmaunternehmens Biontech, jedoch in einer niedrigeren Konzentration. Die niedersächsische Gesundheitsministerin Daniela Behrens (SPD) rechnete damit, dass sich ein Drittel der rund 500.000 Kinder in der Altersgruppe impfen lässt.

### Besondere Vorfälle im Zusammenhang mit Impfungen
Im März 2021 blieben in Hannover 400 von 600 Personen des ärztlichen Personals sowie Praxispersonal ihrem schriftlich vereinbarten Impftermin fern. Die Ärztekammer Niedersachsen vermutete als Grund für die geringe Impfquote Vorbehalte gegenüber dem Impfstoff AZD1222 des Pharmakonzerns AstraZeneca. Die
Kassenärztlichen Vereinigung Niedersachsen sah darin eine organisatorische Panne, da die Praxen erst am Freitagnachmittag kurz vor dem Impftermin am Samstag informiert wurden.
Im April 2021 setzten polizeiliche Ermittlungen wegen des Verdachts der Körperverletzung gegen eine Krankenschwester als Mitarbeiterin des Impfzentrums Friesland in Schortens ein. Sie soll beim Aufziehen von Spritzen in sechs Fällen den SARS-CoV-2-Impfstoff durch Kochsalzlösung ersetzt haben, weil eine Ampulle auf den Boden gefallen und zerbrochen war. Von über 100 Menschen wurde nachträglich Blut per Antikörpertest untersucht, um die sechs ungeimpften Personen ausfindig zu machen. 22 Personen, bei denen keine Antikörper festgestellt werden konnten, wurden erneut geimpft. Im August 2021 weitete sich der Vorfall zu einem Impfskandal aus, nachdem der Polizei Hinweise auf deutlich mehr Fälle des Spritzens von Kochsalzlösung anstatt von Impfstoff oder von zu wenig Impfstoff vorlagen. Der Corona-Krisenstab des Landes empfahl den Personen, die im März und April 2021 in Schortens geimpft wurden, eine Wiederholungsimpfung. Von den knapp 10.000 möglicherweise betroffenen Menschen ließen etwa 8000 Menschen eine Nachimpfung vornehmen. Die Polizei Oldenburg richtete eine Ermittlungsgruppe unter der Bezeichnung „Vakzin“ ein. Die Ermittlungen erhärteten den Verdacht, dass in einer niedrigen zweistelligen Anzahl Kochsalzlösung injiziert wurde. 2022 verurteilte das Landgericht Oldenburg die Krankenschwester wegen Körperverletzung in sechs Fällen zu einer Freiheitsstrafe auf Bewährung.
Im Januar 2022 kam es im Corona-Impfzentrum am Zoo Hannover zu einer Impfpanne bei 21 Kindern zwischen fünf und elf Jahren. Sie hatten vom Biontech-Vakzin versehentlich die Erwachsenendosis und damit die dreifache Menge erhalten. Ein Kinderarzt äußerte, dass die höhere Dosis nicht schädlich sei und von schweren Nebenwirkungen nicht auszugehen sei.
Im Bereich der Region Hannover kam es im Januar 2022 zu einer erneuten Impfpanne, von der etwa 3000 Personen betroffen waren. Sie hatten an mehreren Impf-Standorten von Teams der Johanniter-Unfall-Hilfe einige Tage überlagerten Impfstoff des Vakzins Moderna bekommen. Laut der Region Hannover bestehe keine Gesundheitsgefahr und den Betroffenen wurde empfohlen, sich nachimpfen zu lassen.

### Aussetzung des Arbeitszeitgesetzes
Mit Allgemeinverfügung vom 10. Januar 2022 setzte das Land Niedersachsen nach § 15 Abs. 2 ArbZG für Betriebe der kritischen Infrastruktur, wie Rettungsdienste, Betriebe der Strom- und Wasserversorgung sowie der Lebensmittelproduktion, das Arbeitszeitgesetz für drei Monate außer Kraft. Seitdem ist Sonntagsarbeit in diesen Betrieben unbeschränkt zulässig und die Wochenarbeitszeit darf bis zu 60 Stunden betragen. Begründet wurde dies mit der zunehmenden Verbreitung der Omikronvariante, was Personalausfälle erwarten ließ.

## Kritik an den behördlichen Maßnahmen
Am 3. April 2020 kritisierte die niedersächsische Landesbeauftragte für den Datenschutz Barbara Thiel einen Erlass des Niedersächsischen Sozialministeriums vom 31. März 2020 an die Gesundheitsämter. Sie waren darin angehalten worden, auf der Rechtsgrundlage des niedersächsischen Polizeigesetzes Daten von Menschen an die Polizei zu übermitteln, die wegen des Coronavirus unter Quarantäne stehen. Thiel zweifelte die Rechtmäßigkeit des Erlasses an und bemängelte, dass sie nicht an dem Verfahren beteiligt worden war. Nach einem weiteren, die Vorgehensweise bestätigenden Erlass des Ministeriums vom 3. April 2020, bezeichnete die Landesdatenschutzbeauftragte Thiel dies als „rechtswidrige und bevorratende Datenübermittlung“, da es sich um sensitive Gesundheitsdaten handele. Laut dem Niedersächsischen Innenministerium würden die Daten nur in den Einsatzleitstellen zum Schutz der Beamten in Einsatzsituationen verwendet, ermöglichen aber bei Hinweisen auf Verstöße auch eine Überprüfung, wer unter Quarantäne stehe. Der Erlass wurde später zurückgenommen.
Am 6. April 2020 übte die Opposition im Niedersächsischen Landtag erstmals scharfe Kritik an einer Maßnahme der Niedersächsischen Landesregierung. Das Niedersächsische Sozialministerium hatte am 3. April 2020 ein grundsätzliches Verbot verfügt, Personen in fremden Haushalten zu besuchen und haushaltsfremden Personen den Besuch in der eigenen Wohnung zu gestatten. Die Regelung hätte, wörtlich verstanden, auch das Verbot beinhaltet, eigenständig wohnende Eltern, Großeltern, erwachsene Söhne und Töchter sowie Enkel zu besuchen. Am 6. April 2020 sprach Heiger Scholz, Staatssekretär im Niedersächsischen Sozialministerium, von einer „Panne“. Ministerpräsident Stephan Weil habe nie die Absicht gehabt, über engste Angehörige Kontaktverbote zu verhängen, die über das Besuchsverbot in Alten- und Pflegeheimen hinausgingen. Der beanstandete Punkt 2 von § 1 der Allgemeinverfügung wurde zum 8. April 2020 gestrichen und hatte damit für vier Tage Gültigkeit.

## Sonstige Auswirkungen und Maßnahmen in Niedersachsen
Eine der ersten Absagen betraf die Hannover-Messe im Jahr 2020. Zuvor war der ursprüngliche Termin (20. bis 24. April) auf den 13. bis 17. Juli 2020 verschoben worden. Es ist das erste Mal in ihrer 73-jährigen Geschichte, dass die Messe abgesagt wurde. Auch das dreiwöchige Maschseefest im August 2020 in Hannover mit rund zwei Millionen erwarteten Besuchern wurde im April 2020 abgesagt. Der üblicherweise im April 2020 stattfindende Hannover-Marathon fiel in diesem Jahr und auch 2021 aus.
Infolge des generellen Verbots von Großveranstaltungen, das ursprünglich nur bis zum 31. August 2020 in Kraft sein sollte und am 15. April 2020 von der Bundeskanzlerin und den Regierungschefs der Länder beschlossen wurde, wurden in Niedersachsen nach und nach viele größere Veranstaltungen abgesagt.

## Gedenken

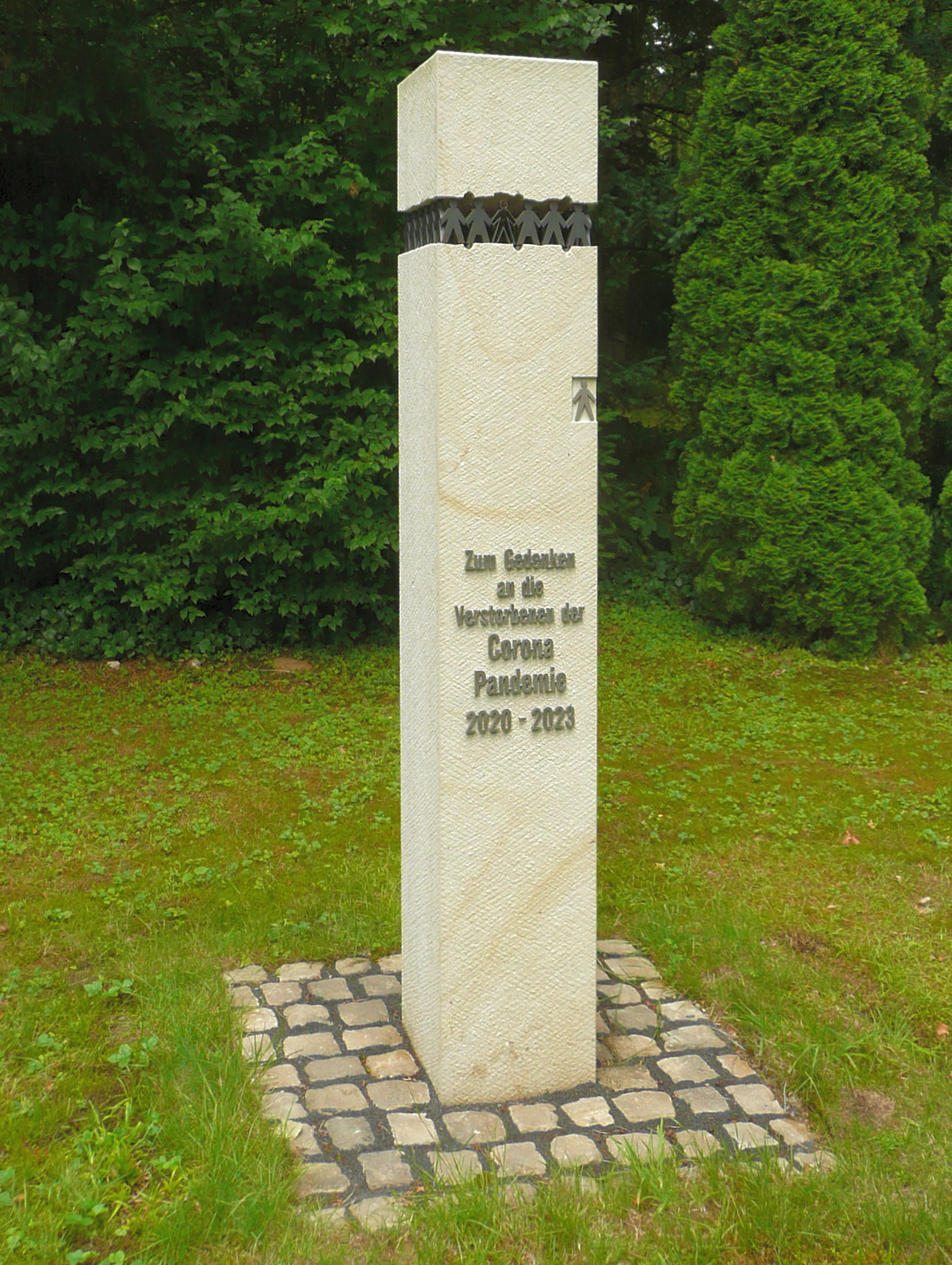
Gedenkstele auf dem Friedhof Am Wehl in Hameln für die Verstorbenen der Corona-Pandemie

Die Stadt Hameln errichtete 2025 auf dem Friedhof Am Wehl eine Stele als Denkmal für die Verstorbenen der Corona-Pandemie der Jahre 2020 bis 2023. Im Landkreis Hameln-Pyrmont hatten durch die Pandemie 233 Menschen ihr Leben verloren. Die Stele soll ihren Angehörigen einen Ort zum Trauern und Erinnern bieten, da sich   während der Pandemie viele Menschen nicht verabschieden konnten.